# 旺代戰爭
旺代战争（法語：Guerre de Vendée）是法国大革命期间的法国内战，共和党人（昵称“蓝军”）与保皇党人（昵称“白军”）於1793年至1796年间在法國西部發生多次交戰。在戰爭結束後，於1799年、1815年和1832年又爆发了三次规模较小的战役。
這場起義戰爭與發生在北部卢瓦尔河右岸的舒昂党人起义有密切關聯，这两场起義因地理位置與性質，有时被合称为“西方战争”。
旺代如同其他地區在法国大革命开始时出现农民示威，革命最初受到欢迎。但1791年法國宪法的頒布引起了部分人的强烈不满，在1793年3月引发了大规模的起义（官方定义为“叛乱”），这场战争最初是一场典型的农民起义，后来演变成反革命运动。
在法国其他地方，一些大规模的反革命叛乱被迅速镇压下去，但在下卢瓦尔省（布列塔尼）南部、曼恩-卢瓦尔省（安茹）西南部、旺代省北部和德塞夫勒省（普瓦圖）西北部形成了一个被历史学家称为“旺代军区”（Vendée militaire）的叛乱地区。
叛乱分子逐渐被称为“旺代人”（Vendéens），并于4月建立了一支“天主教保皇军”，在1793年春夏季取得了一系列胜利。丰特奈勒孔特、图阿尔、索米尔和昂热等城镇被短暂入侵，但旺代人在南特的围攻中失败。
秋天，美因茨军团的增援部队的到来恢复了共和党阵营的优势，该阵营于10月占领了旺代人控制的最大城市绍莱。战败后，大部分旺代人越过卢瓦尔河，前往诺曼底，绝望地试图占领一个港口，以获得英国和移民的帮助。在格朗维尔被击退后，旺代军队最终于12月在勒芒和萨沃奈被摧毁。
从1793年冬天到1794年春天，在恐怖时期，共和国军队实施了暴力镇压。在城市，特别是南特，约有15000人在特派代表和革命军事委员会的命令下被枪杀、淹死或断头台斩首。而在农村，约有20000至50000名平民被地狱纵队（colonnes infernales）屠杀，地狱纵队烧毁了许多城镇和村庄。
然而，残酷的镇压导致叛乱死灰复燃，1794年12月，共和党人开始谈判，最终于1795年2月至5月与不同的旺代领导人签署了和平条约，从而结束了“第一次旺代战争”。
1795年6月，基伯龙登陆开始后不久，爆发了“第二次旺代战争”。起义隨後被迅速平息，最后一批旺代人首领在1796年1月至7月期间投降或被处决。
之后旺代地区仍然出现了多次短暂的叛乱，包括1799年的“第三次战争”、1815年的“第四次战争”和1832年的“第五次战争”，但规模要小得多。
据估计，受害者人数约为20万人，其中约17万人是“旺代军区”的居民，占叛乱领土总人口的20%至25%。
歷史學家弗朗索瓦·傅勒評論，在旺代進行的平叛，不僅展現前所未有的大規模屠殺和破壞，而且還顯示出熱情是如此暴力，賦予當地大部分的地方特性......戰爭恰恰代表宗教傳統和民主革命的基礎之間，彼此存在深度衝突。

## 史学源流

### 研究历史的演变
对旺代战争的历史研究有着悠久的冲突传统，表现为历史流派和意识形态潮流之间、学术历史学家、学者、文人和学者之间的竞争和争吵。这些争论的结果是出现两种截然不同的潮流，一种是革命的支持者，称为“蓝派”，另一种是旺代人的支持者，称作“白派”。
关于这场战争的第一批出版文本是参与者的回忆录，分别来自于保王党和共和党，其中最著名的是路易·马里·德·莱斯屈尔的遗孀拉罗舍夏奎兰夫人的回忆录，其中描述农民自发起义捍卫他们的国王和教会。
在19世纪，这场史学斗争体现在反对派的历史学家，他们的研究完全基于档案。而另外一批学者则致力于捍卫旺代，他们收集并传播纪念传统。
学者们主要依靠“白派”作家收集和传递的口头证词，关注1793-94年镇压中存在的深度暴力，而“蓝派”对档案的偏爱禁止唤起共和党人的感受，并在很长一段时间内禁止评估他们的痛苦。在皮埃尔·加克索特（Pierre Gaxotte）或让·弗朗索瓦·夏普（Jean-François Chiappe）的著作中，学者们发现了“白派”的解读。
一个世纪以来，法国史学家在很大程度上重新提出了这个问题。

### 历史重温

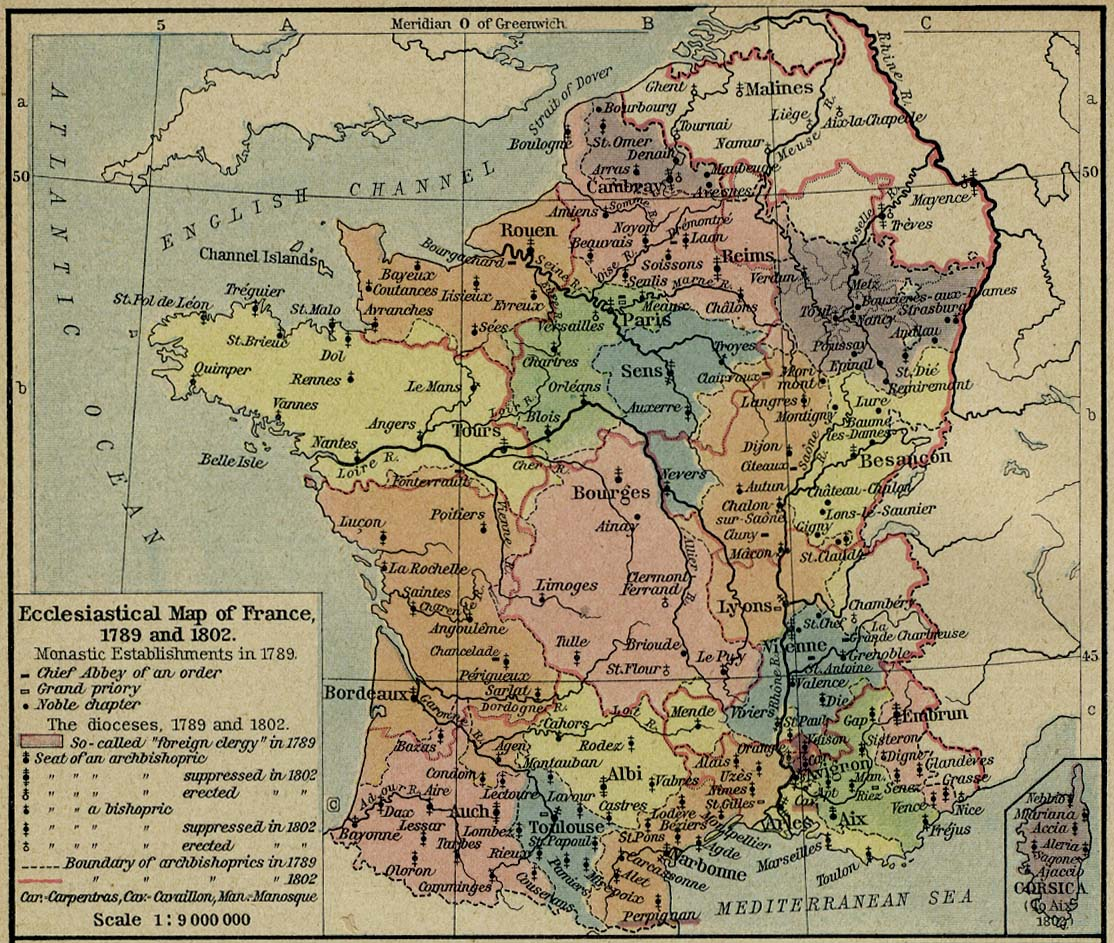
1789-1802年法国的大主教区和主教区

在二十世纪，历史研究经历了深刻的演变，特别是社会经济分析的发展。克洛德·珀蒂弗雷尔将这一更新视为蓝派和白派以外的第三类作家的标志，并围绕保罗·布瓦（Paul Bois）、马塞尔·福舍（Marcel Faucheux）和查尔斯·蒂利，他称之为“科学”史派。然而，“白派”作家将马塞尔·福舍、查尔斯·蒂利和克洛德·珀蒂弗雷尔列为“蓝派”。
早在20世纪20年代，阿尔贝·马蒂耶就认为，1793年春天旺代起义的原因可以在当时的经济和社会条件下找到。
20世纪50年代初，马塞尔·福舍（Marcel Faucheux）认为，叛乱的根源远远超出了神职人员的民事宪法、路易十六的处决或大规模起义，必须与他所谓的“旺代贫困主义”联系起来。革命未能满足1789年召开国民总议会所产生的希望：在旺代占多数的佃农没有从废除封建权利中受益，封建权利是可以赎回的（直到1793年），国家财产主要惠及资产阶级和商人。从那时起，传统社会结构的动荡、神职人员的威权改革和大规模起义充其量只是引发不满情绪爆发的火花。
保罗·布瓦（Paul Bois）根据对萨尔特的详细分析，深化了这一问题，强调了当时农民和资产阶级之间的仇恨，并表明在革命之前，城乡之间存在着深刻的社会分歧，这是起义的主要原因之一。
美国社会学家查尔斯·蒂利的工作也支持了这些结论，对他来说，18世纪法国城市的发展、侵占性的经济模式及其垄断地方政治权力的倾向引发了农民的抵抗和仇恨，而旺代起义只是一个矛盾加剧的例子。
阿尔贝·索布尔描述了饱受煎熬的农民群众，他们倾向于“反对资产阶级，通常是这个佃农国家的普通农民、粮食商人和国家商品的购买者”，来自西部各省，自17世纪末在塞夫尔河畔圣洛朗建立的传教士会众Mulotins的教理化努力以来，他们的信仰非常活跃，从抽签中选出30万人加入民兵，这是前政权特别可耻的机构。如果他认为“起义的同时性使我们有理由认为它是协调一致的”，他解释说，农民“既不是保皇党，也不是旧政权的支持者”，贵族们首先对起义感到惊讶，然后才利用起义达到他们的目的。
最近，让-克莱芒·马丁指出，尽管农民因各种原因，包括在旺代地区的不同地区，根据省份的不同，转向反革命，但宗教口号和社区防御是他们共同使用的。这些口号是由于税收和租金的持续负担、佃农的困境恶化、小农村精英无法购买被城市精英垄断的国家财产、小农村公社失去了对政治（地区）和经济权力所在的集镇的自治权、神职人员的公民宪法受到攻击、社区自由，他们捍卫他们的牧师和宗教仪式。紧张局势一直持续到1793年3月，但没有找到出路，当时的群众起义为社区提供了一个机会，团结起来反对国家特工，这场运动让人想起传统的札克雷，并形成由当地精英或多或少自愿领导的团伙。
在萨尔特，富裕的农民及其盟友正在崛起，而依赖城市的农村居民和他们的织布邻居则是莫日起义的先锋。至于伊勒-维莱讷省的舒昂党人，他们主要是从佃农及其亲属中招募的。无论如何，正是为捍卫被革命的民事和宗教法律破坏的社区平衡，才导致了叛乱。保皇主义似乎很浅，如1791-1792年的法南地区，个人和地方仇恨起着重要作用，邻近社区之间存在对立；在大多数情况下，起义始于“清算、追捕革命者和掠夺”。
他说，属于农村精英的保皇党活动家参与了第一次叛乱，但人数很少；1793年3月，贵族中的反革命分子很少参与一场无组织、武装不良的运动。
“所有人都对叛乱的残酷感到诧异，大多数人不愿意加入叛乱分子，有些人甚至像弗朗索瓦·德·沙雷特一样被迫这样做。»
除了“教权军事区”阴谋论之外，让-克莱芒·马丁与罗歇·迪皮伊一起质疑“城乡”对立（早在革命之前）以及舒昂党起源与旺代战争原因之间的性质差异。
迪皮伊指出，最近的史学“从狭隘的角度出发，认为宗教问题在起义过程中至关重要”，我们必须“从农民社区的深刻身份方面”寻找其根源。“起义更令人恼火，因为暴力在塑造这一身份方面起着决定性作用”：贫困导致的暴力、致力于维护本人荣誉的年轻人暴力、针对滥用封建特权的邪恶领主的集体暴力。
安娜·罗兰·布莱斯特罗（Anne Rolland Boulestreau）将微观历史方法应用于1750年至1830年间位于“旺代军事区”中心的三个莫日教区，提供了革命前夕当地名绅的图片（莫日地区讷维或勒潘的大佃农，圣克里斯蒂娜的商界成员），这是一种基于公众认可的知名度：其成员担任公共职能（卡特里诺家族从父亲到儿子都是圣职）。在公证人面前充当道德担保人，并经常被选为婚姻中的证人。
然后，在分析三个公社对革命的反应时，布莱斯特罗注意到，1789年后，讷维和勒潘的知名人士被确认为社区的负责人，而在圣克里斯蒂娜，一个开放贸易的社区，有许多工匠，新的社会类别与旧的社会类别混合在一起。在讷维和勒潘，面对威胁社区的改革，社区围绕着传统精英而衰亡。相反，在圣克里斯蒂娜，当地知名人士获得了一些土地，改革被视为一个重要的机会，特别是成为未来的州首府。1792年，传统精英都没有参加选举，这表明他们拒绝政治发展，并为属于同一网络和亲族的更温和的知名人士让路。第二年，在起义开始时，跟随雅克·卡特利诺的27名男子被纳入了社区的亲族网络（三分之二是工匠，三分之一是农民）。在圣克里斯蒂娜，旺代爱国者主要是最近在教区服务的卑微工匠，他们很少融入社区网络。
最后，在研究通过旺代起义的考验形成的新社会性的出现时，她指出，参与旺代起义是获得当地居民信任的必要条件。在圣克里斯蒂娜，战争使人口严重分裂，传统的商业精英被土人和贵族赶下台，他们承担着他们以前鄙视的职能。在19世纪，小贵族享有的根基和信任纽带使他们能够与贵族一起成为社区和国家之间不可避免的中间人。

## 背景

### 叛乱之前的局势
18世纪末，旺代社区（现在的旺代省和邻近省的一部分：下卢瓦尔省南部、曼恩-卢瓦尔省西部、德塞夫勒省北部）的社会构成与法国许多其他省份相似，非常农村化。
根据米歇尔·沃韦勒的说法，在旧政权结束时，贵族财产占据了一半以上的土地，而资产阶级占10%至20%，农民占不到30%，神职人员占不到5%。同样，它估计每平方法里700至790名居民的人口密度。最后，与法国北部和东部相比，识字率相当低，10%至20%的配偶知道如何签名。
1789年，西部的农民欢迎革命的开始。布列塔尼、曼恩、安茹或下普瓦图行省的投诉书证明了农民对封建制度的敌意，以及爱国者代表的选举，1790年和1791年对贵族及其家园的大恐慌暴力都证实了这一点。此外，旺代省和曼恩-卢瓦尔省是向立法议会派出最多雅各宾派议员的12个省中的两个。许多牧师似乎也热情地支持这场运动：在旺代，一些人承担了革命带来的新职责，例如成为市长。因此，与其他任何地方一样，革命代表着巨大的希望。
1789年11月，议会投票没收教会财产，并将其转化为国家财产，以保证发出传票。这一决定剥夺了天主教神职人员履行其援助贫困人口的传统角色的财政手段。这些财产是几个世纪以来通过社区成员的遗产积累起来的。革命前，他们由神职人员管理，为农村社区服务。强制出售这些物品，作为对受让人的补偿，逐渐将其交给个人（资产阶级、农民、贵族甚至神职人员），他们将其用于个人用途。因此，社区感到被掠夺，并坚持原来的政策。

### 不满情绪的上涨

1791年宣誓遵守民事宪法的教士比例，旺代省所在的西部比例较低

1790年7月12日，制宪会议通过了教士的公民组织法。1790年11月通过并于1790年12月26日由国王签署的执行法令规定，功能化的牧师与所有公务员一样，宣誓遵守宪法；神职人员的民事宪法和这一誓言遭到了部分神职人员的拒绝，他们认为牧师陪审员偏离了天主教道路。由于担心他们的救赎，许多农民宁愿继续向顽固的牧师求助。这有助于在该措施的支持者和反对者之间深刻地分裂旺代人，并在农民社区中产生一定程度的不满，此外，他们认为自革命以来他们的状况没有改善。
在西方新皈依的农村，神职人员大多不愿意接受宪法宣誓的义务，并在1791年教皇谴责教士的公民组织法后的1791年5月，制宪会议通过了一项关于宗教自由的法令，允许顽固的宗教信仰，但这种宽容并不能满足任何一方的要求，立场变得强硬。《教士的公民组织法》（1791年7月）的实施在群众中引发了大量抵抗行为，他们越来越多地诉诸身体暴力。在普瓦图，诽谤者将公民宪法视为新教徒和犹太人的内容。教区居民之间的“贵族”和“民主人士”之间的斗争（在一些教区，人们团结起来保护他们的牧师和生活习惯），特别是在葬礼期间。更严重的是，1791年1月，在利涅龙河畔圣克里斯托夫社区（南特南部，马什库勒附近），围绕反对教士公民组织法的冲突不断发展，负责维持秩序的国民警卫队的干预导致了旺代的第一批死亡；但冲突并未升级。
在这方面，立法议会于1791年11月和1792年5月27日通过了镇压顽固神职人员的法令，禁止他们进行礼拜。第二条规定，应20名公民的简单请求，将任何顽固的牧师驱逐出法国领土。1792年8月10日前夕，议会镇压了最后一批现存的教会，许多人被监禁。被迫躲藏，以避免被驱逐到圭亚那的监狱，非陪审员牧师受到参加秘密弥撒的妇女的保护。尽管采取了这些措施，新到的宪法神职人员仍然无法在该地区的大部分地区建立自己的地位。根据米歇尔·沃韦勒的说法，在旺代省和下卢瓦尔省（与整个布列塔尼一样）的牧师中，宣誓者占0%至35%，而1791年曼恩-卢瓦尔省为35%至55%，德塞夫勒省为75%至100%。
总体而言，超过65%的西部的神职人员拒绝宣誓（全国为48%）。在沙蒂永和布雷叙尔周围，有一个大致同质的拒绝区。与许多其他地方一样，西部农民的宗教是一种赎罪宗教（旨在确保丰收、牲畜繁殖力、婚姻的实现、孩子的出生、疾病的治愈等），它组织日历和景观，呼吁专门的圣徒，在他们的小教堂举行特殊仪式。同样，教会职业是许多农民家庭社会进步的一种手段，而这一手段受到排斥顽固牧师的威胁。
这表明对旧制度和王室的依恋不是第一次暴乱的触发因素，在贵族移民期间，或1793年1月路易十六被送上断头台时，没有观察到暴乱。

### 战争爆发时的情况

旺代战争示意图，粉色为起事区域，绿色为现在的旺代省

不满是潜在的。1793年2月，滨海夏朗德省面临难民潮。叛乱真正爆发于3月，当时大会于2月23日命令征调30万人的武装，“以应对共和国军队由于损失、逃兵，特别是志愿兵的大规模撤离而突然减少的人数，这些志愿者在前一年的一次战役中被解除武装，敌人被带到边境甚至更远的地方，认为他们可以回家”。旺代省（由于低渗透率，几乎不受影响）只是1793年起义的省份之一，如罗讷河谷，自1790年以来，那里的动荡一直猖獗，一直持续到1818年。1793年6月，波尔多、马赛、图卢兹、尼姆和里昂以及诺曼底等城市出现了联邦主义和保皇党叛乱。
共和党阵营随后分裂为吉伦特派和山岳派，他们指责对方支持反革命。虽然布列塔尼叛乱分子在遥远的西部被让-巴蒂斯特-卡米耶·德·康克洛镇压，在雷恩和南特之间被让-米歇尔·贝塞将军镇压（直到1793年底，动乱才以舒昂党人的形式恢复），但在卢瓦尔河以南的阿尔萨斯，动乱被平息，旺代的叛乱分子不仅成功地击败了数量稀少的国民警卫队，占领了几个城镇，还于3月19日击败了一列职业士兵。
被派去监督30万人大征兵，国民议会的特使们对起义的景象感到震惊，他们将起义戏剧化，指责温和的地方当局共谋，并要求巴黎采取有力措施。考虑到反革命无处不在，组织阴谋，起义形成一个有组织的整体，“旺代军区”成为这场反革命的象征。
在19世纪和20世纪初，保皇党和天主教作家以及共和党作家和历史学家都采用了这一概念，以“放大”它。这一结构仍然对地方和地区身份的发展产生重要影响：因此，许多旺代人将一种强烈的宗教身份内化，甚至怀旧于古代民俗政权-这两个方面显然与1793年起义的起源不符。同样，南特城市居民的身份也与旺代省的“卷心菜肚”有关，他是一个乡下人，总是被怀疑依附于皇室，这是一种很好的嘲弄语气。
总之，旺代起义并非源于单一原因，而是源于多种因素，所有这些因素都与日益增长的群众不满有关。这场叛乱的起源，至少对发起叛乱的农民和工匠来说，并不在于对旧政权的任何怀旧。多年来积累的失望和挫折；一个新的行政等级制度的到来，一个垄断政治和经济权力的资产阶级；农民状况恶化；经济和社会困难，以及强制分配；质疑农民社区及其宗教习俗；所有这些都构成了一系列因素，其中大征兵只是催化的一滴水，这有助于解释第一批工匠和农民的聚集。

### 与舒昂党人起义的区别
尽管有共同点，但旺代战争必须与舒昂党人的行动区分开来。1793年3月，在卢瓦尔河以北，大规模起义被镇压，而在卢瓦尔河以南，叛乱分子利用共和国军队，在他们控制的领土内组织成“天主教保皇军”；这些战争是两支有组织的军队之间的战争。1793年末，西风转折后，卢瓦尔河以北的冲突再次爆发，并在布列塔尼、曼恩省、安茹和诺曼底的游击队中出现了大量局部抵抗。然而，正是同样的动机导致了叛乱。

## 旺代军事区

### 1793年反对大规模征兵的起义
1793年3月，法国西北部的十几个省被一场声势浩大的反对大规模征兵的农民起义所震撼：旺代省、大西洋卢瓦尔省（当时的卢瓦尔省）、曼恩和卢瓦尔省（当时的马耶纳和卢瓦尔省）、莫尔比昂省、德塞夫勒省，以及部分的马耶讷省、伊勒-维莱讷省、阿摩尔滨海省（当时的北部滨海省）、菲尼斯泰尔省和萨尔特省。
第一次骚乱于3月3日星期日在绍莱开始，当时来自该省的500至600名年轻人聚集在该区，“了解当地特遣队征募30万人的方式”，表示拒绝离开。第二天，局势升级：两名掷弹兵受伤，国民警卫队向人群开火，造成3至10人死亡。旺代战争的第一滴血流了出来。

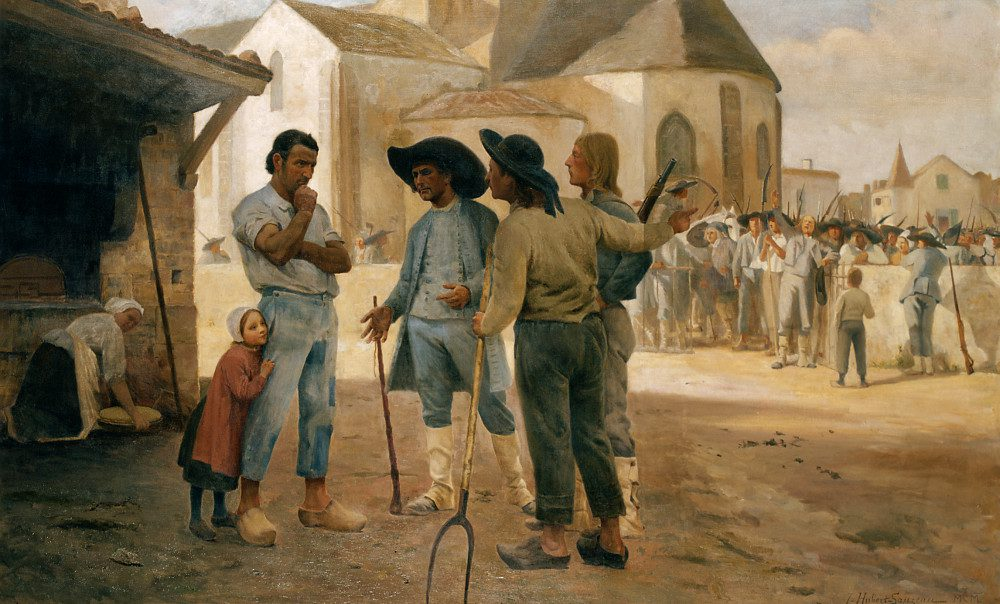
旺代人劝说卡特利诺领导起义，1900年油画，作者：于贝尔-索佐

3月10日和11日，叛乱变得普遍。在安茹的曼恩省和卢瓦尔省，叛乱分子将让-尼古拉·斯托夫莱（Jean-Nicolas Stofflet）和让·佩尔德里奥（Jean Perdriau）等前士兵、夏尔·德·邦尚（Charles de Bonchamps）和莫里斯·德尔贝（Maurice d'Elbée）等贵族前王家军队军官以及小贩雅克·卡特利诺（Jacques Cathelineau）视为首领。他们于3月12日占领了旧圣弗洛朗，随后于3月13日占领了舍米耶和雅莱，在那里他们俘获了枪支和大炮。3月14日，15000名农民袭击了绍莱，该镇只有500名国民警卫队保卫，他们要么被杀，要么被俘。2000多名国民警卫队随后离开索米尔夺回该镇，但3月16日在科龙被叛乱分子击退，叛乱分子随后占领了维耶。3月21日，安茹的所有反对派聚集在舍米耶，至少有20000人，向卢瓦尔河畔沙洛讷进军。聚集在一起保卫的4000名国民警卫队在没有战斗的情况下撤退到昂热，第二天，沙洛讷被叛乱分子占领，叛乱分子控制了整个莫日地区。

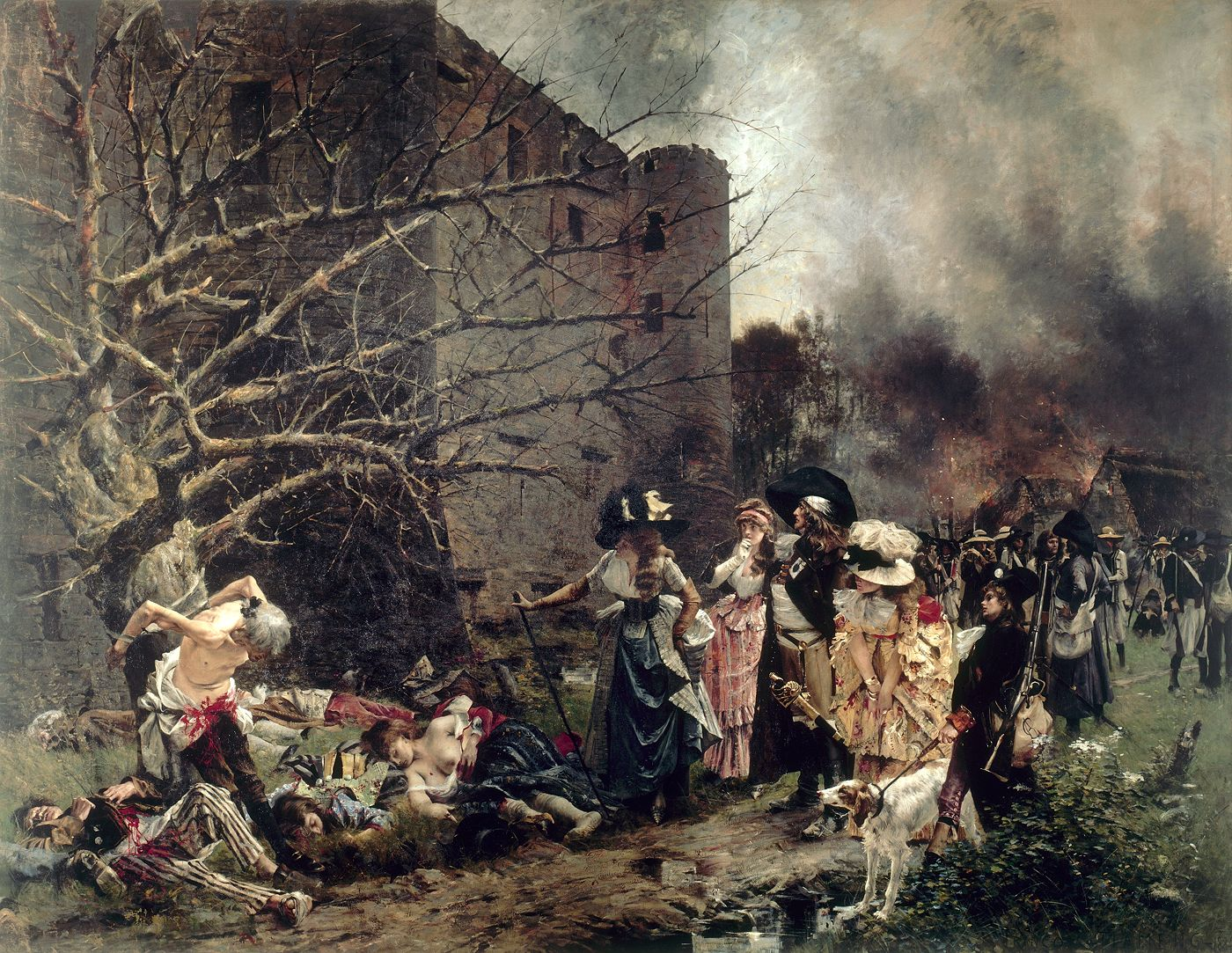
马什库勒的屠杀，1884年油画，作者：弗朗索瓦·弗拉芒

在大西洋卢瓦尔省以南的雷地区，数千名农民在与国民警卫队作战后于3月11日占领了马什库勒。叛乱分子随后成立了一个保皇党委员会，由勒内·苏休担任主席，而一位贵族路易·玛丽·德·拉罗什·圣·安德烈（Louis-Marie de La Roche Saint André）被强行任命为部队负责人。3月12日，由唐居伊和拉·卡特利尼埃尔领导的另一个团伙袭击了潘伯夫，但被爱国者击退。3月23日，拉罗什·圣·安德烈和拉·卡特利尼埃尔的部队一起袭击了波尔尼克。他们在一场短暂的战斗后占领了它，但叛乱分子在庆祝胜利时喝得酩酊大醉，晚上被一支小规模共和党分遣队吓了一跳，引起了队伍的恐慌，导致溃败。大约200至500名叛乱分子在战斗中死亡或被俘后被处决。被苏休和其他领导人指责为失败负责，拉罗什·圣安德烈被迫逃离，由另一位贵族弗朗索瓦·阿塔纳斯·沙雷特·德·拉·孔特里接替。3月27日，他与8000名农民发起反击，重新控制了波尔尼克。与此同时，在马什库勒，为了报复在波尔尼克的失败和处决，苏休成立的委员会在3月27日至4月22日期间枪杀了150至200名爱国派囚犯。
在普瓦图的旺代省，叛乱分子于3月12日占领了蒂福日。3月13日，他们在没有战斗的情况下占领了沙朗、莱塞比耶和塞夫尔河畔莫尔塔涅，并在短暂对峙后占领了蒙泰居。3月14日，永河畔拉罗什被爱国者抛弃，帕吕欧落入叛乱分子手中。3月15日，尚托奈和克利松被攻占。与此同时，3月12日，由夏尔·德·鲁瓦朗（Charles de Royrand）、萨皮诺·德·拉维里（Sapinaud de la Verrie）和萨皮诺·德拉雷里（Sapinaud de la Rairie）领导的3000名来自旺代南部的叛乱分子在从南特到拉罗谢尔和莱萨布勒多洛讷到索米尔的四条道路交叉口的卢瓦占据阵地。两天后，为了争夺控制权，该省首府丰特奈勒孔特的国民自卫军在伏击中意外逃脱，没有战斗。
3月15日，由路易·德·马尔塞将军指挥的2400名国民自卫军纵队离开拉罗谢尔，镇压旺代的叛乱。3月18日，他从叛乱分子手中夺取了尚托奈，然后向圣菲尔让前进。但在3月19日，该纵队在圣樊尚斯泰尔朗日附近的格拉维罗桥被被鲁瓦朗和萨皮诺·德拉维里的部队击溃。共和党人逃回拉罗谢尔，在那里马尔塞被免职，被捕，由亨利·德·布拉尔接替。马尔塞被指控“叛国罪”，六个月后在巴黎被送上断头台。这场被称为“沙罗桥”之战具有巨大的心理影响，甚至延伸到巴黎。由于溃败发生在旺代省的中心，所有西部的叛乱分子都被称为“旺代人”。
3月19日，叛乱分子毫不费力地占领了努瓦尔穆捷岛。3月24日和29日，让-巴蒂斯特·若利领导的数千名农民对莱萨布勒多洛讷进行了两次袭击。然而，共和国炮兵击溃了撤退的叛乱分子，留下数百人死亡，100人被俘，其中45人随后被处决。
与此同时，卢瓦尔河以北也发生了战斗，但是爱国者占据有利位置。从3月底开始，叛乱在布列塔尼被康克洛将军和贝塞将军的纵队镇压。

### 叛乱力量的整合

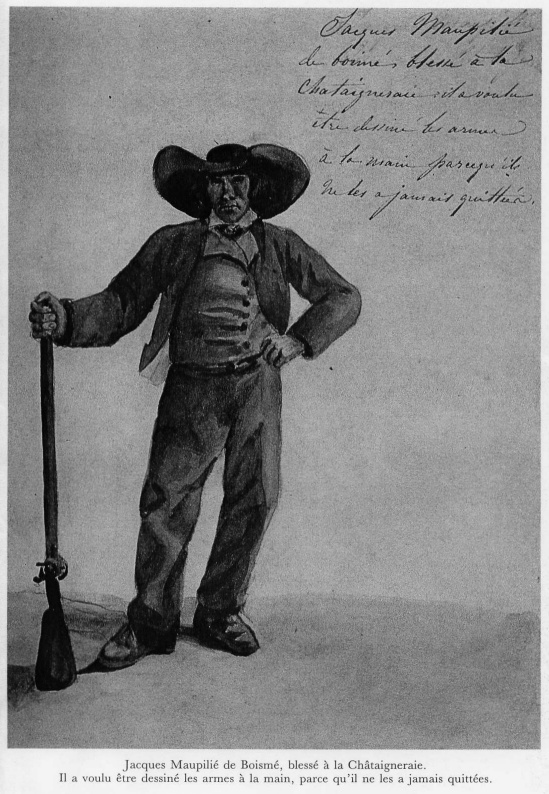
雅克·路易·莫皮利耶，旺代战争时期的老兵，出身于德塞夫勒省

3月底，“旺代军事区”在很大程度上被绘制出来：叛乱领土包括卢瓦尔省南部（前布列塔尼省）、曼恩和卢瓦尔省西南部（前安茹省）、旺代省北部和德塞夫勒省西北部（前普瓦图省）。
叛军没有集中起来，而且装备简陋——大部分武器和弹药来自共和派的战争俘虏——而且不是永久性的，农民在战斗结束后会尽快返回自己的土地。然而，职业士兵，包括共和军的逃兵，加入叛军，带来了他们的军事经验。为了寻找有军事能力的领导人，叛乱分子求助于当地贵族，他们通常是过去王家军队的前军官，但大多数人对叛乱几乎没有热情，并接受了武力训练。
军事结构正在逐步建立。4月4日，成立了“安茹军”和“普瓦图和中部军”。4月30日，他们联合起来组建了天主教保皇军（Armée catholique et royale），但没有统一的指挥。5月30日，叛乱分子进一步组织起来，在塞夫尔河畔沙蒂永成立了一个旺代高级委员会，负责管理被征服的领土，并将军队重组为三个分支：
- 安茹和上普瓦图的军队，绰号“伟大的军队”或“博卡日军”，位于南特塞夫尔河以东，由卡特利诺、邦尚、德尔贝、斯托夫莱、拉罗什雅克兰、莱斯屈尔和利洛指挥的40000人组成；

- 位于旺代中心部的中央军，由鲁瓦朗、萨皮诺·德·拉维里和萨皮诺·德·拉雷里领导的10000人组成；

- 下普瓦图和雷地区的军队，被称为“沼泽军”，位于南特塞夫尔河和大西洋之间，由沙雷特、若利、拉·卡特利尼埃尔、库埃提、盖兰、萨万、帕若和拉罗什-圣安德烈指挥，约15000人。

作为一支“人民”军队，它从农村居民中寻求后勤和军事支持。著名的“旺代磨坊”（moulins de Vendée）就是一个例子，其侧翼的位置用于防止政府军的移动。
战斗战略以骚扰行动为基础，围绕着无处不在的博卡日提供的优势进行组织：它由树篱和空心路径组成，有助于伏击行动，并阻碍革命派大型部队的机动。

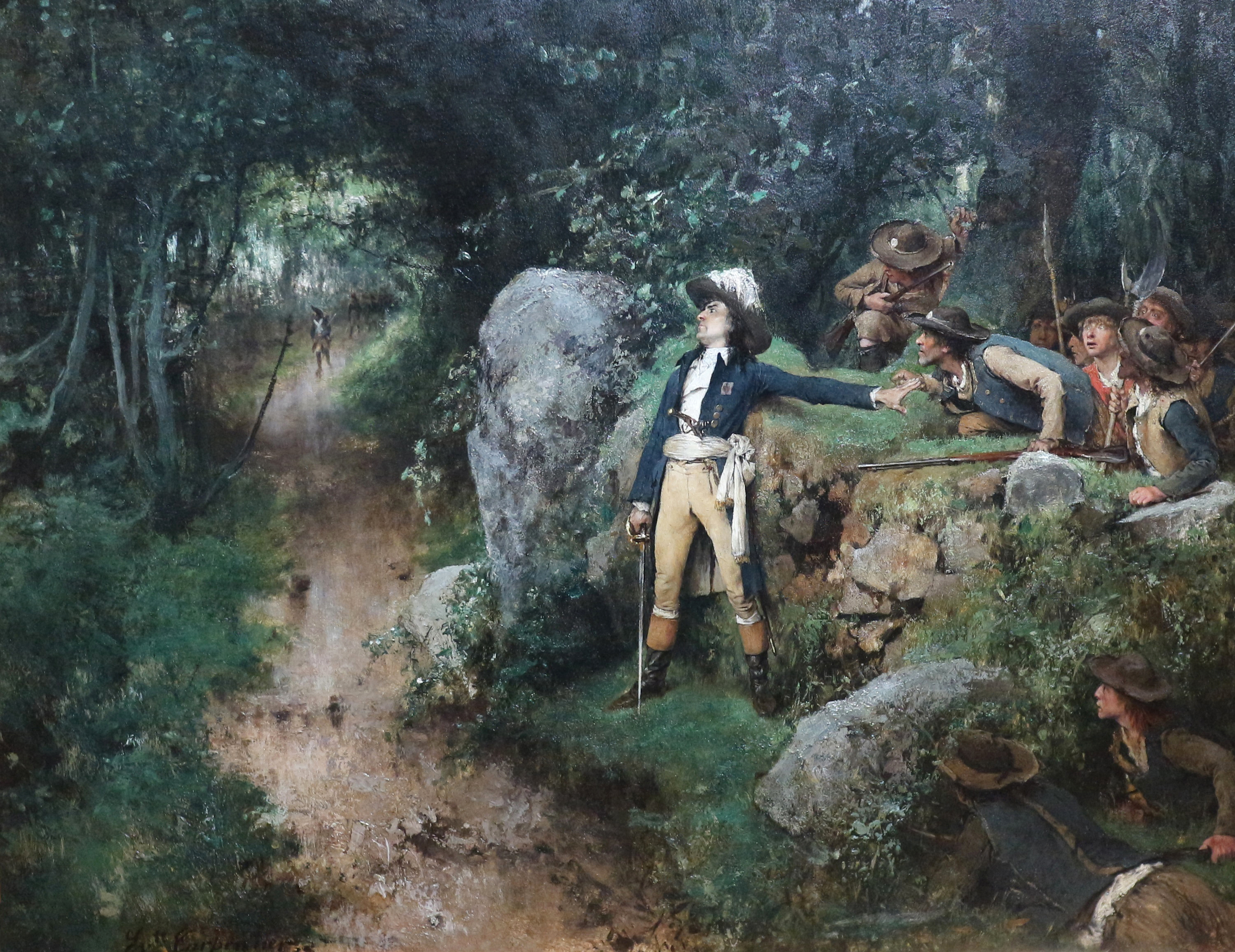
旺代军的伏击，埃瓦里斯特·卡尔庞蒂埃创作油画

共和国的防御依赖于位于旺代军事区周围的几个城镇：主要城镇是北部的南特和昂热，东部的索米尔、图阿尔和帕尔特奈，南部的莱萨布勒多洛讷、吕松和丰特奈勒孔特。除了南特，它依赖于由康克洛将军领导的布雷斯特海岸军，所有其他驻军都隶属于拉罗谢尔海岸军，其指挥权依次由贝吕耶将军、博弗朗谢将军和比龙将军行使。
冲突开始时，共和国军队由当地国民警卫队和驻扎在海岸线上的前线部队组成，来对抗英国可能的入侵。随后，几波增援部队涌入，包括4月的15个巴黎营和日耳曼军团，8月的美因茨军团，11月的两列北方纵队。共和军的总数尚不清楚，但估计1793年春为9000至17000人，1793年8月15日为20000至30000人，1792年10月30日为40000至70000人，1794年1月30日55000至98000人。总的来说，1793年至1796年间，西部共和军的理论总兵力达到13万至15万人。

### 4月份共和军的攻势受挫

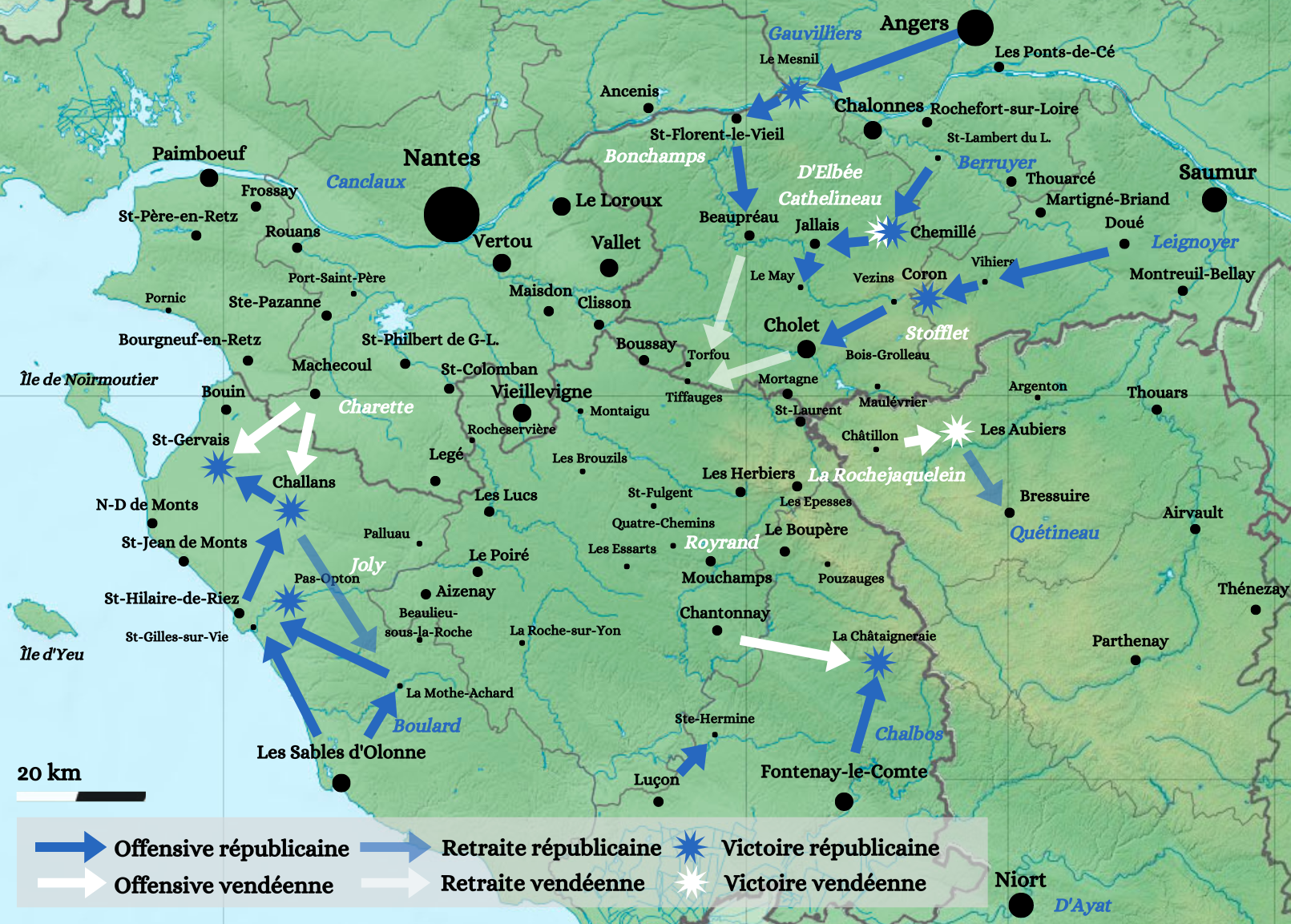
1793年4月旺代战争形势图，共和军的行动以蓝色表示，旺代军的行动以白色表示

3月17日，在巴黎，国民公会获悉布列塔尼、安茹、下曼恩省和普瓦图的起义。它立即对任何手持武器或佩戴白色徽章（象征旧政权）的叛乱分子判处死刑。由于日历上的一个意外，拉苏尔斯第二天提交了一份关于阿尔芒·提凡·德·拉鲁埃里（Armand Tuffin de la Rouërie）的布列塔尼协会的报告。议员们将这两个案件联系起来，错误地推断出贵族和神职人员参与策划的阴谋。
3月23日，执行委员会和治安委员会将负责镇压旺代的部队的指挥权移交给让-弗朗索瓦·贝吕耶将军。后者得到了代表古皮洛·德·蒙泰居的支持，15000人被派去增援。4月初抵达昂热后，贝吕耶将他的部队分成三个军团。第一个由4000人组成，由高维利耶指挥，第二个由贝吕耶本人亲自指挥，第三个由8000名士兵组成，由莱贡耶指挥。此外，奎蒂诺将军率领3000名国民警卫队占领了更南部的布雷叙尔。
4月初，纵队开始行动，目的是将叛军推向大海。4月11日，贝吕耶从圣朗贝尔迪拉泰出发，抵达舍米耶，在那里他遇到了德尔贝的部队。共和军最初被击退，但旺代人放弃了这座城市，撤退到莫尔塔涅。在北部，邦尚在高维利耶的部队面前撤退，撤退到同一个城镇。斯托夫莱在科龙迎战莱贡耶，但经过三天的战斗，他不得不撤退到莫尔塔涅。
贝吕耶的攻势似乎取得了成功，但在这一时期，德塞夫勒省加蒂讷地区的农民也发动了叛乱，推举亨利·德·拉罗什雅克兰（Henri de La Rochejaquelein）作为他们的领袖。后者率领3000人，于4月13日在奥比耶袭击并击败了奎蒂诺的部队。共和派的将军撤退到布雷叙尔，而拉罗什雅克兰则前往增援莫尔塔涅的叛军。此时，贝吕耶对发动总攻犹豫不决，因为他过于担心自己的部队状况不佳，却不知道旺代人的情况比他更加困难。因此，保皇党领导人利用这一喘息机会一个接一个地攻击共和国纵队。4月19日，他们在沃赞向莱贡耶发动攻势，击溃了他的部队。
得知战局不利后，贝吕耶急忙下令在莱蓬德塞进行总撤退，但将高维利耶留在了博普雷欧。后者发现自己被旺代军包围，并于4月22日被击溃，留下1000多名战俘。共和国在安茹的攻势彻底失败，贝吕耶的所有部队都撤退到昂热。
然而，在下普瓦图和雷地区，共和党取得了一些成功。4月7日，亨利·德·布拉尔将军带着4280人离开莱萨布勒多洛讷。8日，他占领了若利的总部拉莫特阿沙尔，9日进入圣吉勒-克鲁瓦德维，没有遇到任何抵抗。4月14日，共和军抵达圣热尔韦，第二天击退了沙雷特和若利部队的进一步袭击。然而，布拉尔的军队被认为过于孤立，远离基地，随后被命令撤退。因此，共和党将军发现自己被迫放弃此前征服的地方，并在4月20日至22日期间撤退到拉莫特阿沙尔。

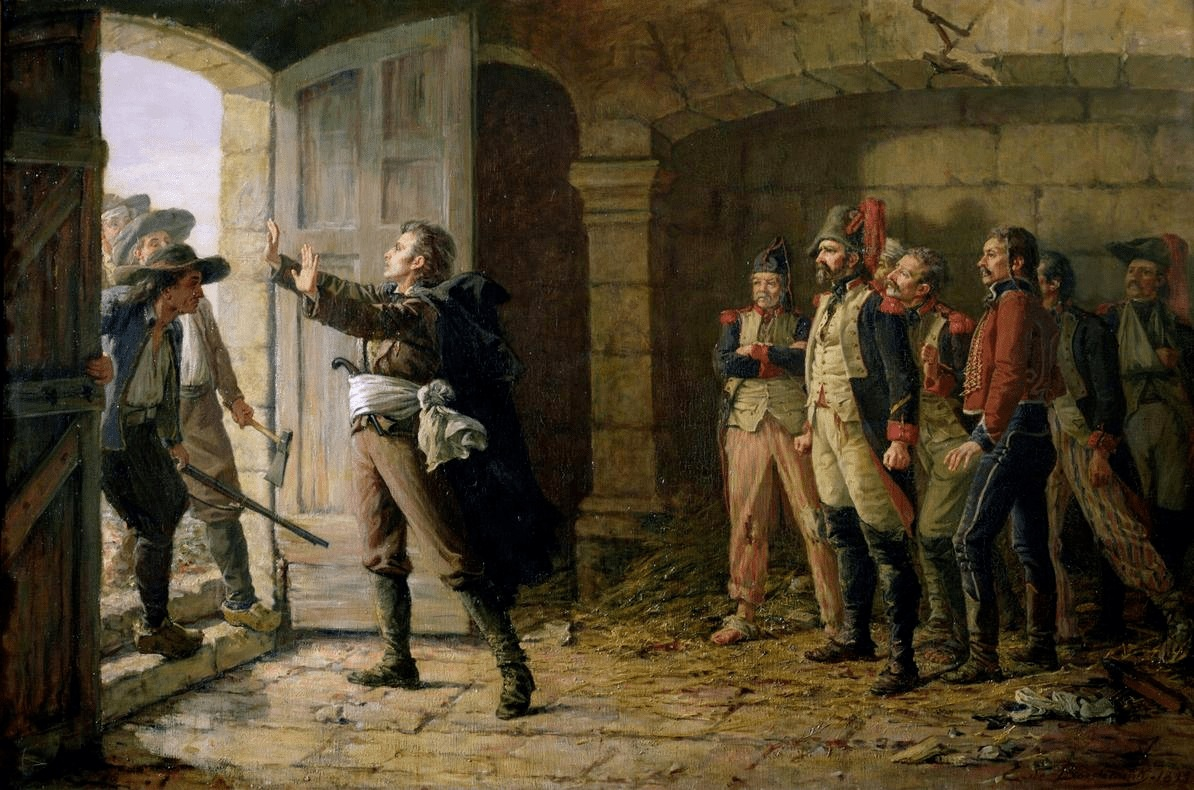
德尔贝将军在舍米耶战役后保护共和军战俘，博瓦勒孔特画作，1899年

再往北，贝塞将军于4月20日带着3200名士兵离开南特。他立即占领了卡特利尼埃尔的总部圣佩尔港。22日，他抵达马什库勒，沙雷特的军队因在沙朗和圣热尔韦的失败而士气低落，几乎在没有战斗的情况下解散，并将该镇交给共和党人。勒内·苏休被捕，并被斧头斩首。4月23日，一支分遣队重新占领了沙朗。25日，努瓦尔穆捷岛的叛军在维拉雷·热瓦约泽中队的海军陆战队登陆并受到贝塞将军的警告后投降。4月26日，被孤立的波尔尼克被叛军抛弃。整个海岸线由共和党控制。

### 旺代军在5月和6月的胜利

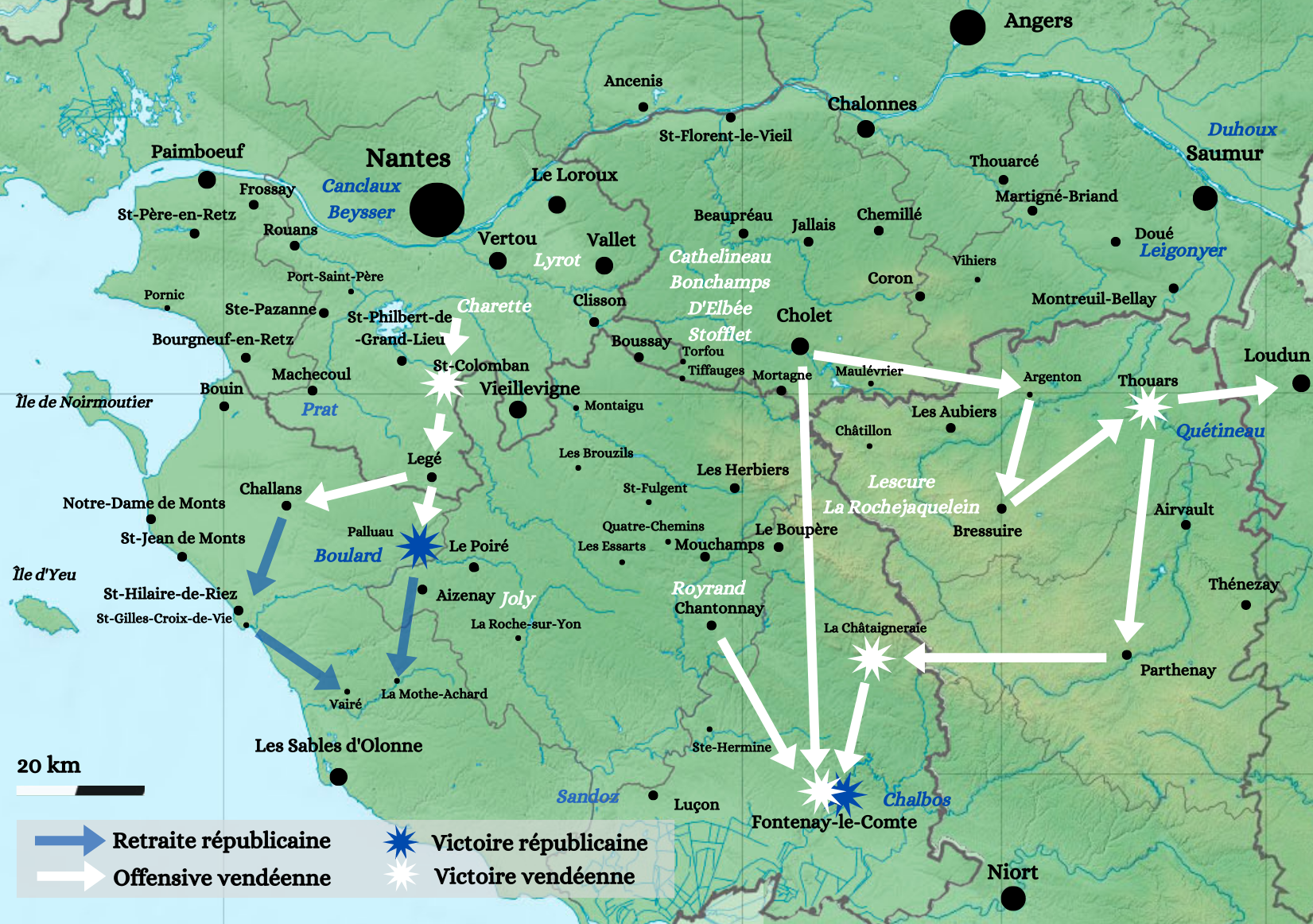
1793年5月旺代战争形势图，共和军的行动（蓝色），旺代军的行动（白色）

1793年5月，由卡特利诺、邦尚、德尔贝、斯托夫莱和拉罗什雅克兰领导的安茹和上普瓦图军队发起了一场大规模攻势，称为“大军”。5月3日，奎蒂诺将军不得不放弃布雷叙尔，留下了丰富的弹药和战俘，其中包括路易·德·莱斯居尔和贝尔纳·德·马里尼，他们加入了旺代军。奎蒂诺将军与5000多人一起撤退到图阿尔，但两天后，在广场上遭到近30000名旺代人的袭击。经过一场血腥的战斗，奎蒂诺投降，12月被革命法庭判处死刑。他和他的手下一起被释放，违背了不再在旺代战斗的誓言。旺代军的胜利引起了巨大反响，叛军缴获了数千支步枪、弹药、12门大炮和50万里弗尔的财产。
旺德军队于5月9日离开图阿尔，继续向南发展：11日，它占领了帕尔特奈，13日，在与沙尔博将军的3000人战斗后，拉沙泰涅赖被占领并掠夺。但许多农民士兵选择返回家园，天主教保皇军在离开博卡日后解体。5月16日，在丰特奈勒孔特之前，旺代人在沙尔博、桑多和努维翁的部队面前只有不到8000人。习惯于在博卡日而不是平原上战斗的旺代人被共和党人击退，100人战死。
胜利后，沙尔博夺回了拉沙泰涅赖，但在5月24日放弃此地，当时天主教保皇军在博卡日进行了整编，现在有超过30000人，25日返回丰特奈勒孔特，为之前的失败复仇。由于人数太少，共和军在短暂战斗后被击溃，3000名士兵被俘。与图阿尔一样，他们在宣誓不再拿起武器的情况下被释放。旺代人占领了丰特奈勒孔特，但在5月28日至30日期间又放弃了该镇。
第二周，“大军”总参谋部决定进攻索米尔。6月6日，1500名共和党人的先锋队在维耶被击败，7日，杜埃拉方丹被入侵，8日，来自图阿尔的共和党增援部队分散在蒙特勒伊贝莱。6月9日，旺德人进抵索米尔，城市遭到袭击。大约1500名共和党人和500名叛乱分子被打死或受伤。旺代人还俘虏了11000人，并缴获了大量战利品：15000支步枪、60门大炮和50000磅火药。共和党囚犯在宣誓不再与天主教保皇军作战后获释。他们的身体被割伤，以便在违背承诺时被认出。蓝军的溃败使得保王党的分遣队在没有战斗的情况下短暂占领了希农和卢丹，只靠四名骑兵在几个小时内就掌控了拉弗莱什。
在索米尔，保王党总参谋部在进军南特、巴黎或尼奥尔之间犹豫不决，或者是摧毁拉罗谢尔海岸军队的新总司令比龙的军队。为了确保整体的凝聚力，6月12日，来自小贵族的领导人选举出一位平民，卡特利诺担任天主教保皇军的“将军”。但到6月12日，聚集在一起的30000名农民中有20000人返回家园，到6月25日，拉罗什雅克兰指挥的驻军只剩下8人。后者随后撤离索米尔，次日共和党重新占领该镇。
在旺代省的另一端，在下普瓦图和雷地区，战斗也对共和党不利，尽管最初取得了一些成功。4月29日，共和党将军亨利·德·布拉尔（Henri de Boulard）带着1600多人离开拉莫特阿沙尔，驱散了若利在博略苏拉罗什的部队。然后在4月30日至5月1日夜间到达帕吕欧。就他而言，旺代军主将沙雷特在马什库勒惨败后驻扎在勒热。4月30日，他遭到南特分遣队的袭击，但他击退了袭击。布雷斯特海岸陆军总司令让-巴蒂斯特·卡米耶·德·康克洛将军计划从马什库勒、帕吕欧、沙朗和圣科隆邦发动新的攻势，由贝塞、布拉尔、博德里·达松和拉博里分别指挥四个纵队。
5月5日，共和党人进入勒热，他们发现那里没有旺代军。他们留下了一个小驻军，返回了原来的营地，但5月7日，拉博里纵队在圣科隆邦被沙雷特的部队突然袭击并击溃。根据康克洛的命令，共和军在9日撤离勒热，并于当晚由沙雷特接管。5月12日，圣佩尔港遭到卡特利尼埃尔的袭击，但康克洛从南特增援并击退了袭击。5月15日，沙雷特和若利袭击了帕吕欧，但他们也被布拉尔的部队击退。然而，由于因为人数不足和逃兵出现，布拉尔于5月17日放弃了村庄，再次撤退到拉莫特阿沙尔。他的副手博德里·达松于5月29日撤离了沙朗和维河畔圣吉勒，并返回了莱萨布勒多洛讷。
由于不再受到莱萨布勒共和军的威胁，沙雷特、拉·卡特利尼埃尔和弗里格诺的旺代军在勒热集结了12000至15000人，并于6月10日开始进攻马什库勒。只有1300人的共和国驻军逃往南特，留下了所有的大炮，至少100人死亡，500名俘虏。与此同时，共和党人也放弃了圣佩尔港，旺代军开辟出通往南特的道路。

### 旺代军袭击南特失利
“大军”从索米尔出发，沿着卢瓦尔河前进，于6月18日进入昂热，留下5000名驻军。沙雷特写信给他们，提议一起占领南特、港口和财富。但“大军”领导人毫不拖延地决定用自己的力量继续前进。
在南特，尽管平民（山岳派）和商人和律师代表的资产阶级（吉伦特派）之间存在分歧，但居民拒绝按照特派团特使的命令撤离该市。他们组织抵抗，收集所有可用的大炮和船只，建造堡垒和护城河。与市长巴科·德拉夏贝尔（Baco de la Chapelle）一起，布雷斯特海岸军司令康克洛将军召集了3000名士兵和骑兵，以及2000名志愿者、5000名国民警卫队和2000名主管武器维修的工人，共计12000人，而卢瓦尔河左岸的是沙雷特指挥的下普瓦图和雷地区军队15000人和右岸的“大军”18000人，由卡特利诺领导。

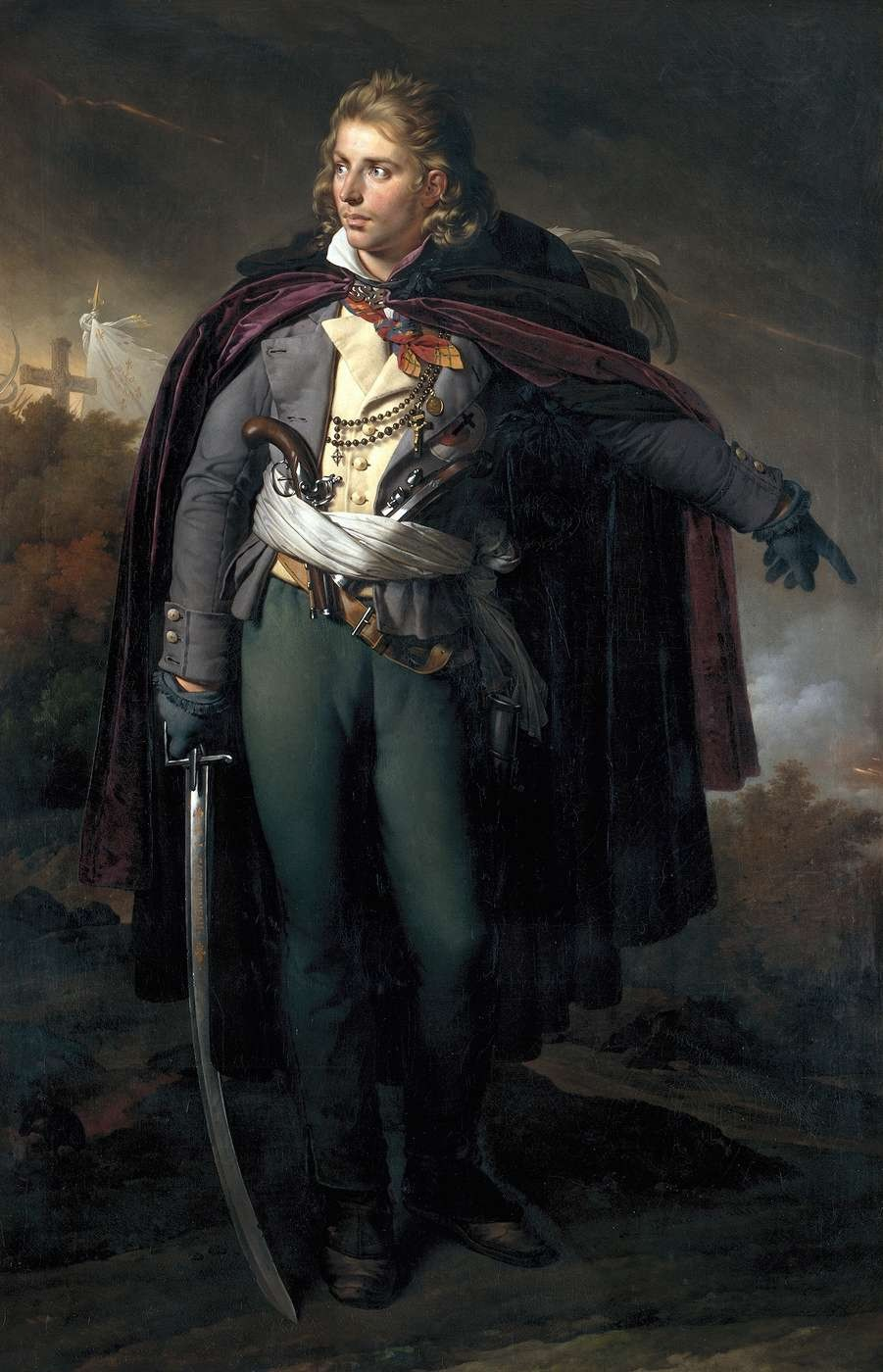
旺代军将领雅克·卡特利诺，吉罗代创作油画，1816年

面对顽强的抵抗和保王党之间缺乏协调，6月28日和29日对南特的攻击失败了。卡特利诺将军受了致命伤，士气低落的农民撤退。
与此同时，拉罗谢尔海岸陆军总司令比龙命令弗朗索瓦·韦斯特曼在“旺代军事区”的中心地带进行一次转移注意力的突袭。他率领一支小型军队，于6月25日攻陷帕尔特奈，并于7月3日占领了叛乱分子的首都沙蒂永。他释放了2000名共和派囚犯，抢劫了叛乱分子的商店，并接管了白军高级委员会的档案。
“大军”在南特战败后聚集在绍莱，以25000人反击。旺代人击溃了韦斯特曼的部队，打的他只剩下几百人，并于7月5日夺回沙蒂永。尽管过程很糟糕，但共和党的突袭阻止了白军试图对南特发动第二次袭击。为了保护他们的领土，叛军大量返回卢瓦尔河左岸。昂热、索米尔、图阿尔和丰特奈勒孔特逐个被放弃，并在没有战斗的情况下被爱国者夺回。

### 7月和8月的胶着状态
在7月和8月期间，战事陷入胶着，双方的进攻受到控制。离开索米尔后，共和党人在马蒂涅布里扬取得了成功，并于7月15日占领了维耶。但三天后，他们在旺代军的反击中被击溃，数百名士兵被俘。
旺代军总参谋部在后续行动方面存在分歧。邦尚主张向北进攻，以挑起布列塔尼和曼恩省的叛乱，而新将军德尔贝（卡特利诺于7月14日因伤去世）赞成攻击南部的城市，因为那边防御更脆弱，最终目标是夺取拉罗谢尔港。
当邦尚的军队在昂热附近进行了一场没有结果的战斗时，德尔贝领导的其余军队正试图向南攻击吕松，以击退坦克（Tuncq）将军领导的共和党人的入侵，他们焚毁了尚托奈。但在7月30日，旺代军的攻势在吕松前面被击退。两周后，这一次，在沙雷特部队的增援下，35000人的天主教保皇军对吕松发动了新的攻击。但坦克的6000人击溃了旺代军，因为后者习惯于在树林中战斗，但在平原上很脆弱。旺代军在战场上有1500至2000人死亡，而共和军只有100人死亡，这是旺代军至今经历了最严重的失败之一。共和党人随后夺回了尚托奈，不过他们在9月5日被德尔贝的另一次突袭而退出。

### 美因茨军团的增援，共和军在9月和10月发动新的攻势

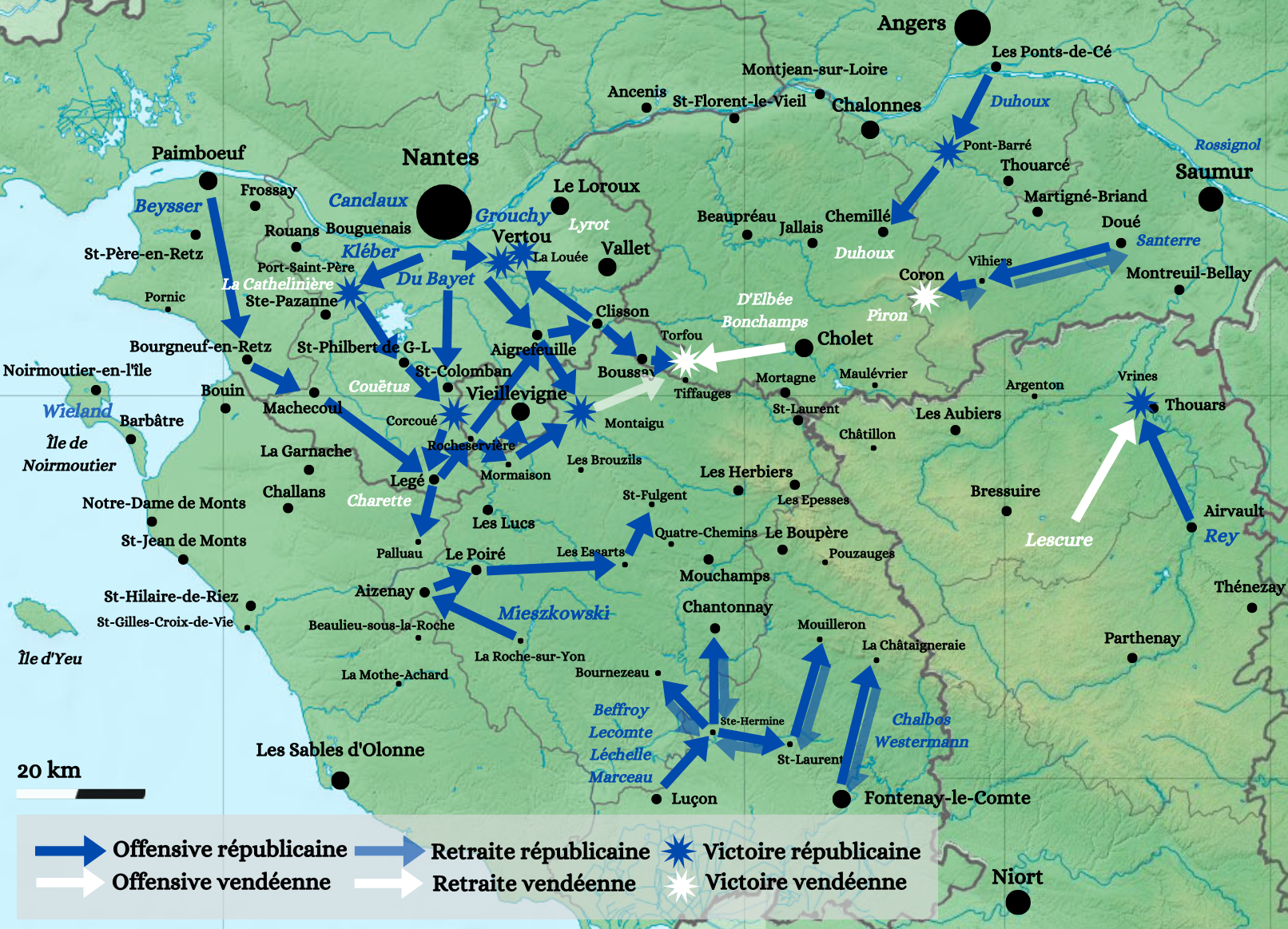
1793年9月旺代战争形势图，共和军的行动（蓝色），旺代军的行动（白色）

面对反革命的成功和叛乱蔓延的恐惧，比龙将军被解职，在接下来的几周里，在战争部长布绍特的倡议下，贵族派将军（康克洛、格鲁希、奥贝尔·迪巴耶）逐渐被无套裤汉取代（罗西尼奥尔、龙桑、雷谢尔、前士兵，还有戏剧演员格朗蒙和酿酒师桑泰尔）。就能力而言，他们都是平庸的将军，领导着一支“混编、装备简陋、注定要为生存而掠夺、被人民憎恨”的军队。
美因茨军团（Mayençais）以美因茨要塞驻军的名字命名，在经过四个月的封锁和32天的开放战壕后，于7月23日对神圣罗马帝国军光荣投降，并在8月1日被派去增援。9月6日、7日和8日抵达南特后，由奥贝尔·迪巴耶将军、克雷贝尔将军、维默将军、博皮将军和阿克索将军率领的这支纪律严明、勇敢的部队首先被安置在拉罗谢尔海岸军中，然后在1793年10月1日之前一直由布雷斯特海岸军的首领康克洛指挥。公共安全委员会还向西部军队派遣让-巴蒂斯特·卡里耶，以完成秩序的恢复。
就结果而言，索米尔和昂热的无套裤汉将军正试图让非叛乱领土的居民组织起来对抗叛军。因此，这些行动可能偶尔会将平民与正规部队混合，如9月13日在杜埃拉方丹，集结了30000人对抗“强盗”，或9月25日在拉沙泰涅赖。
9月8日，美因茨军团进入旺代省，领导先锋队的克雷贝尔击退了在途中遇到的所有部队：卡特利尼埃尔被赶出圣佩尔港，然后马什库勒和勒热在没有战斗的情况下被占领。在勒热，1200名共和派囚犯、士兵和平民被美因茨军释放。沙雷特撤退并离开布列塔尼沼泽向安茹军队合流。然而，他的部队在蒙泰居被击溃。根据破坏令，共和党人烧毁了他们经过的城镇。

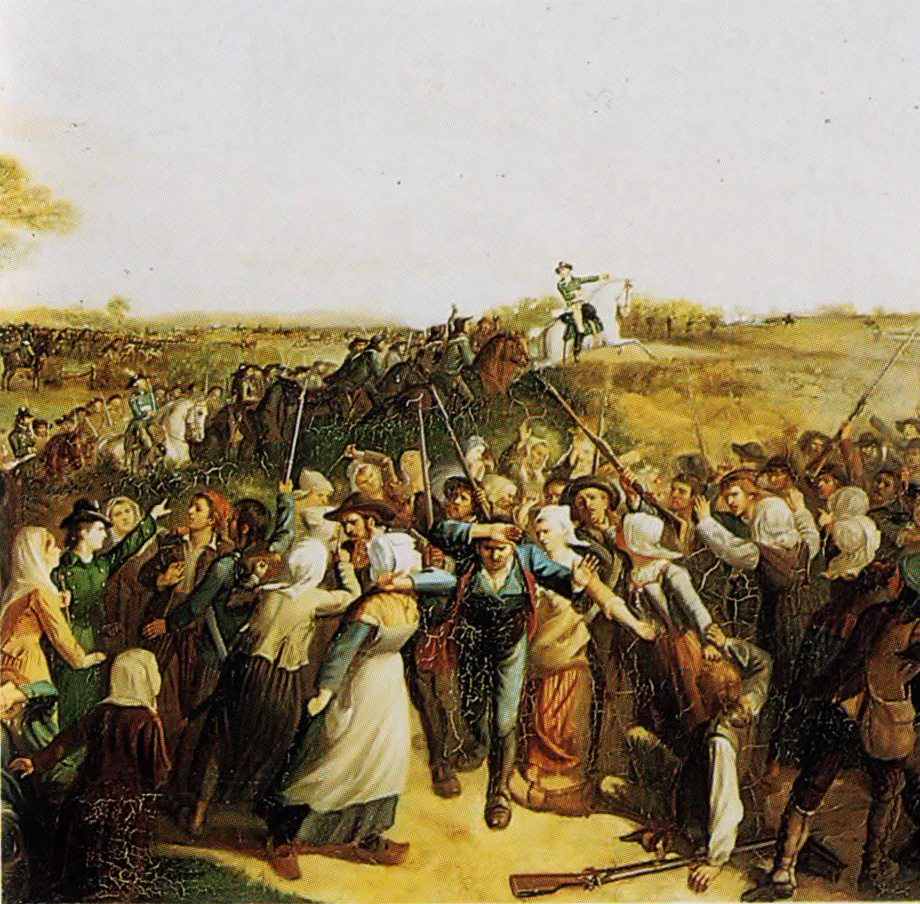
托尔富战役的一个场景，蒂福日的妇女阻挡住因见到美因茨军团逼近而惊慌失措的旺代军，沙斯泰涅画作

9月18日，克雷贝尔的2000名士兵发现自己面对着由德尔贝、莱斯屈尔和邦尚领导的安茹军主力部队。经过托尔富之战，美因茨军遭受了第一次失败，被迫撤退到克利松。不久之后，9月19日和20日，罗西尼奥尔将军领导的拉罗谢尔海岸军在科龙和圣朗贝尔迪拉泰的两次挫折最终摧毁了康克洛的计划，康克洛被迫放弃反击计划，并将其所有部队撤出克利松。
接连失败之后，康克洛下令全面撤退到南特，克利松被疏散并烧毁。旺代军试图阻断共和党人的撤退，但莱斯屈尔和沙雷特违反了计划，更执着于攻击蒙泰居和圣菲尔让。占领这两座城市的贝塞和米耶什科夫斯基的共和军被击溃。但由于缺乏有效支持，德尔贝和邦尚的部队无力阻止共和党人撤退到南特。然而，共和党人留下的400名受伤者被旺代军屠杀。
在他的首个计划失败后，康克洛决定组建两个重要的纵队，从南特和尼奥尔出发，在绍莱会合。然而，康克洛被公共安全委员会罢免，该委员会还下令将拉罗谢尔海岸军、美因茨军团和布雷斯特海岸军的南特部分合并为西部陆军，由让·莱谢尔将军指挥。后者很快被证明是一位无能的将军，一些执行任务的代表非正式地将南特纵队的领导权交给了克雷贝尔将军。
10月初，尽管本人已被免职，康克洛的第二个计划还是成功实施。离开南特后，美因茨和布列斯特的纵队在没有遇到任何抵抗的情况下夺回了蒙泰居、克利松和圣菲尔让，并于10月6日在特雷兹塞普捷击败了埃尔贝和邦尚的旺代军。从南部出发，由沙尔博和韦斯特曼指挥的尼奥尔纵队的11000人于10月9日击败了莱斯屈尔、拉罗什雅克兰和斯托夫莱的部队，并占领了沙蒂永。两天后，旺代人反击，成功地将共和党人赶出了他们的“首都”，但这座几乎被战斗完全摧毁的城市随后被遗弃。另一边，巴尔将军的小吕松纵队将撤退到安茹的鲁瓦朗军队赶走。

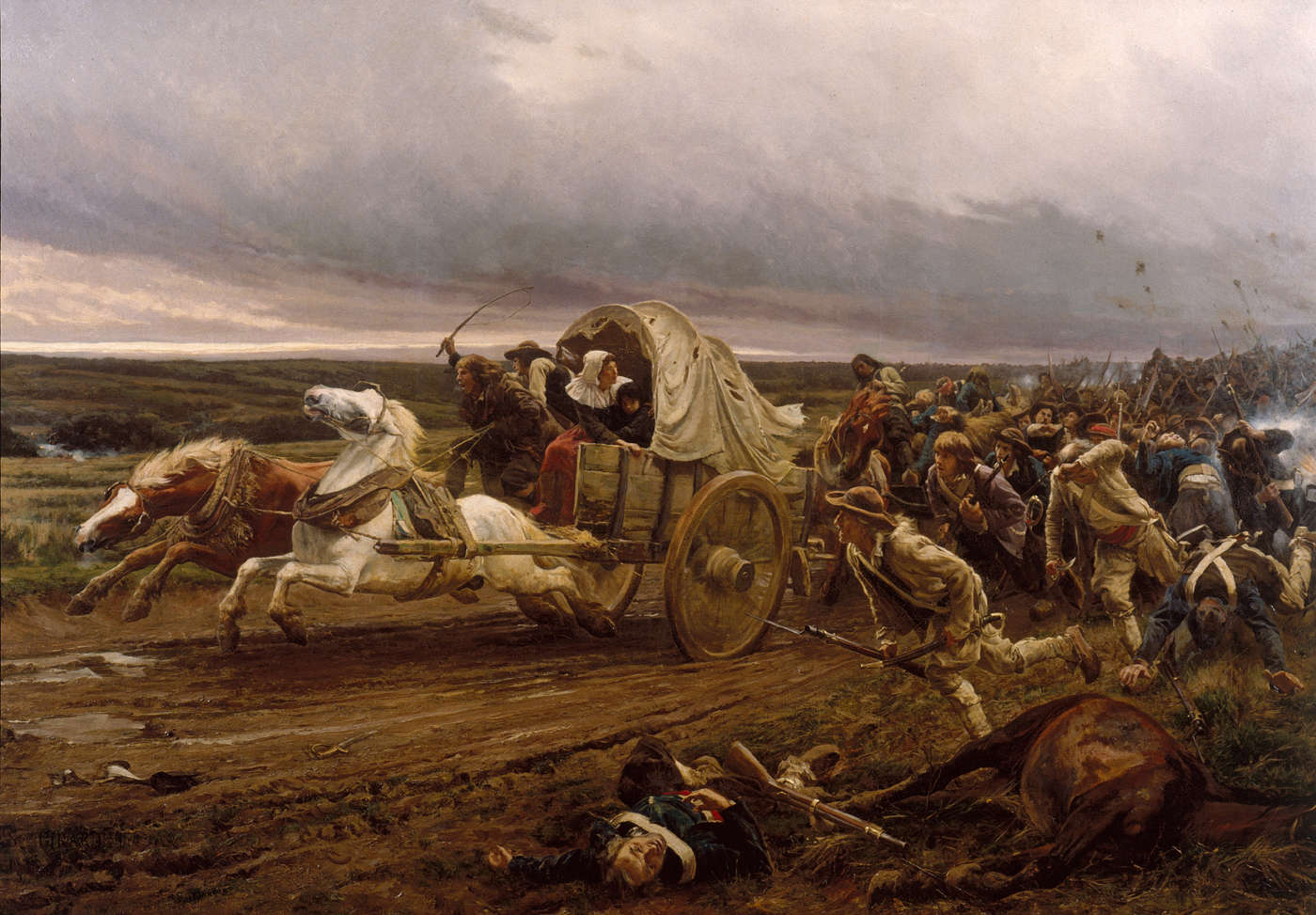
绍莱的溃败，儒莱·吉拉尔代画作，1886年

安茹、上普瓦图和中部的旺代军聚集在绍莱。10月15日，美因茨军袭击了这座城市。莱斯屈尔将军受了重伤，被痛殴的旺代人撤离广场，撤退到博普雷欧。两支共和派纵队晚上在绍莱会合，聚集在该市的部队有26000人。
第二天，旺代的将军们决定夺回绍莱。只有塔尔蒙亲王率领4000人穿越卢瓦尔河，夺取瓦拉德，并确保军队在战败时撤退到布列塔尼。
10月17日，40000名旺代人强袭绍莱。这场战斗结果长期以来还没有定论，但在几次以肉搏战结束的攻击后，旺代人被击退。双方都在战场上留下数千人死伤。德尔贝和邦尚两名旺代军将领严重受伤。

## 加莱尔讷的回转

### 旺代军穿越卢瓦尔河前往格朗维尔

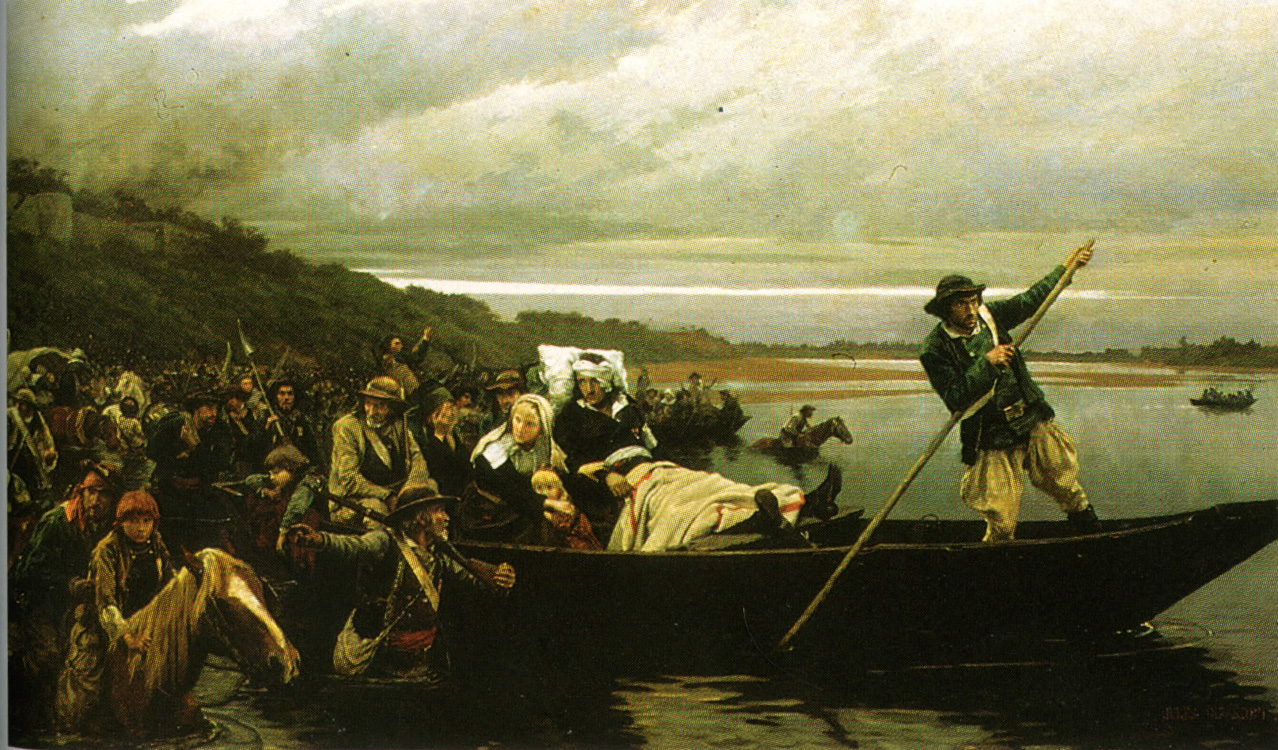
受伤的莱斯屈尔将军在圣弗洛朗渡河，儒莱·吉拉尔代画作，1882年

在绍莱战败后，旺代军撤退到博普雷欧，然后撤退到旧圣弗洛朗，留下400名伤员，由韦斯特曼的士兵消灭。旺代军决定穿越卢瓦尔河，希望通过占领英吉利海峡沿岸的一个港口，煽动布列塔尼和曼恩省的叛乱，并让英国军队登陆。
在10月18日晚上，旺代军新主将拉罗什雅克兰带领他的所有部队穿越卢瓦尔河：20000至30000名战斗人员，15000至60000名非战斗人员（伤员、老人、妇女和儿童等），总共60000至100000人。这是“加莱尔讷的回转”的开始（加莱尔讷来自布列塔尼语gwalarn的法语化，当地一种季风的名字）。
在过河的过程中，垂死的邦尚将军设法阻止了5000名共和党囚犯被他的手下枪杀。由于无法过河，囚犯被释放，而邦尚将军在几个小时后因受伤死亡。
到达卢瓦尔河北岸后，旺代人向拉瓦勒进发，轻松击退了当局临时召集的驻军和国民警卫队。拉瓦勒于10月22日被攻克。在接下来的几天里，大约6000-10000名布列塔尼人和曼尼奥人加入了天主教保皇军，他们被称为“小旺代军”。
西部军队正在追击叛军，但阿克索将军的部队除外，他们留在旺代与沙雷特的部队作战。10月25日，韦斯特曼指挥的先锋队在没有等待增援的情况下袭击了拉瓦勒，但在克罗瓦-巴泰耶战役中被击溃。第二天，拥有20000名士兵的共和军开始进攻。然而，面对拉罗什雅克兰的25000人，总司令莱谢勒遭遇又一场惨败。共和党人损失了4000人，逃往昂热。

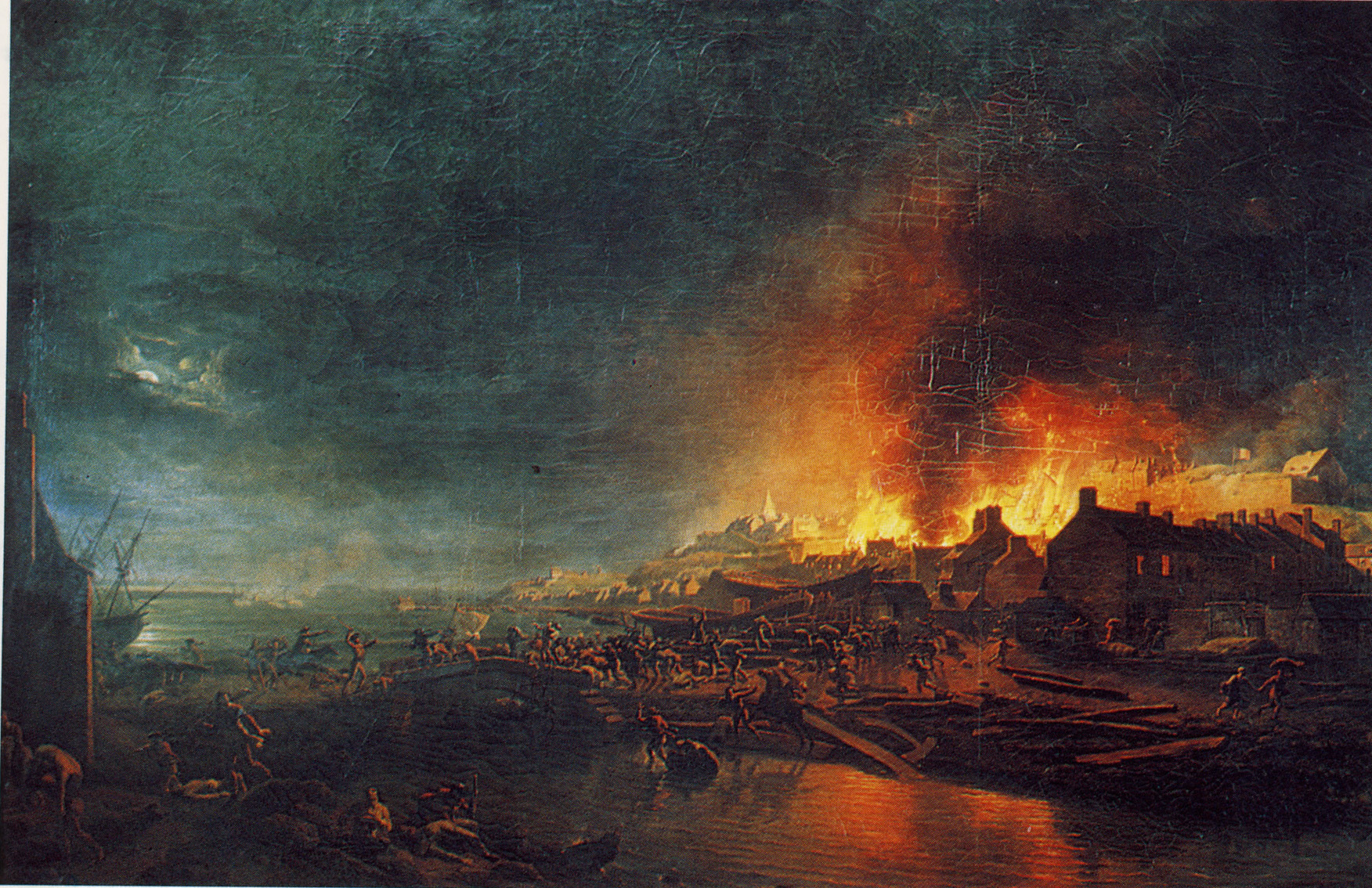
旺代军火烧格朗维尔，让-弗朗索瓦·于画作，1800年

取胜后的旺代人继续向北行进，11月1日，他们在没有战斗的情况下占领了马耶讷。11月2日，一支共和党纵队在埃尔内被击溃。11月3日，旺代军袭击了富热尔。莱斯屈尔将军当天在绍莱受伤身亡。
在富热尔接待了两名携带英国政府信件的移民特使后，旺代军总参谋部决定袭击格朗维尔港。旺代人随后通过布列塔尼地区多勒、蓬托尔松和阿夫朗什前往诺曼底。11月14日，他们抵达格朗维尔。然而，没有英国船只在等待保皇党，而且这座城市正在自卫，进攻完全失败。从11月15日起，沮丧的旺代人撤退。尽管在维勒迪约莱波埃勒进行了一次没有结果的尝试，但士兵们拒绝服从他们的领导人，并决定自己返回旺代省。他们离开诺曼底，留下800名被共和党枪杀的叛徒。

### 返回旺代和天主教保皇军的覆灭

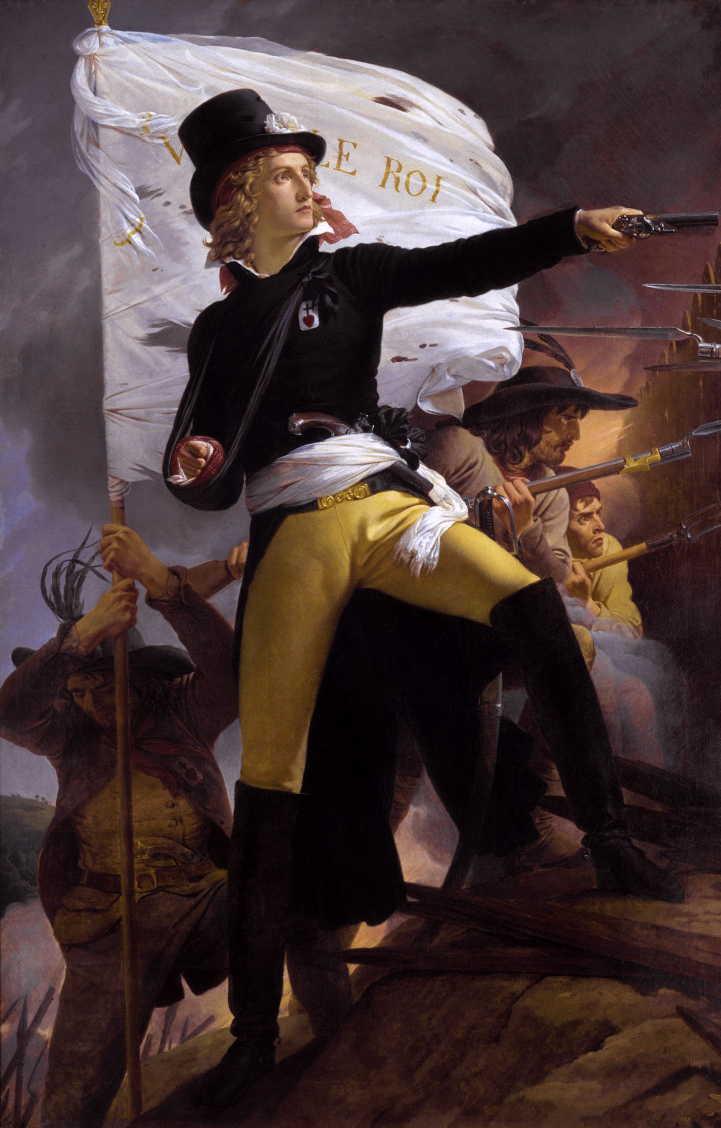
旺代军将领亨利·德·拉罗什雅克兰，皮埃尔-纳尔西斯·盖兰画作，1817年

在昂特拉姆被击败后，共和党人在雷恩重组了军队。西部陆军和布雷斯特海岸军的部队随后联合起来，组成了一支25000多人的部队，由被罢免的莱谢勒的继任者罗西尼奥尔将军指挥。11月17日，共和党人部署在昂特兰和蓬托尔松，阻止从格朗维尔返回的旺代人。
但在11月18日，后者在蓬托尔松击溃特里布将军的4000人，然后重新占领了布列塔尼地区多勒。11月20日，共和军对多勒发动了全面进攻。但旺代人在11月21日至22日夜间守住、反击并攻陷了昂特兰。共和党人撤退到雷恩。
但旺代军的情况非常糟糕，部队一半由受伤的老人、妇女和儿童组成，身体疲惫虚弱，遭受饥荒和疾病的蹂躏，已有数千人死亡，而军队无法弥补损失，不像共和党人那样，他们从瑟堡海岸军中获得6000人的增援，从北方军中获得10000人的增援。

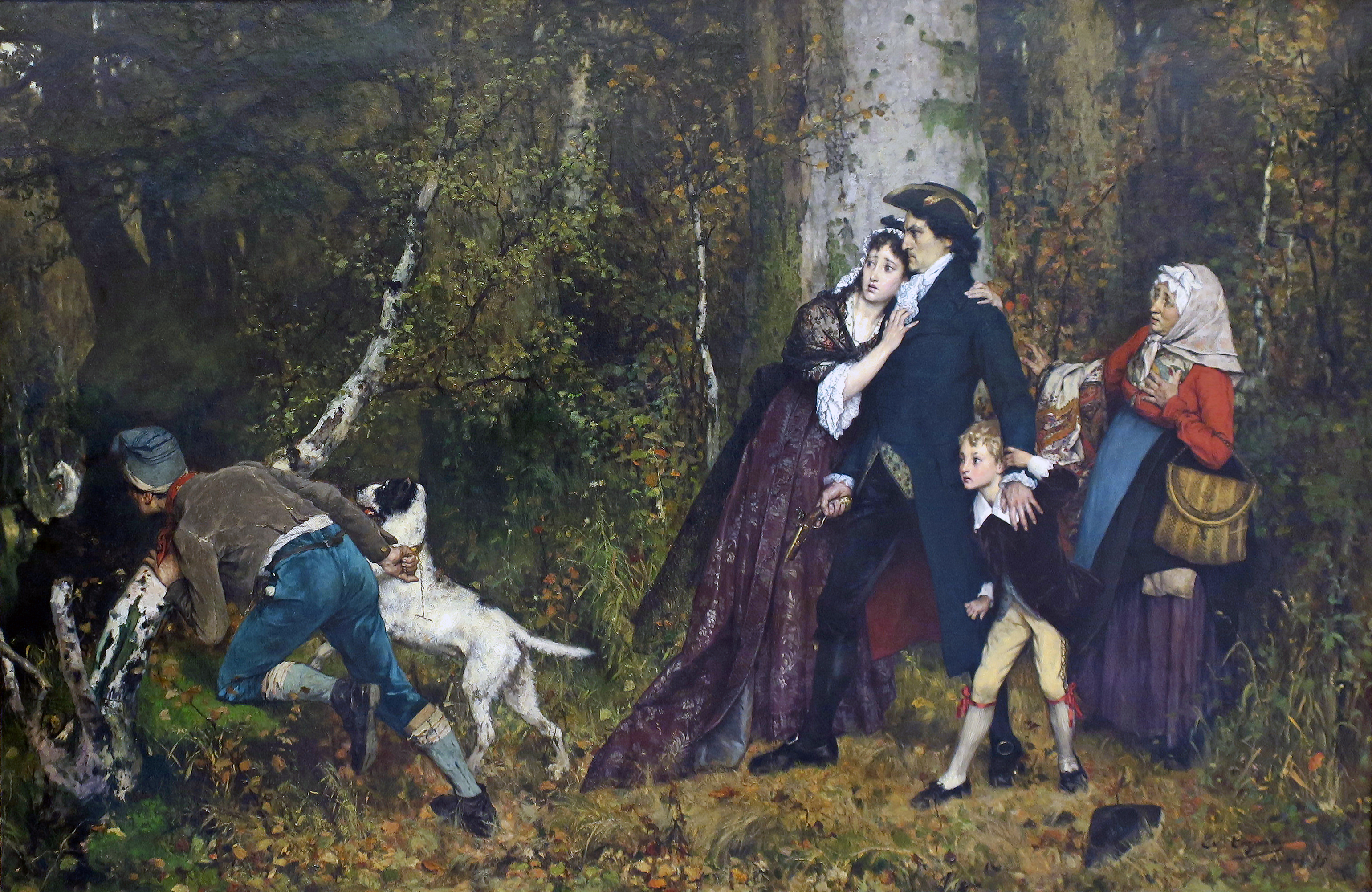
保皇党的逃亡，埃瓦里斯特·卡庞蒂埃画作

天主教保皇军于11月23日重新占领了富热尔，并于25日重新占领拉瓦勒。然后，旺代军前往昂热，即返回旺代之前的最后一个共和军据点。保皇党于12月3日发动攻势，但未能击败4000名守备军。12月4日，增援部队的到来引起了旺代军的恐慌，他们解除了包围。拉罗什雅克兰随后带领他的部队前往拉弗莱什，在击退韦斯特曼的反击之后，他于8日占领了该地。军队随后向勒芒进军。
12月10日，勒芒在短暂战斗后被占领。筋疲力尽的旺代军拒绝离开该地区，12月12日，他们遭到了由马尔梭和克莱贝尔指挥的20000至30000人的共和军的袭击。战斗一直持续到第二天，并升级为屠杀伤员、妇女和儿童。在勒芒和通往拉瓦勒的道路上，旺代人10000至15000人死亡，数千人被俘。幸存者逃到拉瓦勒，这是他们第三次穿过拉瓦勒，被斑疹伤寒和痢疾吞噬，被过度拥挤的人群侮辱。

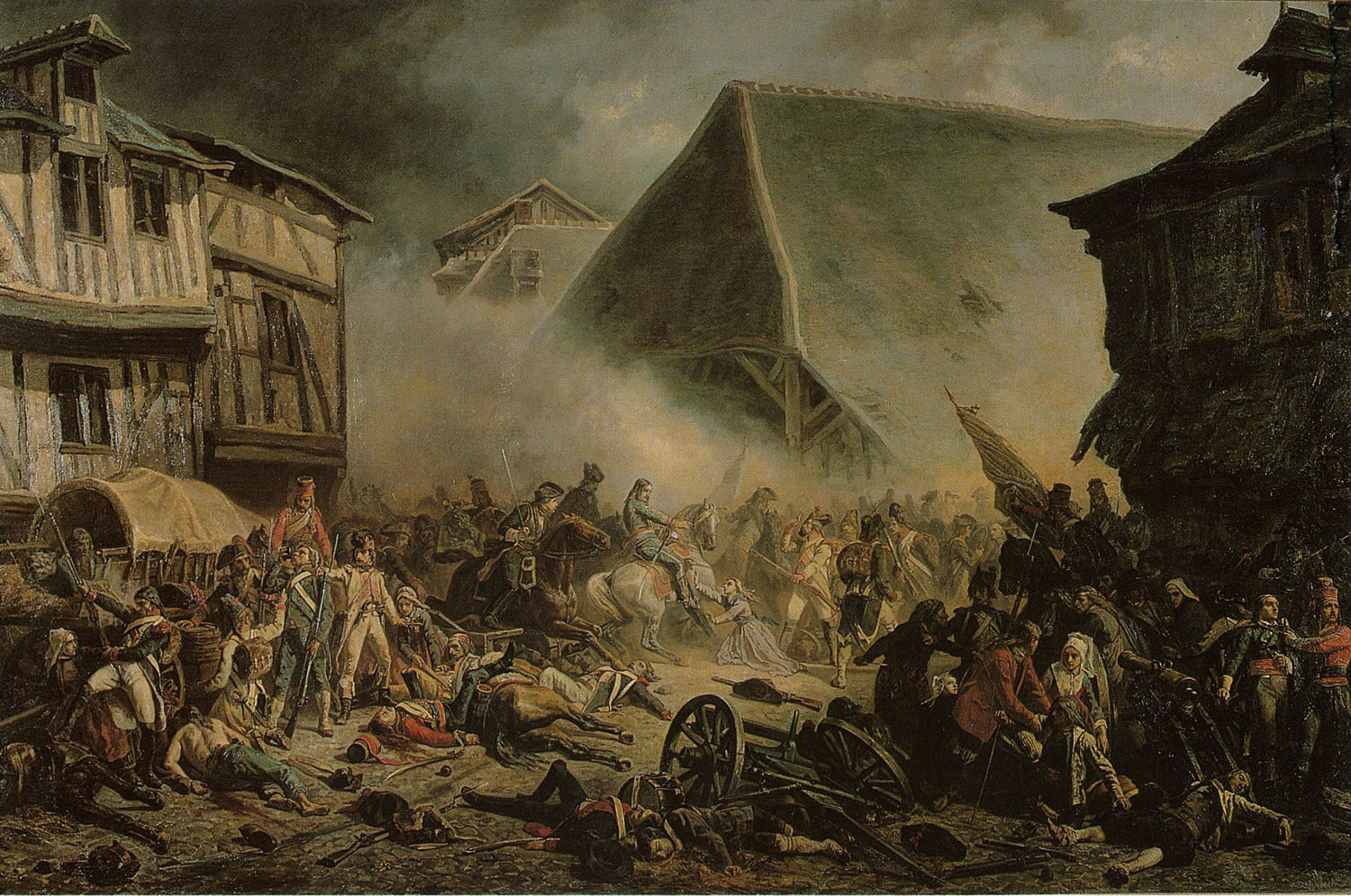
勒芒战役，让·索里厄尔画作，1852年

12月16日，旺代人到达昂斯尼的卢瓦尔河岸。拉罗什雅克兰和斯托夫莱设法带着少数人过河，但他们立即被一些共和党分遣队驱散。由于缺乏船只，旺代人继续过河，直到第二天，来自南特的共和军巡逻艇击沉了船只。与此同时，共和军在沙托布里扬和埃德尔河畔诺尔驻扎，韦斯特曼在那里屠杀了300至400名叛军。
旺代军现在只剩下10000到15000人，其中包括6000到7000名士兵，他们不得不向西溃逃。12月22日，他们占领了萨沃奈。第二天，共和党人袭击了这座城市。这是一场新的大屠杀：3000至7000名旺代人在战斗中被杀或即决处决，共和党人只有30人死亡，200人受伤。妇女和儿童被送往南特监狱。战斗结束后，661至2000名囚犯在萨沃奈被比农委员会枪杀。
在加莱尔讷回转结束的时候，共和国的胜利确凿无疑，在6万至10万名渡河的旺代人中，只有4000人成功穿越卢瓦尔河，5万至7万人死亡，2万人被俘。幸存者分散在曼恩省、上布列塔尼或莫尔比昂的树林中，得到当地居民的支持。
这场胜利并不能让将军和特使们放心；当人们认为叛乱几乎被镇压时，旺代人的长途远征令国家感到恐惧。对他们来说，整个地区由反革命或联邦主义者主导。这有助于解释对叛乱分子的镇压。至于这种镇压的强度，它指的是暴力的加剧，使“一些政治和军事领导人以及士兵和武装分子”的通常战争规则无效，但违反了国民公会的法令（例如必须保护手无寸铁的妇女、儿童、老人甚至男子），军事领导人和特派团代表经常对他们撒谎。

### 努瓦尔穆捷战役
在加莱尔讷回转的同一时间，由沙雷特、若利、萨万和拉·卡特利尼埃尔领导的天主教保皇军在下普瓦图和雷地区继续与共和军进行战斗。1793年秋，绍莱战役前几天，尽管德尔贝发出了求援的呼吁，但沙雷特将部队转向了努瓦尔穆捷岛。第一次攻击尝试在9月30日失败，但在10月12日，旺代人成功越过古瓦通道，并降服了当地的小批共和国驻军。
沙雷特在努瓦尔穆捷组建了一个保皇党政府，并在三天后离开。共和党囚犯被关押在布安，当地领导人弗朗索瓦·帕约在10月17日和18日屠杀了数百人。旺代军前将军莫里斯·德尔贝（Maurice d'Elbée）在绍莱战役中受了重伤，11月初也来到努瓦尔穆捷避难。
在巴黎，努瓦尔穆捷被占领的消息引起了公共安全委员会的担忧，委员会担心这将导致旺代人获得英国的援助。然后，他们命令执行委员会和特派代表尽快收复该岛。然而，沙雷特直到12月才试图派遣一艘纵帆船前往英国与英国政府联系。
1793年11月2日，西部陆军战争委员会指示尼古拉·阿克索准将组建一支5000至6000人的部队，以夺回努瓦尔穆捷岛。在制定了攻击计划后，阿克索于11月21日和22日离开南特，由他和准尉若尔迪指挥两支纵队。与此同时，迪特鲁伊将军指挥的另一支纵队从莱萨布勒多洛讷开始行动。11月26日，阿克索占领了马什库勒，若尔迪在与拉卡特利尼埃尔部队进行了五天的战斗和炮击后占领了圣佩尔港。若尔迪随后占领了圣帕扎娜和雷地区新堡，并于11月28日在勒热与阿克索会合。迪特鲁伊占据了永河畔拉罗什、艾泽奈、维河畔勒普瓦雷和帕吕欧。

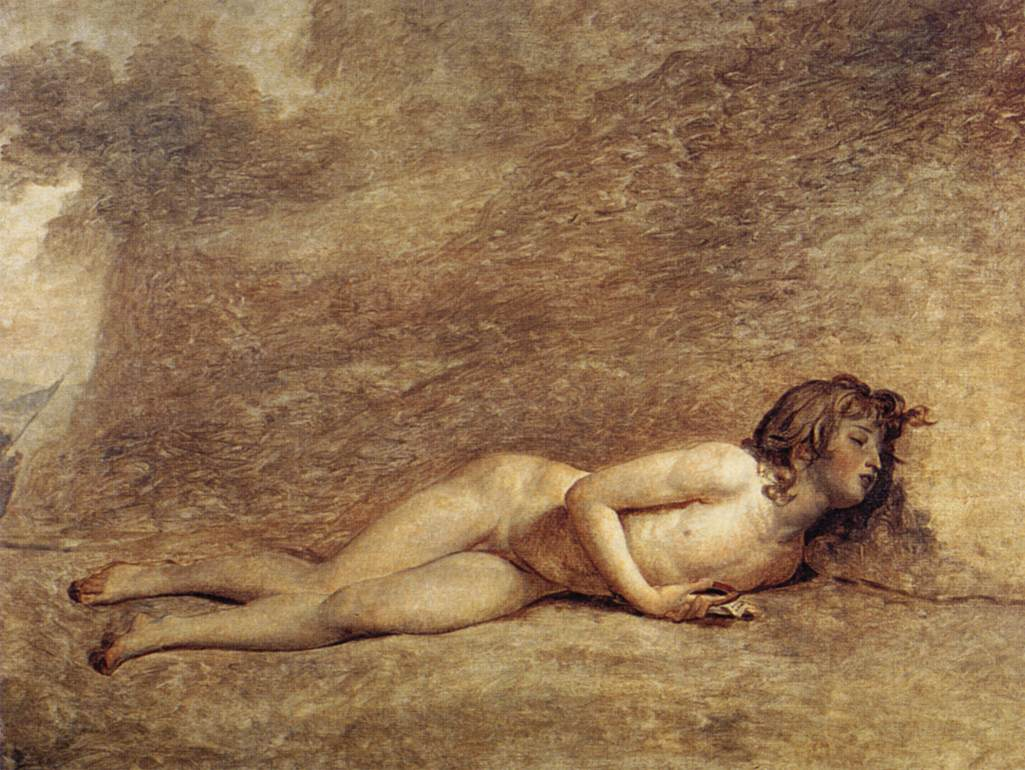
小巴拉之死，雅克-路易·大卫画作，小巴拉本名若瑟夫·巴拉，是共和军的一名年轻的打鼓手，他在1793年12月在绍莱附近被旺代军杀害，年仅14岁

沙雷特离开了图瓦的避难所，与若利和萨万联手。11月27日，他们开始进攻马什库勒，但在拉加尔纳什附近被杜特鲁伊纵队突然袭击。若利和萨万回到了博卡日，而沙雷特则撤退到滨海博瓦尔，打算在努瓦尔穆捷避难，但他发现古瓦通道被涨潮堵塞，他被困在布安岛上，在那里他发现自己被包围了。
12月6日，阿克索和迪特鲁伊的部队袭击了布安，并在几个小时内攻破了旺代军的防御工事。布安被占领，数百名爱国囚犯获释。沙雷特惊险逃脱，他带着大约一千人逃离沼泽，免于全军覆灭。在沙托讷夫和布瓦德瑟内之间，他遇到了一支小型共和党补给车队，这使他能够补充弹药。
沙雷特与若利、萨万的部队合流。12月7日，旺代人被压回勒热，但在11日，他们粉碎了卢瓦的驻军。12月12日，他们到达莱塞比耶，军官们在那里选举沙雷特为“下普瓦图天主教保皇军”的总司令。后者随后决定前往安茹和上普瓦图，以恢复那里的军势。几天内，他穿过勒布佩尔、普佐日、瑟里宰和沙蒂永，然后到达莫莱夫里耶。然而，这场探险没有结果，因为亨利·德·拉罗什雅克兰在12月16日返回旺代，安茹和上普瓦图的叛乱地区重新回到他的管辖之下。两位领导人将于12月22日在莫莱夫里耶会晤。在考虑攻击绍莱后，沙雷特选择返回莱塞比耶。

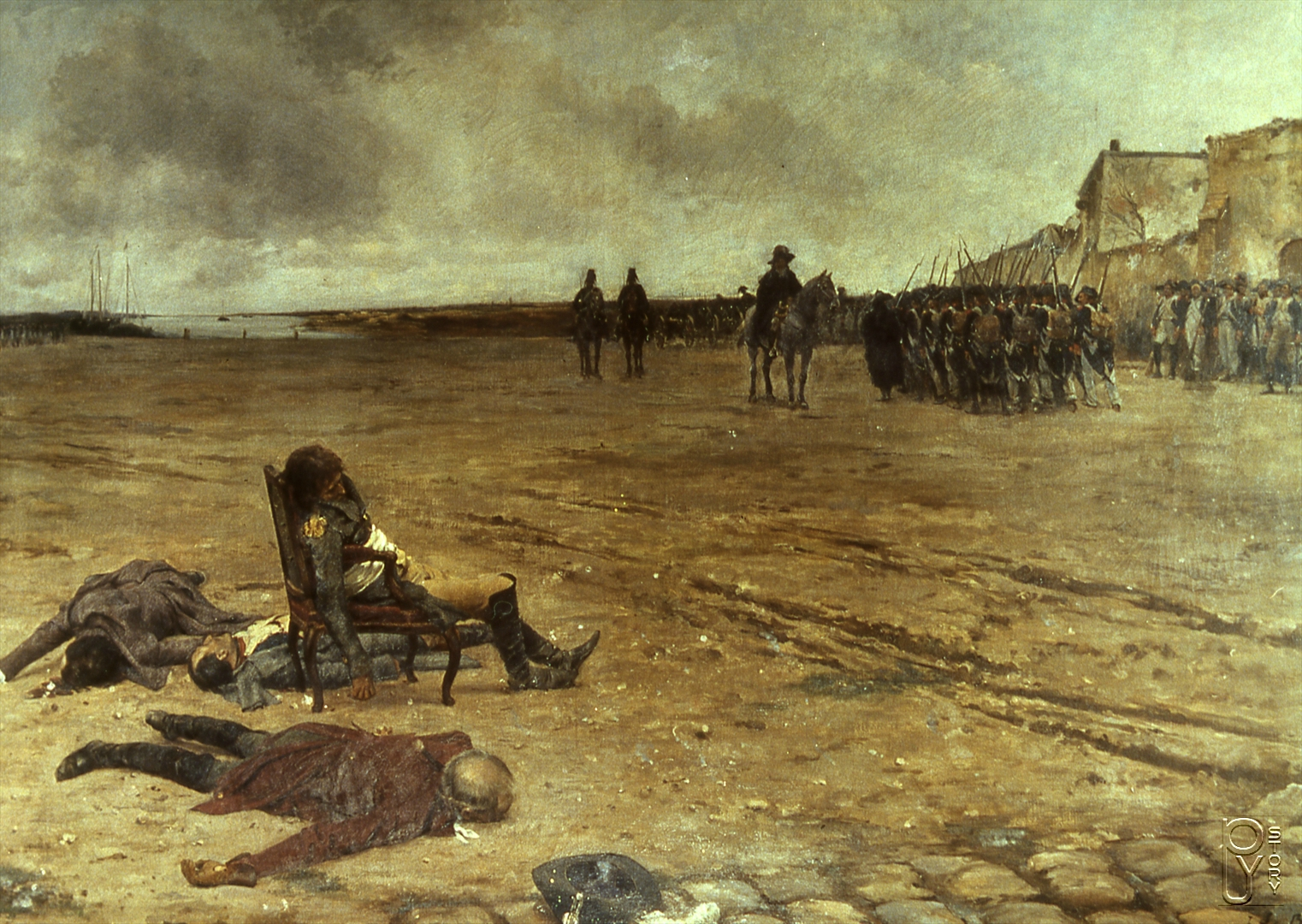
德尔贝将军之死，儒连·勒·布朗画作，1878年

共和军开始策划攻击努瓦尔穆捷。12月30日和31日，旺代炮台和共和军船只遭到炮击。沙雷特试图转移注意力，并于12月31日占领了马什库勒。然而，共和党人于1794年1月2日夺回了这座城市，第二天他们击退了旺代人的反击。
1794年1月3日上午，由蒂罗、阿克索和若尔迪指挥的3000名共和军在努瓦尔穆捷岛登陆。在巴尔巴特尔和弗斯点的战斗后，他们向努瓦尔穆捷岛镇前进，没有遇到任何抵抗。沮丧的旺代人向阿克索将军投降，争取到保全生命的承诺。然而，普里厄尔、蒂罗和布尔博特没有遵守投降协议，他们在随后的几天里枪杀了1200至1500名囚犯。德尔贝将军重伤未愈，在椅子上被处决。

## 起义的镇压

### 卢瓦尔河以北的恐怖政策
在加莱尔讷的回转后，特派代表普里厄尔、蒂罗、布尔博特、蒂里翁、比西、波绍尔、特雷乌阿尔和勒·卡尔庞蒂埃成立了革命军事委员会，审判旺代人和舒昂党人囚犯，以及涉嫌与叛军共谋的居民和被控逃跑的士兵。其他囚犯由刑事法庭审判。
在诺曼底，军事委员会在格朗维尔至少判处43人死刑，13人在库唐斯被判处死刑，而在阿朗松，刑事法院判处189人死刑，其中172人是旺代人囚犯。
在萨尔特，军事委员会和刑事法院在萨尔特河畔萨布莱开庭，42人被处决，在勒芒，185人被斩首或枪杀。在马耶讷，243名男子和82名妇女在拉瓦勒被处决，116名男子和21名妇女在马耶讷、埃尔内、拉赛堡、克朗和贡捷堡被处决。革命委员会在该省共审判了1325人，454人被定罪并送上断头台。安茹的普鲁斯特和费利克斯委员会又判处了40人死刑。
在伊勒-维莱讷省设立了三个军事委员会。1793年11月21日至1794年6月5日期间，布鲁图·马尼耶委员会在雷恩、富热尔和昂特兰审判了744人（包括258名士兵），并判处267或268人死刑，其中包括19名妇女。在所有士兵中，169人被判无罪，2人被判处死刑，41人被判铁刑，46人被判入狱。沃日瓦委员会在雷恩和维特雷举行会议，作出84项死刑判决、33项铁刑判决、31项拘留判决和391项无罪判决。它特别判处在旺代骑兵将军塔尔蒙亲王死刑，在拉瓦勒送上断头台。
在圣马洛，马洛港军事委员会或奥布莱恩委员会的判决数字鲜为人知，据代表拉普朗什（Laplanche）称，有200多人被判刑，至少有88人被判死刑。此外，在雷恩，刑事法院判处76名男子和11名妇女死刑，80人受到各种惩罚，331人被无罪释放。大量囚犯死于斑疹伤寒或者监狱中伤重而亡。

### 南特的恐怖政策

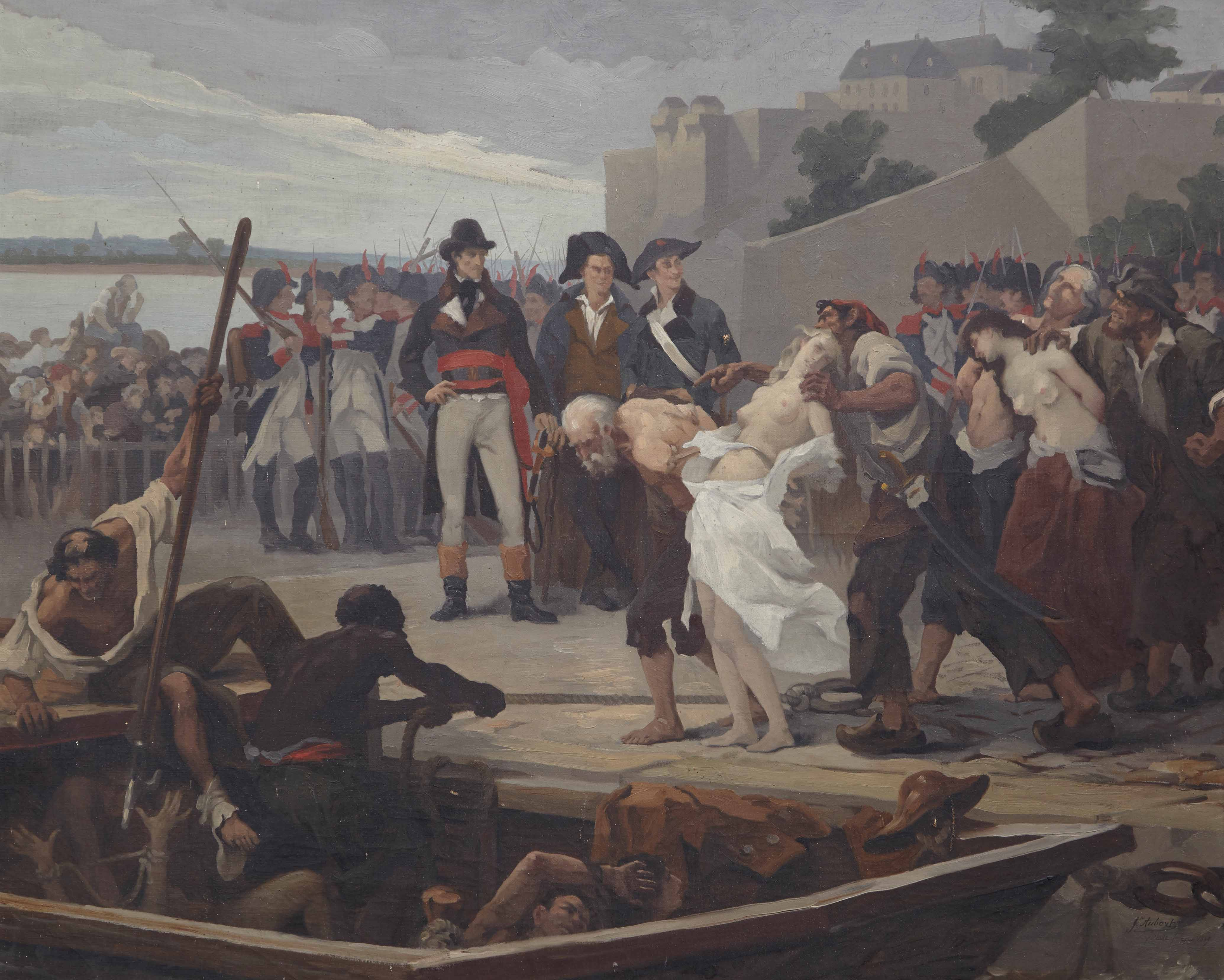
1793年的南特溺水，约瑟夫·奥贝尔画作

加莱尔讷回转的结束标志着血腥报复政策的开始。1793年8月14日，让-巴蒂斯特·卡里耶（Jean-Baptiste Carrier）被派往布列塔尼的五个省执行任务，9月29日，救国委员会的一项法令将他安置在南特（尽管10月13日颁布了一项新法令，将他与布尔博特、弗朗卡斯泰尔和蒂罗（蒂罗将军的堂兄）一起分配到西部军队）。10月8日抵达后，他发现这座城市在其受欢迎的元素和知名人士之间存在着深刻的分歧。9月底和10月初，他的前任菲利波推翻了1792年12月选出的政府，并成立了革命委员会和法庭。该法庭成立了马拉连（Compagnie Marat），这是一支由港口招募的约60人组成的小型革命军队。
从一开始，卡里耶就掌握了恐怖政策的工具，利用在旺代征用的小麦养活军队和南特的市民，创建了一支神秘警察部队，与马拉连竞争，并简化了革命法庭的程序，导致144名涉嫌在1793年11月和12月与旺代人的共谋者被送上断头台。
1793年12月，在众议员让-巴蒂斯特·卡里耶的领导下，南特市看到大批在加莱尔讷回转中被俘的旺代军囚犯抵达城墙。其中8000至9000名男子、妇女和儿童被挤在咖啡馆仓库监狱里。卫生条件令人震惊，帕里塞医生将被拘留者描述为“苍白的幽灵，瘦弱，躺在地板上，摇摇晃晃，像醉酒或瘟疫一样。很快，一场斑疹伤寒疫情在南特监狱爆发，造成3000名囚犯死亡，其中2000人在仓库，还有警卫和医生，并有可能蔓延到整个城市。卡里耶代表随后大规模使用溺水和枪击来清空仓库和浮筒。
1793年12月16日至1794年2月27日，南特溺水事件造成1800至4860人死亡。南特的枪杀造成2600至3600人死亡。总的来说，在该市12000至13000名男性、女性和儿童囚犯中，8000至11000人死亡，其中几乎所有人都在仓库中。绝大多数受害者是旺代人，还有舒昂党人、南特的通敌嫌疑人，通常是吉伦特派或联邦主义者、顽固的牧师、妓女、普通公民以及英国和荷兰战俘。
同样，132名南特知名人士作为联邦主义者被捕，并被送往巴黎革命法庭受审；12人在旅途中死亡，24人入狱。卡里耶的虐待行为受到了在大西洋海岸执行任务的救国委员会代理人儒连·德·巴黎（Jullien de Paris）的谴责，他被迫在第二年雨月9日（1794年2月8日）被召回。

### 安茹的恐怖政策
在昂热，特派代表昂茨和弗朗卡斯泰尔与南特的卡里耶一样，面临着数千名在加莱尔讷回转中被俘的旺代囚犯的到来。其中一些人未经审判被处决，另一些人被费利克斯-帕兰革命军事委员会以其两位继任者的名字判处死刑。
在昂热，290名囚犯被枪杀或者送上断头台，1020人死于监狱中的流行病。然而，大多数处决发生在城市郊区。1793年12月27日至1794年1月12日期间，卢瓦尔河畔圣热姆发生了四起枪决事件，造成1500至1800名受害者。1794年1月12日至1794年4月16日，阿夫里耶发生了9起枪杀事件，造成900至3000人死亡。在莱蓬德塞，在1793年11月底至1794年1月中旬的12次枪杀事件中，1500至1600人被处决。该地还发生了几起投水事件，造成12至数十人死亡，阿登志愿军第四营的外科医生少校佩克尔（Péquel）建立了一家人皮制革厂，他剥了32具尸体的皮，并让一名或多名士兵在一个名为朗格莱（Langlais）的车间制革。这些皮肤的使用尚不清楚，一年后，这一行动未获关注，引起了安茹地区革命者的批评。
在旧圣弗洛朗附近，马里莱枪杀案造成约2000人死亡。在索米尔，1700至1800人被监禁，950人被枪杀或断头台处决，500至600人死于监狱或精疲力竭。1793年11月30日至1794年1月22日，在杜埃拉方丹，1200人被监禁，350至370人被处决，184人死于监狱。此外，800名妇女被关押在蒙特勒伊贝莱，其中200人死于疾病，300人被转移到布卢瓦或沙尔特，在那里她们大多失踪。在加莱尔讷回转期间捕获的近600至700名旺代人被疏散到布尔日，其中只有100人幸存。
据雅克·于塞奈（Jacques Hussenet）称，在曼恩和卢瓦尔省，总共有11000至15000名囚犯，其中8500至9000人死亡，其中2000至2200人在监狱或囚犯转移期间死亡。让-克莱蒙·马丁报告说，至少有5000至6000人被枪杀。

## 地狱纵队

### 对旺代的破坏

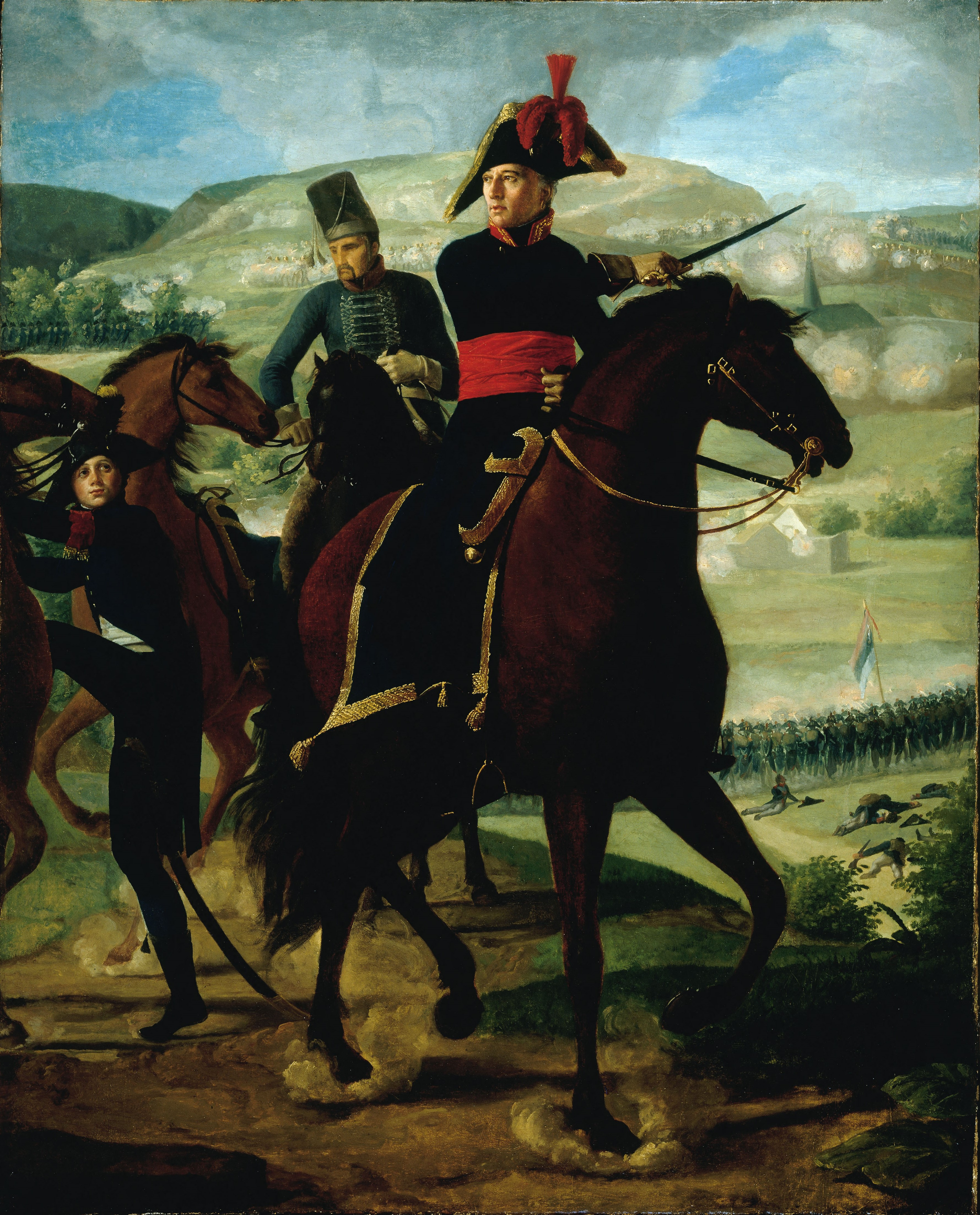
路易·玛丽·蒂罗将军，路易·埃尔桑画作，1800年

1793年12月底，蒂罗将军与埃贝尔主义者关系密切，对美因茨军团不屑一顾，成为西方军队的首领。
12月19日，他根据让-弗朗索瓦·穆兰将军的建议，向公共安全委员会提出了一项大赦计划。由于没有答复，他正在严格执行《公约》的法令，制定一项新计划。
1794年1月7日，克莱贝尔向蒂罗将军提交了一份计划。据他说，旺代军不再构成危险，他估计他们的总兵力为6200人，而共和军有28000名现役士兵。他建议保护英国海岸，以设防营地为据点包围纵横交错的叛军领土，赢得居民的信任，最后只攻击聚集的叛军。但这一计划被蒂罗拒绝，可能是个人反对。克莱贝尔获得了卡里耶和吉列代表的批准，但他们拒绝采取行动。克莱贝尔最终于1月9日被调到布雷斯特海岸军。
1794年1月16日，蒂罗要求特派代表弗朗卡斯泰尔、布尔博特和路易·蒂罗（他的堂弟）就妇女和儿童的命运发出明确命令，但他们没有回应，宣称自己生病。最后，根据国民公会通过的1793年8月1日法律和特派代表的各种法令，他制定了一项战役计划，包括启动20个运动纵队，后来更名为“地狱纵队”，负责在曼恩-卢瓦尔省、下卢瓦尔省的叛乱领土上执行焦土政策。旺代省和德塞夫勒省组成了旺代军事区。只有少数对军队行军至关重要的城市得以保留。

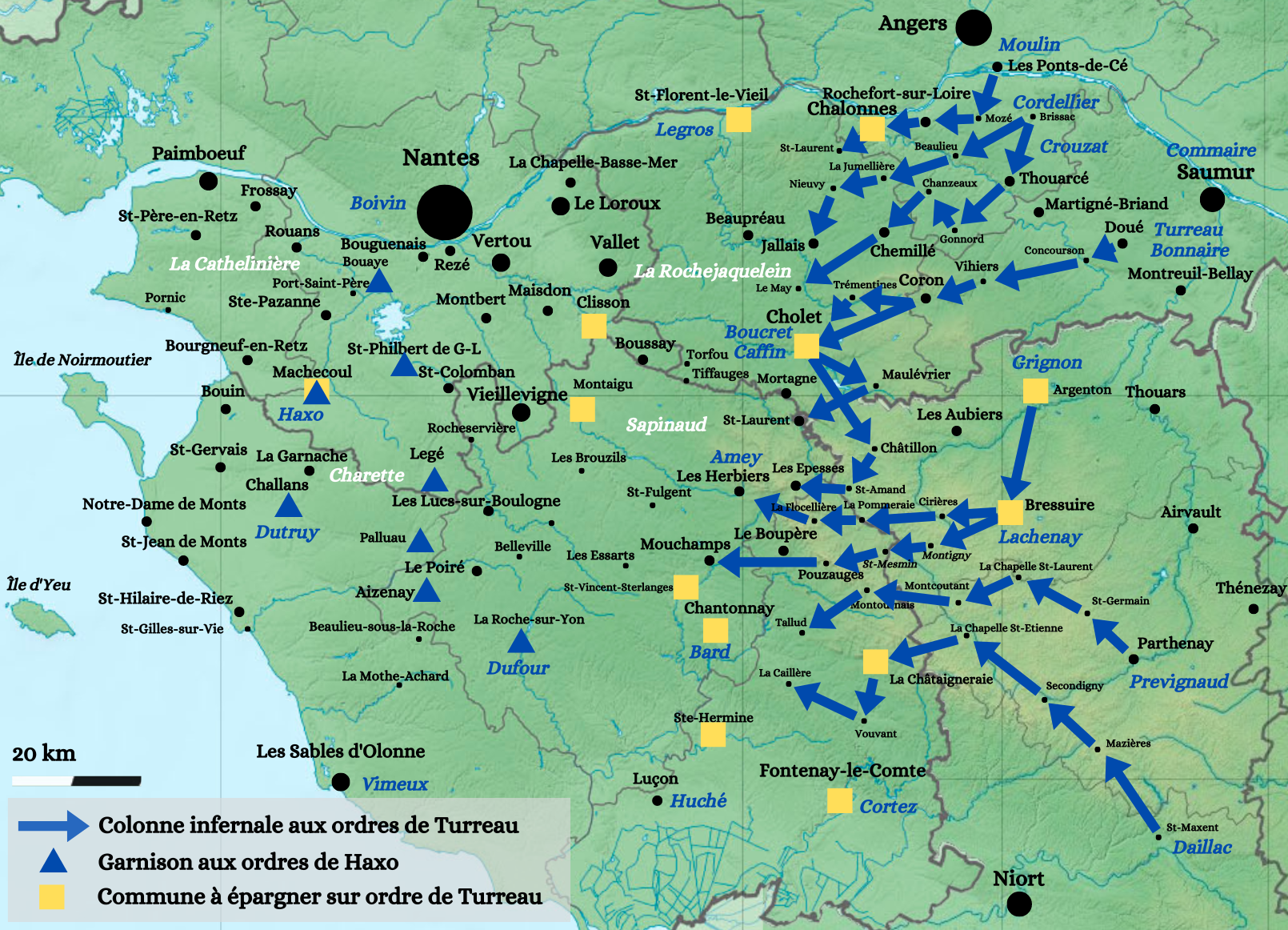
地狱纵队在1794年1月的行动示意图

1794年1月19日，他向将军们发出指示。指示是用刺刀刺穿所有“发现手中有武器或确信曾拥有武器”的叛军，以及“在这种情况下的女孩、妇女和儿童”。他补充说，“只有可疑的人将无法幸免，但除非将军事先下令，否则不得执行死刑。”另一方面，“将军将承认有公民感情”的男子、妇女和儿童必须得到尊重，并被带到军队后面。早在1月23日，莱涅洛代表就向国民公会谴责阿克索将军的部队在沙朗附近进行的屠杀，但他的信没有引起任何反应。
救国委员会似乎首先批准了这项计划，1794年2月8日，卡诺写信给蒂罗，“他的措施看起来很好，他的意图很纯粹。但四天后，在8日旺代人短暂占领绍莱引起的震惊之后，他再次介入。12日，在国民公会之前，巴雷尔谴责“野蛮和夸张地执行法令”，他指责将军烧毁了和平和爱国的村庄，而不是追捕叛乱分子。13日，卡诺敦促蒂罗“纠正自己的错误”，结束分散军队的战术，大规模攻击并彻底消灭叛军：“我们必须杀死强盗，而不是烧毁农场。”
由于无法得到支持，蒂罗在1月31日和2月18日两次提出辞职，尽管有公会代表公开谴责，但两次都被拒绝。救国委员会随后将其在西部的权力下放给特派代表弗朗卡斯泰尔、昂茨和加罗，认为他们最适合评估现场采取的措施。他们批准了蒂罗的计划，认为“只有把所有无罪和凶猛的人带出来，消灭其余的人，并尽快让共和派重新居住，才能让这个国家恢复平静。”蒂罗计划涉及的旺代军事区包括735个市镇，战争开始时人口为755000人。
1794年1月至5月，计划实施。在东部，蒂罗亲自指挥了六个师，分为11个纵队，而在西部，阿克索将军在海岸上追击沙雷特，负责组建八个较小的纵队，每个纵队只有几百人，并向东与其他12个纵队会合。其他部队被派往城市进行驻军保护。将军们自由解释收到的命令，并以非常不同的方式行事。一些官员，如阿克索，不执行有系统的破坏和杀戮命令，并遵守疏散被视为共和党人的命令。因此，穆兰将军严格疏散了被视为爱国者的居民。
另一方面，科德利耶、格里尼翁、于谢和阿梅指挥的部队以其暴行而闻名，甚至灭绝了整个人口，不分青红皂白地屠杀保皇党和爱国者。这些部队进行抢劫，屠杀平民，强奸、折磨、杀害妇女和儿童，通常是不浪费火药地焚烧整个村庄，夺取或摧毁庄稼和牲畜。孕妇被挤压，新生儿被刺刀刺穿。根据士兵或共和党间谍的证词，妇女和儿童被活活切成碎片，或被扔进点燃的面包炉。有时，南特设立的民事和行政委员会的成员会陪同军队，为蓝军恢复粮食和牲畜，从而拯救地方上的生命。
蒂罗的地位将因无法摧毁最后一支叛军而削弱。他的计划非但没有结束战争，反而越来越多地促使农民加入叛乱分子。特派代表对其战略存在分歧。虽然一些人支持他，如弗朗卡斯泰尔、昂茨、加罗和卡里耶，但其他人，如勒基尼奥、莱涅洛、瑞里安、盖兹诺和托普桑，要求他离职。4月1日，勒基尼奥在巴黎接待了一个由共和党人组成的旺代代表团，要求区分忠于国家者和叛乱者后，代表团向救国委员会提交了一份备忘录。
1794年5月17日，蒂罗被旺代军击败，最终被停职，地狱纵队的活动在春季逐渐减少。这一变化是救国委员会接管行动的结果，该委员会“以使用最坚定的口号和铁的决心为代价”，设法控制了令国家流血的暴力。
在此期间，数百个村庄被烧毁、摧毁，20000至50000名旺代平民被地狱纵队屠杀，其中一些人设法在当地的树林和博卡日中避难。从1793年秋到1794年春，共和国军队复活了三十年战争以来欧洲从未见过的屠杀和破坏策略。旺代军事区将在其历史上的这一戏剧性时刻留下深刻的印记，无论是在景观上还是在精神上，并通过协会、纪念场所和表演（旺代纪念馆、格拉斯拉避难所、狂人国）保存至今，还有博物馆（旺代历史中心）等。

### 旺代军的抵抗

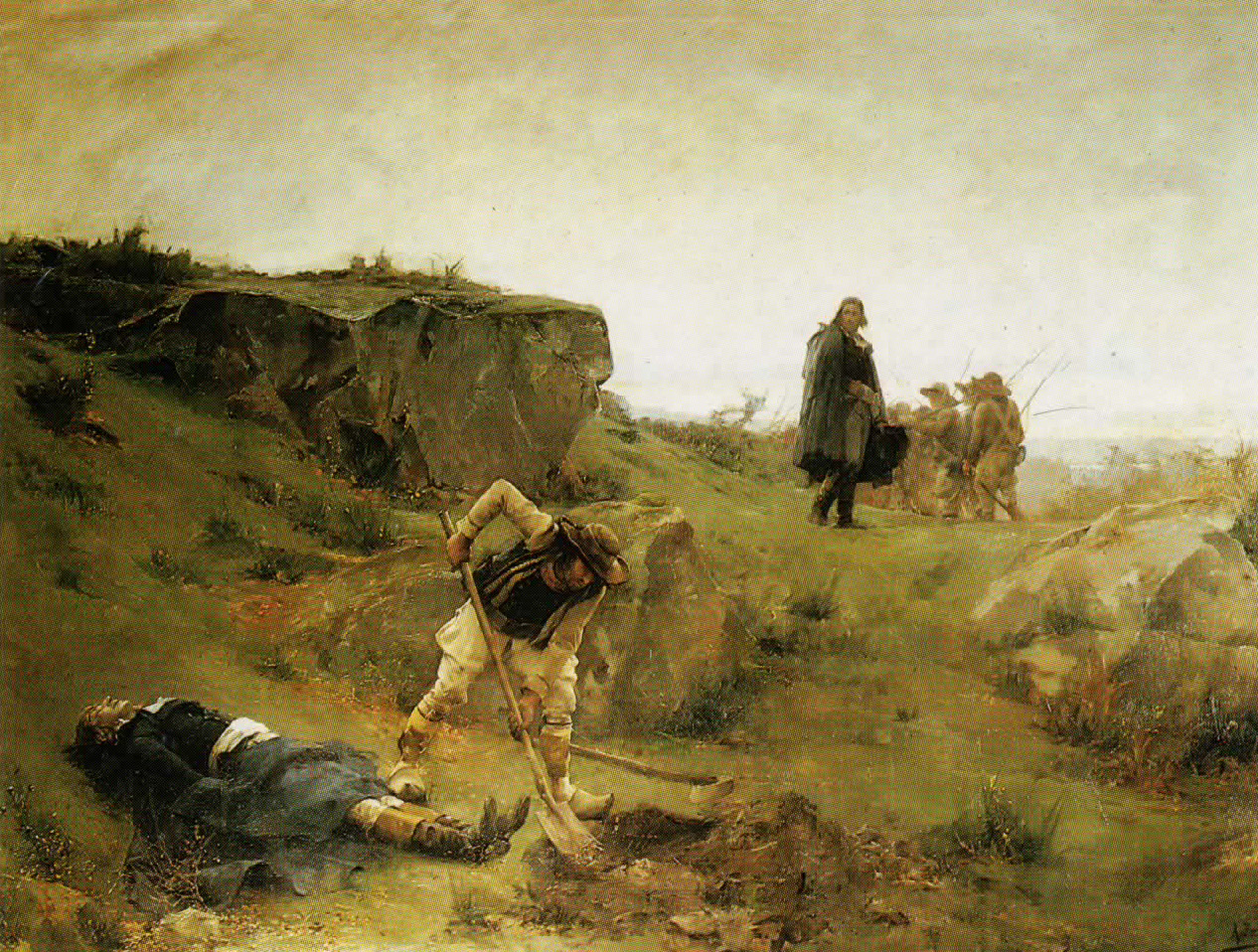
亨利·德·拉罗什雅克兰之死，亚历山大·布洛什画作，19世纪

1794年初，旺代军的情况岌岌可危。下普瓦图和雷地区的沙雷特、若利、萨万和拉·卡特利尼埃尔、安茹地区的拉罗什雅克兰、斯托夫莱、皮埃尔·卡特利诺和拉布埃尔都只有几百人在他们的指挥下。
作为加莱尔讷回转的幸存者，拉罗什雅克兰和斯托夫莱集结了他们的部队，但从1月3日起，他们被格里尼翁将军驱散。15日举行了一次新的会合，尽管卡特利诺和拉布埃尔的部队得到了增援，但拉罗什雅克兰只剩下1200人来对抗地狱纵队。即便如此，他还是取得了一些成功，1月26日，舍米耶和防守薄弱的沃赞被攻克。但两天后，在尼阿耶的一次袭击中，拉罗什雅克兰被一名狙击手射杀。
斯托夫莱成为军队领袖，逃离蒂罗纵队的农民每天都在支援军队。2月1日，他在热斯泰击败了克鲁扎将军。然后他占领了博普雷欧并夺回了舍米耶。2月8日，他率领4000至7000名旺代人袭击了绍莱。尽管有3000人保卫，但该镇被旺代人占领，卡凡将军受伤，穆兰将军自杀。然而，科德利埃将军带着他的纵队增援并夺回了这座城市。绍莱落入旺代人手中仅仅2个小时，然而，这一消息传到巴黎，引起了正威胁蒂罗的救国委员会的愤怒。
斯托夫莱坚持抵抗：2月14日，他在博普雷欧一度击败科德利埃，但之后再次被击败。然后他向南移动，与上普瓦图队长理查德会合，袭击布雷叙尔。然后他回师绍莱，但蒂罗疏散了居民并烧毁了城市，旺代人面对一片废墟。

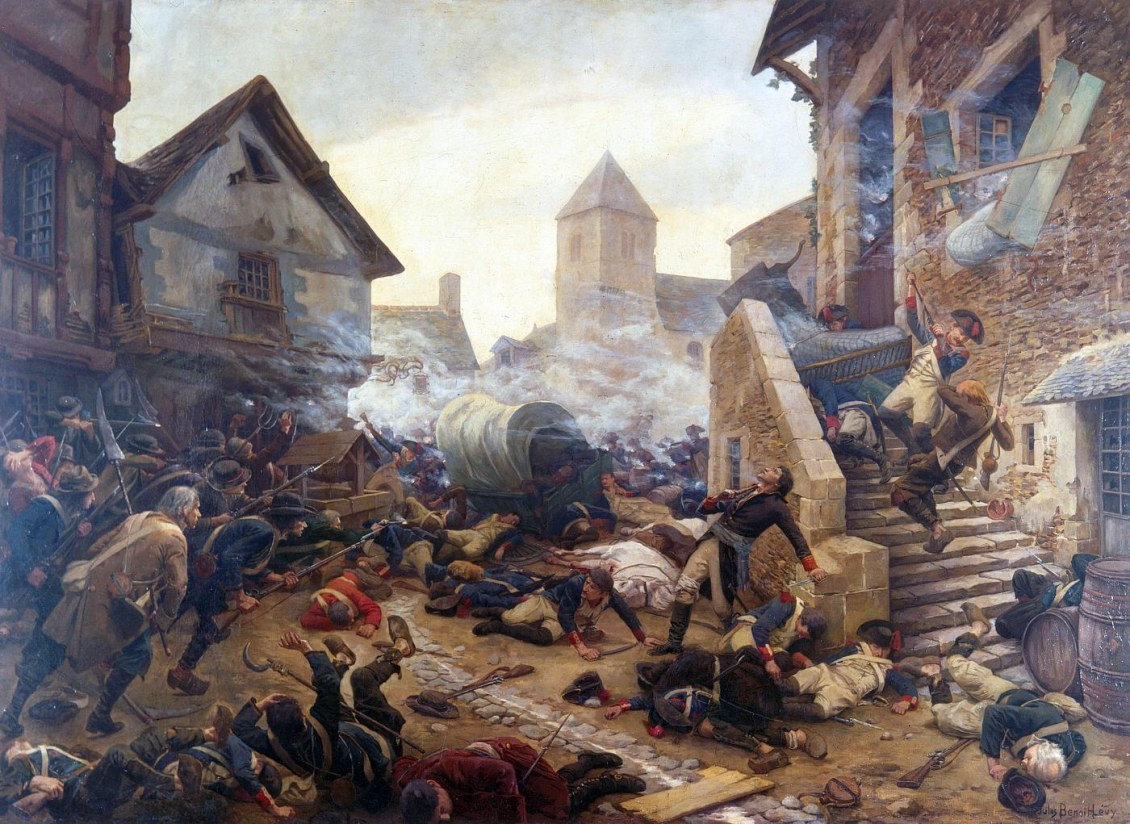
穆兰将军在1794年绍莱战役中之死，儒勒·贝诺瓦-莱维画作，1900年

沙雷特在2月初离开了图瓦的避难所，轻松地占领了艾泽奈。萨皮诺从卢瓦尔河北部返回，试图改革旺代中央军。2月2日，两位领导人在绍谢会面，击退了格里尼翁、拉什奈和普雷维尼奥的纵队。6日，他们袭击并击溃了勒热驻军。沙雷特和萨皮诺随后向马什库勒进军，但2月10日，在圣科隆邦，他们遇到了迪凯斯诺瓦的纵队，他们被击溃。旺代人随后撤退到萨利尼，沙雷特和萨皮诺的部队在那里分道扬镳。
在雷地区，阿克索于1月12日从王子森林驱逐了卡特利尼埃尔的部队。受伤后，卡特利尼埃尔于2月28日在弗罗赛被捕，并被带到南特，3月2日被送上断头台。路易·盖兰（Louis Guérin）接替他成为雷地区的负责人，并加入沙雷特军。
沙雷特和若利被蒂罗和科德利埃带到格拉拉斯森林。2月28日，他们在布洛涅河畔莱吕克压制了科德利埃将军和克鲁扎将军的纵队，但共和党人屠杀了教区居民。沙雷特只剩下一千人，3月1日，他试图夺取永河畔拉罗什，但没有成功。3月5日，他在博富的拉维万蒂埃尔逃离阿克索的追击。阿克索无情地追捕沙雷特的部队，但在3月21日，他在莱克卢佐的一场战斗中丧生。他的死使共和党人感到疑惑，并使沙雷特免于毁灭。他于4月7日袭击了沙朗，但没有成功，并于4月19日占领了穆捷莱莫费。
加莱尔讷回转的另一名幸存者加斯帕尔·德·贝尔纳·德·马里尼在加廷组建了一支新军队。3月25日，斯托夫莱、萨皮诺和马里尼的联合部队占领了塞夫尔河畔莫尔塔涅。1794年4月22日，沙雷特、斯托夫莱、萨皮诺和马里尼在塞夫尔河畔沙蒂永的布莱耶城堡会面。由于未能选择新的主帅，四位将领高举军刀宣誓互相帮助。旺代人随后向旧圣弗洛朗进军，但在途中与副官迪西拉发生冲突，并在一场优柔寡断的战斗后撤退。马里尼因迟到而被解职，愤怒地回到了上普瓦图。马里尼于4月29日被战争委员会判处死刑，7月10日在孔布朗被斯托夫莱的部下枪杀。

### 1794年夏天和秋天战事平寂
1794年5月13日蒂罗被解职标志着地狱纵队的结束，但暴力的减少只是渐进的。4月，救国委员会从旺代撤出许多部队，重新部署到边境。6月份，西部军队的兵力从1月份的10万人减少到5万人。蒂罗和他的继任者维默必须将自己局限于防御战略：他们取消了移动纵队，并建立了稳固的营地，以保护弄农作物运抵城市。6月7日，共和党人放弃了旧圣弗洛朗。
然后，旺代人恢复了战事主动权。6月1日，一支共和党纵队在莫尔迈松被击溃。第二天，沙雷特、斯托夫莱和萨皮诺在勒热的贝西利埃尔村联手。6月6日，近10000的旺代军袭击了沙朗，但被共和派驻军击退，但驻军只有几百人。这场失败导致了旺代将领之间的新的不和，他们在几天后分裂返回自己的根据地。沙雷特在贝尔维尔设立了新总部。斯托夫莱于7月12日袭击了拉沙泰涅赖，但没有成功。
在共和派方面，夏天唯一真正的进攻是由于谢将军领导的，他用四个纵队占领了勒热，并于7月17日击退了沙雷特在拉尚博迪埃的反击，但也在途中屠杀了数百名村民。然而，在这些暴力事件之后，8月份显得特别平静。
9月，沙雷特再次进攻。他于8日袭击了鲁利埃尔营地，15日袭击了弗雷利涅营地，最后于24日袭击了穆捷莱莫费营地，杀死了数百名共和党士兵。然后，秋季开始了一段新的相对平静时期。12月14日，在莱萨布勒多洛讷附近的格莱夫出现一次旺代军的袭击，但没有成功。

## 若奈耶和旧圣弗洛朗条约
1794年8月16日被任命为西部军队总司令的亚历山大·迪马将军于9月7日抵达旺代省，但在谴责其军队违纪行为和暴行后于10月23日辞职。迪马随后被转移到布雷斯特海岸军，康克洛被召回指挥西部军队。
就其自身而言，罗伯斯庇尔倒台后的热月公约决定转向宽大政策。1794年12月1日，来自曼恩-卢瓦尔省、德塞夫勒省和旺代省的几名代表发表了一份声明，谴责屠杀平民，并呼吁事先赦免叛乱分子及其领导人。救国委员会遵循了这些建议，12月2日，国民大会通过了一项法令，承诺赦免在一个月内放下武器的旺代军和舒昂党叛乱分子。
特派团代表梅尼奥、德洛奈、洛菲夏尔、莫里松、高丹、谢永、奥热尔、多尔涅、居亚尔丹、吕埃勒、贝扎尔、盖兹诺和盖尔默尔负责设立一个常设委员会，以执行这些新措施。然而，讨论伴随着暴力争吵：因此，奥热尔、贝扎尔和居亚尔丹在反对大赦后被边缘化。1795年前六周，最后一批旺代囚犯获释。
1794年12月23日，两到三名巴塔迪埃代表团成员——贝特朗·盖斯兰和弗朗索瓦·皮埃尔·布兰在贝尔维尔会见了沙雷特。沙雷特和萨皮诺对和平建议持开放态度，并派遣了两名特使布吕克和贝雅里，于12月28日至30日在南特会见特派团代表。1795年1月11日，达成协议，开始正式谈判。然而，斯托夫莱于1月28日签署并分发了一份由贝尔涅神父撰写的宣言，谴责和平进程。

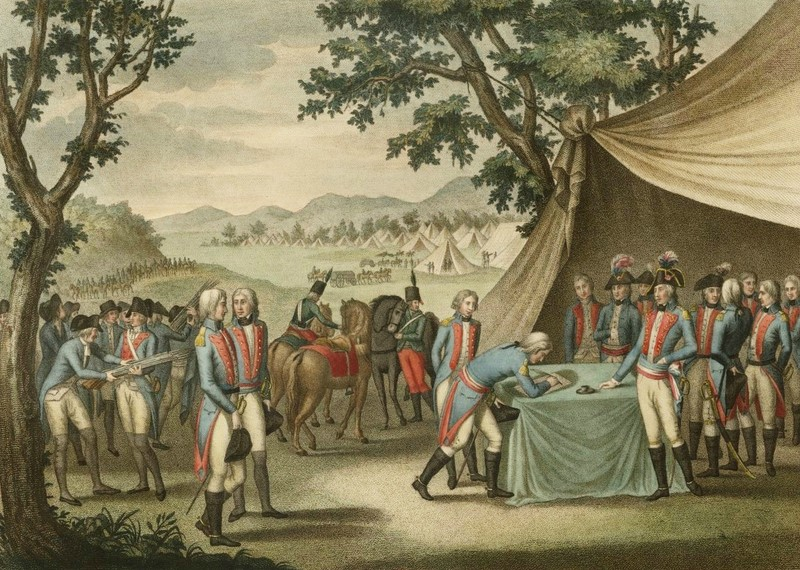
签署若奈耶条约

2月12日，沙雷特、萨皮诺和他们的几名军官在南特附近圣塞巴斯蒂安的若奈耶庄园会见了代表。斯托夫莱的代表普瓦里耶·德·博韦（Poirier de Beauvais）和布列塔尼舒昂党人首领普伊萨耶的代表少将科尔马丹（Cormatin）也出席了会议。经过几天的讨论，2月17日达成了和平协议。然而，该条约仅由共和派代表签署，未经旺代领导人批准。作为承认共和国和交出大炮的回报，叛乱分子获得大赦、礼拜自由、十年免税和免征兵、承认财产、组织一支由2000名旺代领土警卫组成的部队、偿还叛乱期间发行的债券以及1800万重建旺代的赔偿。
解放路易十七的问题仍然悬而未决。沙雷特、萨皮诺和科尔马丹接受了该条约，但他们没有被一些敌视和平的军官跟踪。沙雷特随后匆忙返回贝尔维尔，以恢复部队秩序。然后，斯托夫莱于2月18日抵达若奈耶。代表们向他提供了与沙雷特和萨皮诺相同的和平条件，但他断然拒绝承认共和国。2月22日，他中断谈判，返回安茹。然而，他的军队也存在分歧，他的几名军官于2月26日签署了和平协议，承诺不再拿起武器反对共和国。同一天，沙雷特和萨皮诺庄严进入南特，与共和国将军和代表一起参加和解游行。3月14日，国民公会批准了若奈耶条约。
该条约导致保皇党阵营分裂。3月4日，斯托夫莱和阿贝·贝尔涅发表了一篇反对“前旺代首领成为共和党人”的演讲。第二天，斯托夫莱逮捕了勒洛鲁分部的负责人普吕多姆，他因签署条约而被判处死刑并被用剑处决。3月6日，安茹人抢劫了萨皮诺在博尔派尔的总部，带走了他的两门大炮、60匹马和一个军用板条箱。萨皮诺本人没有被捕，他被迫骑马逃跑。斯托夫莱随后计划在中央军和下普瓦图军的领土改编部队，以德洛奈取代萨皮诺，以萨万取代沙雷特。

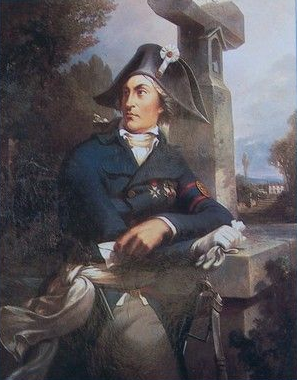
让·尼古拉·斯托夫莱，托马斯·德拉克画作，19世纪

康克洛随后与28000人一起进攻斯托夫莱。在对面，安茹军只能集结3000名战士。他们在3月18日袭击了卢瓦尔河畔沙洛讷的一支共和国纵队，随后于22日袭击了旧圣弗洛朗的另一支纵队，但都没有成功。斯托夫莱随后撤退到莫莱夫里耶，康克洛的纵队紧随其后。在接下来的几天里，绍莱、瑟里宰、布雷叙尔、沙蒂永、莫莱夫里耶和舍米耶再次落入共和党手中。3月26日，斯托夫莱在瑟里宰签署停火协议。4月6日，他在塞夫尔河畔莫尔塔涅附近会见了康克洛和九名特派代表。斯托夫莱拖延了几个星期，等待舒昂党人进行的马比莱谈判的最终结果。最后，他于5月2日在旧圣弗洛朗签署了和平协议，条件与若奈耶相同。
5月20日，沙雷特、斯托夫莱和萨皮诺在中央军总部会面，纪念他们的和解。
然而，不稳定因素仍然存在。“旺代难民”的返回引发了许多冲突。流亡归来的地方政府在农村没有权力。共和党人在涉及政治问题、个人报复和简单犯罪的和解过程中成为骚扰和暴行、抢劫甚至谋杀的受害者。在保皇党控制下的许多农村城镇，城市中的“爱国者”难民被禁止返回，甚至使用武力。

## 第二次旺代战争

### 没收武器和基伯龙运输

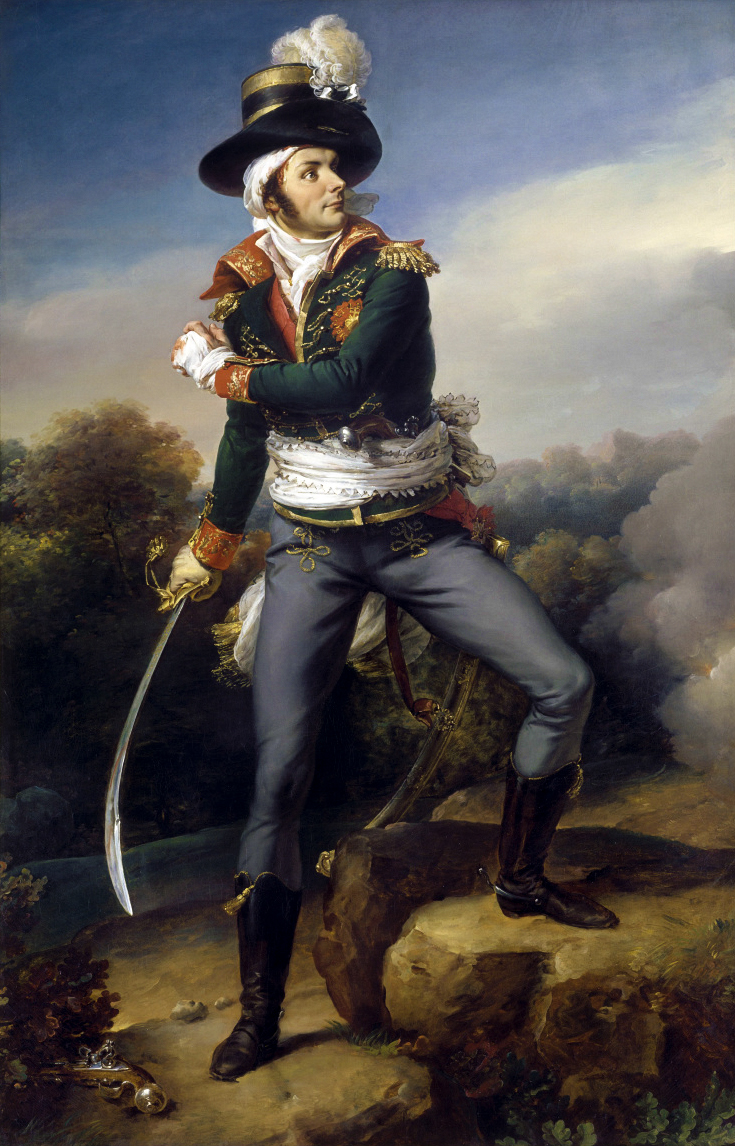
弗朗索瓦-阿塔纳斯·德·沙雷特，博兰·盖兰画作，1819年

和平只是短暂的。1795年2月至6月，暗杀和各种事件激化了保皇党和共和党之间的矛盾。尽管6月8日在若奈耶举行了新的和解会议，但不信任占了上风，双方都在为恢复战斗做准备。由于相信旺代将领只是为了争取起兵的时间，特派代表计划发起一场大规模行动来阻止他们，但由于缺乏可靠的部队，他们不得不放弃。
5月，沙雷特在贝尔维尔接待了里维埃尔侯爵，他是路易十六的兄弟阿图瓦伯爵的副官，他通知他，在英国的帮助下，保皇党即将登陆布列塔尼，并要求他转移共和军的注意力，策应这一行动。6月初，普罗旺斯伯爵（未来的路易十八）联系了沙雷特，告诉他他希望加入他的行列。旺代将军于6月10日热情回应。6月8日，路易十七在巴黎去世。
6月25日，一支英国舰队抵达布列塔尼的基伯龙半岛，两天后，一支移民军队在卡尔纳克登陆，受到数千名舒昂党人的欢迎。
6月24日，沙雷特在贝尔维尔召集了他的部队，宣布违反《若奈耶条约》，恢复战争。这一突然的决定是沙雷特在没有咨询他的军官或其他旺代军队的将军的情况下做出的，但受到了他的士兵们的热烈欢迎。在没有宣战的情况下，沙雷特于6月25日突然袭击了莱塞萨尔营地。两天后，他的部队在博略苏拉罗什附近伏击了一支车队。旺代人随后带着数百名战俘返回贝尔维尔。6月26日，沙雷特发表了一份宣言，宣布恢复敌对行动，他在宣言中声称《若奈耶条约》中的“秘密条款”规定解放路易十七并恢复君主制。
斯托夫莱的安茹军和萨皮诺的中央军起先没有违反条约。7月，他们向巴黎派遣了两名特使，贝雅里和谢波，他们在国民公会上受到接待，但沙雷特的武器被收回，导致谈判失败。路易十八承认沙雷特的卓越地位，任命他为天主教保皇军的首领，军衔为中将。斯托夫莱特被任命为陆军元帅（Maréchal de camp）。
与此同时，在布列塔尼，基伯龙远征队遭遇灾难。在拉扎尔·欧什将军的压力下，移民军和舒昂党人于7月21日投降，其中748人被判处死刑，并在随后几天内被枪杀。作为报复，沙雷特于8月9日处决了关押在贝尔维尔的100至300名共和党俘虏。

### 阿图瓦伯爵的远征
在布列塔尼远征失败后，移民和英国人转向旺代。8月初，驻扎在基伯龙前的英国海军中队的一部分驶向旺代海岸。在里维埃尔侯爵的警告下，沙雷特派遣数千人前往圣让德蒙和圣吉勒-克鲁瓦德维之间的佩日海滩。旺代人设法阻止了当地的共和国驻军，8月10日至12日，英国人登陆后输送了1200支步枪、火药、3000把军刀、300支手枪、700个弹药筒和两门大炮。
8月22日，沃伦（Warren）准将率领的123艘舰队离开朴茨茅斯，船上有多伊尔（Doyle）将军指挥的5000名英国士兵和阿图瓦伯爵率领的800名移民。在瓦特岛和埃迪克岛停留后，他们于9月23日抵达努瓦尔穆捷岛，并计划在那里登陆。沙雷特得知了这次远征，但表示沙朗、布安、滨海博瓦尔和马什库勒被共和党人控制，他不能从陆地上对该岛发动攻势。9月29日，在与努瓦尔穆捷驻军进行了几次炮击对轰后，英国舰队放弃了，前往防御较弱、距离海岸较远的约岛，并于9月30日控制该岛。该岛立刻涌入6000名士兵，阿图瓦伯爵本人于10月2日登陆。
沙雷特率领近10000人，试图在9月25日袭击圣西尔-昂塔尔蒙代，试图接近海岸。然而，该镇薄弱的驻军和一些来自吕松的增援部队击退了他，造成了严重损失，特别是路易·盖兰（Louis Guérin），他是沙雷特手下最优秀的军官之一。9月29日，共和党将军格鲁希带着4000人离开圣埃米娜，第二天进入贝尔维尔，没有遇到任何抵抗。
10月3日，萨皮诺恢复敌对行动，占领了塞夫尔河畔莫尔塔涅。但第二天，布萨尔将军的共和党军队反击并夺回了该地区。
10月3日，英国舰队再次尝试登陆努瓦尔穆捷岛，但没有成功。与此同时，岛上的驻军从1000人增加到6000多人，英国人开始缺水。10月8日，远征队被放弃，大部分舰队返回英国，只在约岛留下13艘船。10月16日，英国人在圣让德蒙登陆，与沙雷特取得联系，但阿图瓦伯爵拒绝加入。他于11月18日离开约岛返回英国。12月17日，最后一批英国和移民军撤离该岛。阿图瓦伯爵在旺代登陆的计划以彻底失败告终，严重影响了旺代军的士气。

### 旺代军的崩溃和共和军的胜利
1795年8月29日，救国委员会任命拉扎尔·奥什（Lazare Hoche）为西部军的主帅，接替因生病而放弃指挥权的康克洛将军。9月14日，奥什在基伯伦取得胜利后，获得了救国委员会授予全权，委员会禁止现场代表进行任何干预。12月26日，督政府授予他西部陆军、布雷斯特海岸陆军和瑟堡海岸陆军的指挥权，这些陆军合并成立了大洋海岸陆军（Armée des côtes de l'Océan）。与西班牙签署的《巴塞尔和约》也使他能够从比利牛斯军获得增援。12月28日，督政府宣布叛乱省份所有主要城市进入围困状态（État de siège）。
奥什采取务实的政策。它将必须被俘的叛乱领导人与简单的战斗人员和农民分开，如果后者交出武器并屈服，他们将保持自由。如果社区进行抵抗，他们的牲畜将被没收，只有在交出武器的情况下才能归还。它致力于恢复纪律和镇压抢劫行为，有时会阻止爱国难民返回和平地区，并与不再被起诉的顽固牧师和解，后者可以自由庆祝礼拜。这些措施、总司令的广泛权力和围困战术遭到当地爱国者的反对，他们指责奥什实行“军事独裁”。然而，他的政策正在取得成果。由于一场毁灭性的冲突而筋疲力尽，旺代省的居民以及叛乱分子和军官现在大多倾向于和平。从10月起，整个省都交出武器，向共和国投降。
8月4日，在吕松主教玛丽·夏尔·伊西多尔·德·梅西（Marie Charles Isidore de Mercy）的派遣下，让·布吕莫·德·博雷加尔（Jean Brumauld de Beauregard）牧师的倡议下，旺代的顽固派神职人员在普瓦雷举行了一次教会会议。会议通过的决定表明了安抚和寻求与共和国和解的愿望。然后，顽固的旺代神职人员开始从叛乱中脱身，为和平而努力。
在保护了英国海岸后，奥什让他的军队向沙雷特进击。共和党人于10月10日占领了圣菲尔贝德格朗略，11日占领了勒洛鲁博特罗和克利松，24日占领了莱塞比耶，27日占领了普佐日和尚托奈。他最初计划组建三支6000人的纵队，由他、格鲁希和卡努埃尔分别指挥。然而，他改变了策略，注意到旺代军集群的弱点，决定组建六支流动纵队，由600至2500人组成，主要由特拉沃、德拉日和瓦特兰指挥。这些移动纵队每十五日记录一次，指示他们永久穿越叛乱领土。为了保证机动性，他们不携带任何火炮，以相互协助的方式行动，并发出精确的行进命令。

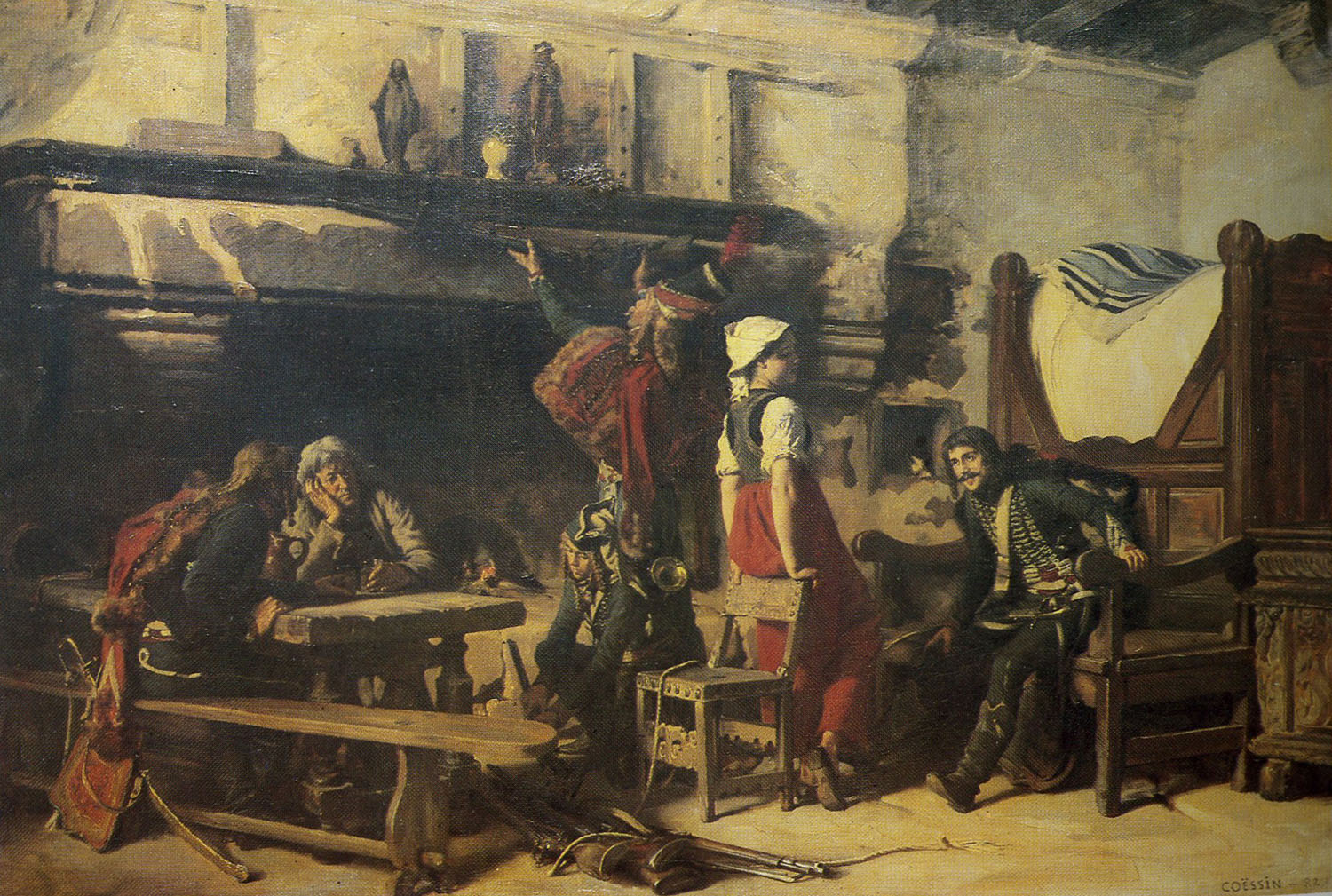
1795年旺代的和平场景，夏尔·亚历山大·科埃桑·德拉福斯画作，1882年

虚弱的旺代人通常试图避免战斗。11月中旬，几名旺代军官写了一份备忘录，交给沙雷特，建议他停止敌对行动，但沙雷特拒绝了。11月27日，德拉日在圣但尼拉舍瓦斯击败了沙雷特。12月5日，旺代将军袭击了卢瓦的四岔路营地，但瓦特兰的反击使他在几个小时后逃跑。第二天，旺代人在德特勒瓦丛林遭遇伏击，失去四岔路的所有战利品。在此期间，沙雷特的几名军官被杀，包括他的副手库埃提、骑兵队长普吕当·埃尔武埃·德拉罗布里（Prudent Hervouët de la Robrie）和师长弗朗索瓦·帕若（François Pajot）。
萨皮诺于11月25日袭击了莱朗德热尼松，但没有成功。12月，他被军队抛弃，前往斯托夫莱处寻求庇护。1月，他与维洛将军签署了和平协议，但这个认为过于和解的协议遭到了奥什的谴责。

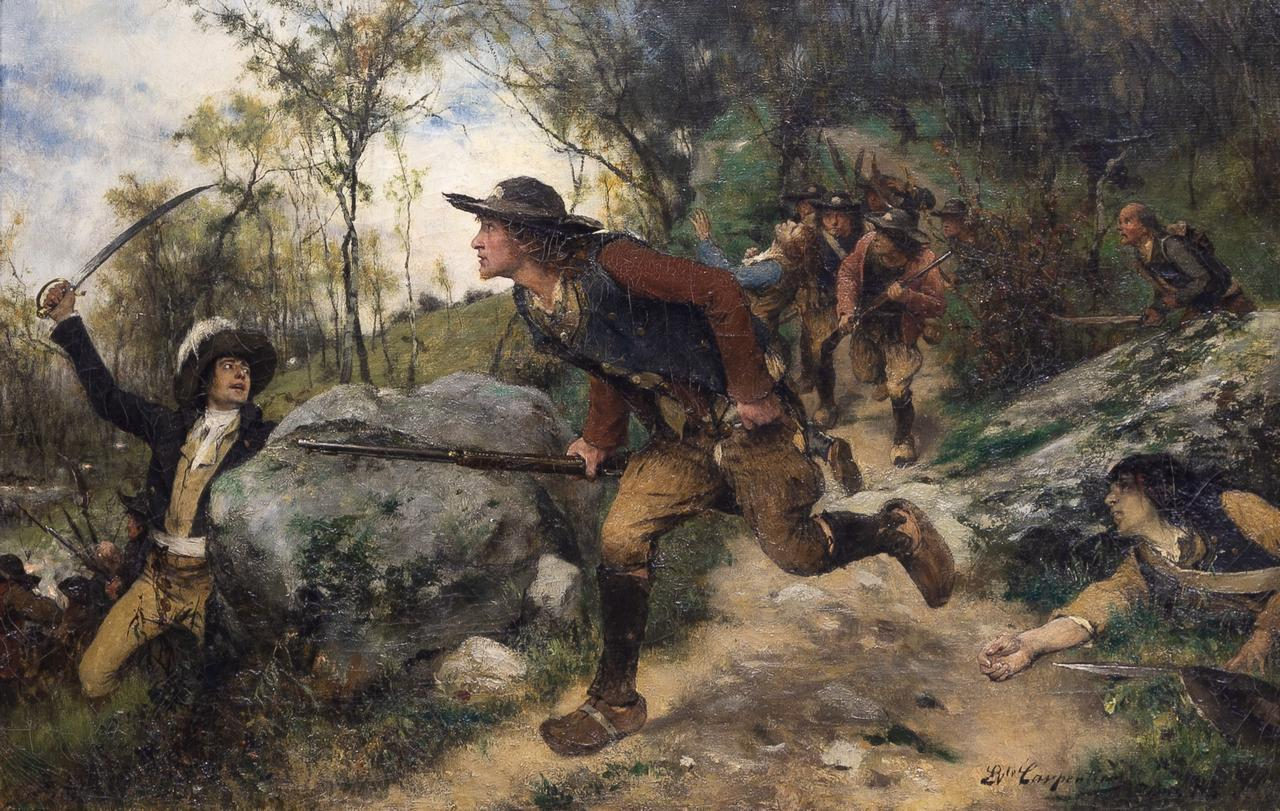
1795年在旺代，埃瓦里斯特·卡尔庞蒂埃画作，19世纪

1796年初，沙雷特试图向安茹远征，以迫使斯托夫莱加盟他，但他在1月3日和4日在拉布吕菲耶尔和蒂福日连遭挫折，他的部队被彻底击溃。这场暴乱最终使旺代人士气低落：沙雷特被他的大多数手下抛弃，只能聚集几百名战士。在共和国移动纵队的跟踪下，它在贝尔维尔、萨利尼、栋皮埃尔和勒普瓦雷周围不断移动。1月15日，特拉沃特副将在栋皮埃尔附近的拉克雷昂西埃尔再次击败了他。
就斯托夫莱而言，他被任命为圣路易勋章中将骑士，在1月26日根据阿图瓦伯爵的命令毫无幻想地拿起武器之前，他等待了很长时间。在只有400人和萨皮诺的加入下，他袭击了舍米耶，但没有成功，然后失去了他在莫日地区讷维的总部。1月29日，他被迫在莫莱夫里耶森林避难。萨皮诺放下武器，辞去指挥权，但斯托夫莱拒绝服从，并于2月23日至24日晚在拉普瓦特维尼耶尔附近的拉索格雷尼埃尔农场被捕。他被判处死刑，2月25日在昂热被枪杀。

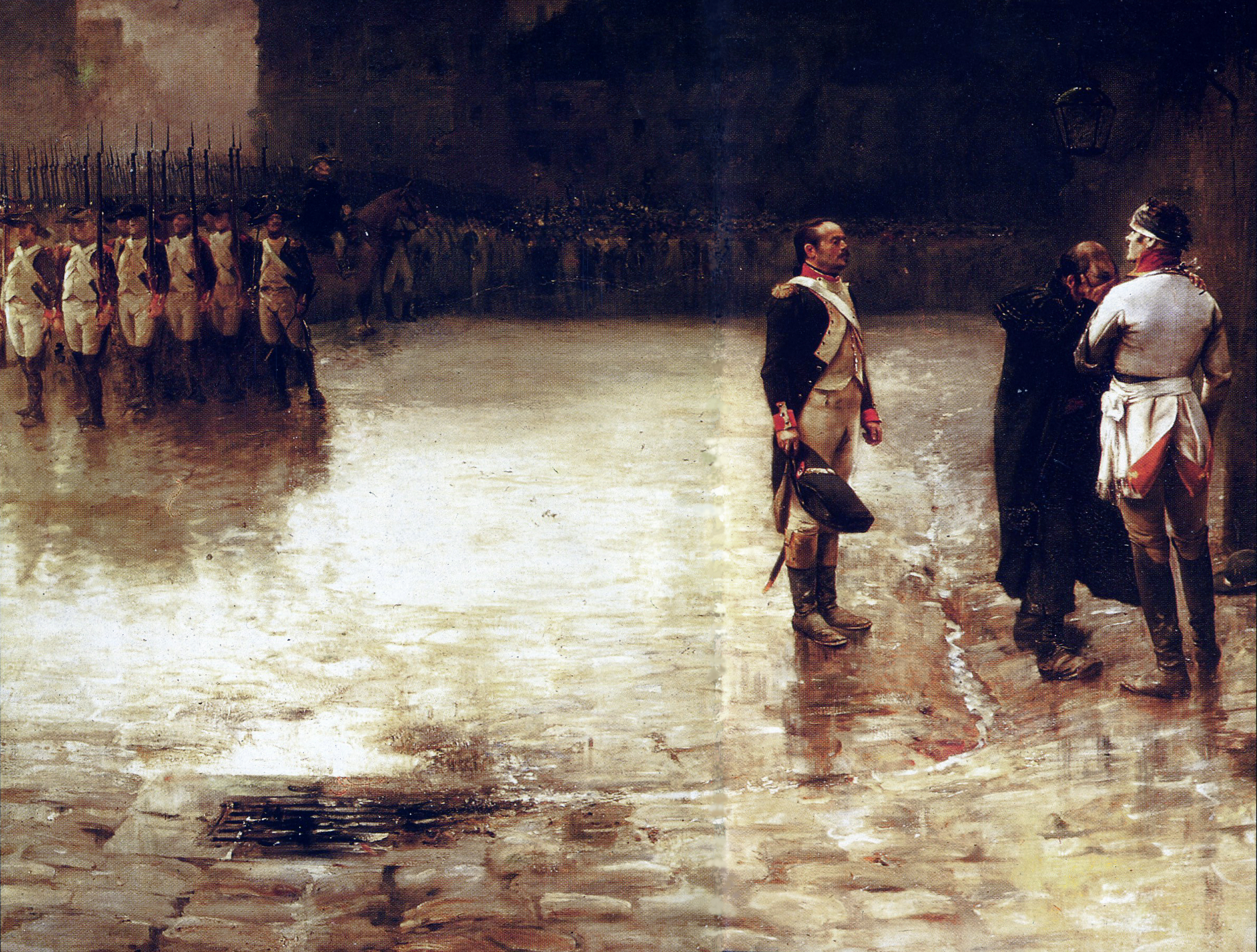
沙雷特将军的处决，儒连·勒布朗画作，1883年

2月中旬，在奥什的同意下，共和派与沙雷特进行了谈判，提议他离开法国。但在2月20日，他宣布拒绝。21日，特拉沃在圣叙尔皮斯-勒韦尔东和圣但尼拉舍瓦斯之间的拉贝高迪埃尔袭击了沙雷特，并将他赶走。共和军不断追击，并于2月27日在弗鲁瓦丰找到沙雷特，在那里将他再次击溃。在接下来的几周里，特拉沃不知疲倦地在该地区追捕旺代将军。与此同时，沙雷特的主要军官，如亚桑特·德拉罗布里、让·盖兰、勒库夫勒、皮埃尔·雷佐和卢卡斯·德拉尚皮庸尼埃尔等向共和国投降。其他人，如勒莫埃尔和达贝耶被杀。
3月23日，沙雷特仅率领约50人，在莱吕克附近的拉居庸尼埃尔被副官瓦朗丹的纵队袭击，并被特拉沃的纵队阻截，后者在圣叙尔皮斯-勒韦尔东附近的夏博特里（Chabotterie）森林中抓获了他。沙雷特被带到昂热，然后被带到南特，在那里他被判处死刑，并于3月29日枪决。
沙雷特的死标志着旺代战争的结束，尽管一些不服从者仍然存在。3月23日，瑟里宰地区负责人里夏尔被杀。在普瓦图，让·萨万于4月28日被俘。在中央军中，萨皮诺的继任者瓦塞洛于5月4日被捕并被枪杀。在安茹，斯托夫莱的继任者夏尔·多蒂尚和亨利·福雷斯蒂耶于5月放下武器。
拉扎尔·奥什随后获得了布列塔尼、曼恩省和诺曼底舒昂党的服从。7月6日，在奥恩的丰特奈莱卢韦与舒昂党人签署了和平协议。7月13日，奥什宣布“西方的麻烦已经结束”。7月16日，轮到督政府宣布“今天终于可以这么说了，这场可怕的旺代和舒昂党战争已经结束”，因此，在法国政府眼中，旺代战争正式结束。1799年、1815年和1832年，该地区仍有一些叛乱，但其强度远低于1793-96年的冲突。

## 第三次旺代战争

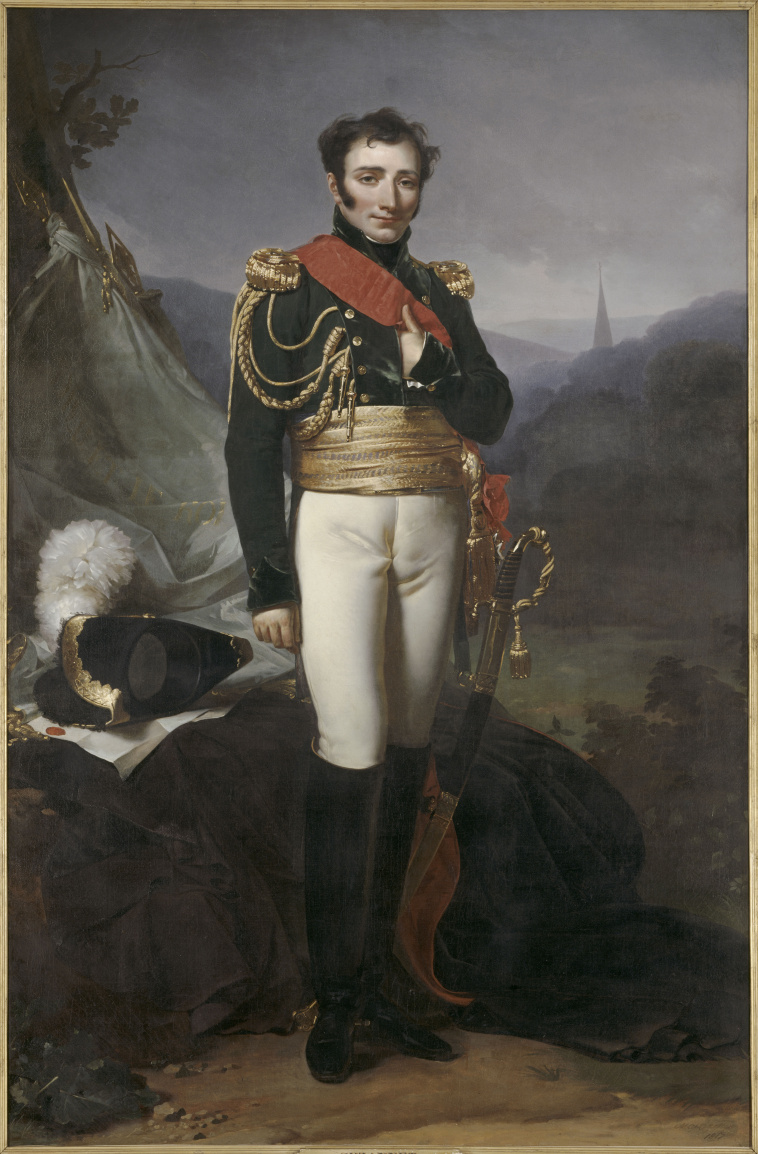
皮埃尔·康斯坦·德·叙藏内，让·巴普蒂斯特·莫泽斯画作，19世纪

在军事上被击败后，保皇党试图通过选举夺取权力。1797年4月，保皇党右翼在更新五百人院和元老院时获得多数。然后，议会废除了针对移民和顽固牧师的法律。但1797年9月4日，在巴黎，五位督政官中的三位，勒贝尔、拉雷维利埃尔·莱波和巴拉斯组织了一场政变，得到了奥什和奥热罗指挥的军队的支持。49个省（特别是西部）的选举结果被取消，顽固派牧师再次受到起诉。农民开始拿起武器。
1799年，共和国军事上的导致了新的征兵和人质法的通过，这些措施促使舒昂党领导人重新发动起义。1799年9月14日，200名舒昂党和旺代首领在普昂塞附近的容谢尔城堡会面，由1200名士兵保卫，并安排在10月15日进行全面武装。指挥部进行了重组：叙藏内接替沙雷特担任旺代西部和下卢瓦尔省以南的下普瓦图和雷地区军队的负责人，萨皮诺恢复了对中央军的指挥，而夏尔·多蒂尚接替斯托夫莱担任安茹军的指挥官。
米绍将军领导的英格兰共和军在整个西部只有16000名士兵。旺代地区部队由特拉沃将军指挥。
然而，旺代人继续遭遇失败。10月29日，叙藏内率领的3000人被压制回蒙泰居。11月2日，夏尔·多蒂尚带着6000至8000人袭击了一支在尼埃伊莱索比耶教堂避难的共和党分遣队。两天后，迪弗雷斯将军作为增援部队抵达，虽然只有600人，但他在索比耶战役中驱散了旺代军队。在中部，取代萨皮诺的移民格里尼翁于11月14日在拉弗洛瑟利耶尔取得了一点成功，但四天后在尚布勒托被击溃和杀死。
雾月政变宣布后，战争中断。11月15日，加布里埃尔·德·埃杜维尔将军指挥英格兰军，并于12月9日在普昂塞与保皇党军官开始谈判。他们选择逐渐暂停武装。但保皇党将军分为希望签署和平的人和希望继续战争的人。拿破仑·波拿巴现在是第一执政官，他宣布宗教自由，并从边境派遣30000人前往西部。1月16日，埃杜维尔被纪尧姆·布律纳取代，成为英格兰军的首领，该军队很快恢复了其旧名“西部军队”。面对这些力量，旺代军首领叙藏内、多蒂尚和萨皮诺于1800年1月18日在穆瓦讷河畔蒙福孔签署了和平协议。舒昂党人的将军之后也只坚持了几个星期。

## 1815年和1832年的最后起事
在很长一段时间里，旺代人流血，保留着战斗的耻辱。亨利·拉博里教授在1980年阿兰·雷奈（Alain Resnais）的电影《我的美国舅舅》的导言中提到了这一点，该电影探讨了人类功能障碍。
其他起事也标志着旺代的历史与众不同，无论是1815年的起事还是1832年贝里公爵夫人的企图，都标志着一种特定地区意识的诞生。在政治层面上，自法国革命以来，旺代地区因其对保守政治运动的忠诚度而脱颖而出。
1793年的“烈士”在19世纪的大部分时间里占据了旺代记忆的最前沿，但是1870年普法战争和第一次世界大战的死亡使他们黯然失色，这两次冲突实现了法兰西的民族团结。

## 旺代难民

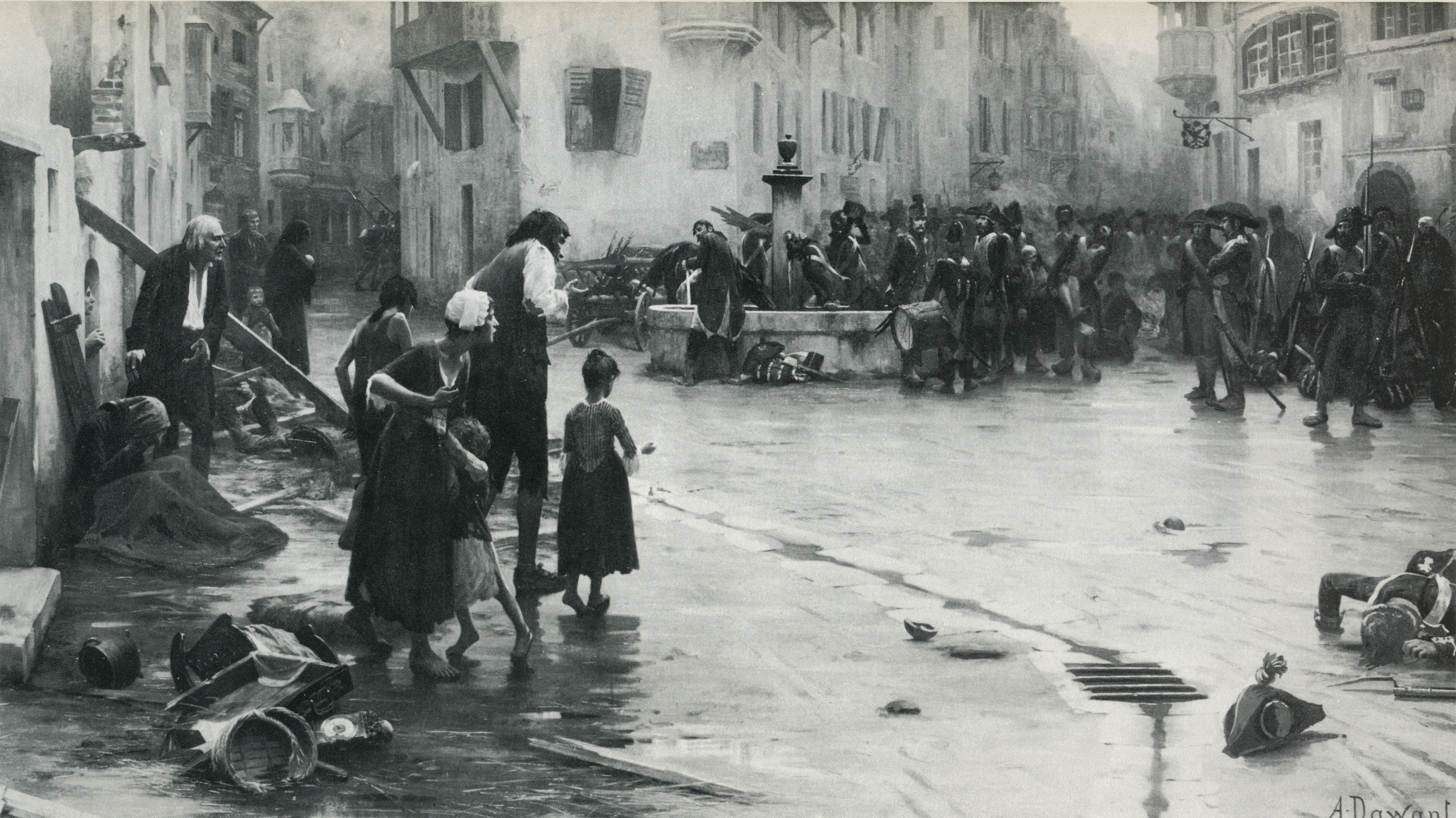
战争的苦难，阿尔贝·达旺画作，19世纪

难民问题在旺代史学中长期被忽视。埃米尔·加博里于1924年完成了关于这一主题的首个综合草图。2001年，居伊·玛丽·莱讷的博士论文填补了这一空白。他的研究涵盖了时间和社会学方面，也涵盖了当局对他们接受的态度。
在旺代战事开始之前，难民就涌入旺代的邻近省份。2月，他们在下夏朗德省的人数足够多，可以通过法令组织接待他们。1793年3月10日，第一批重要难民潮抵达南特。5月19日至31日，650至1000个家庭抵达昂热。他们主要是共和党人，他们逃离战区，或者在城市遭到旺代人袭击之前放弃城市。因此，永河畔拉罗什近10%的人口逃离该市。
第二波难民潮发生在1793年8月至1794年1月。8月1日的法令命令摧毁旺代军，组织疏散、接收和保护难民。如果春天的难民受到了很好的欢迎，接下来继续增加的人造成的供应困难，以及对他们本身的怀疑，都会让欢迎趋于冷淡。
1794年2月20日，由于担心许多保皇党间谍隐藏在他们的队伍中，弗朗卡斯泰尔、加罗和昂茨作为全权代表发布了一项命令，将他们从战区带离20法里（80公里），否则他们将被视为叛军。政府军向他们提供了旅行所需的资金。病人、老人、儿童、他们的直系亲属和他们的仆人以及对军队有用的专业工匠可以免于疏散。但这些措施引起了旺代爱国者的敌意，他们中的许多人拒绝服从。

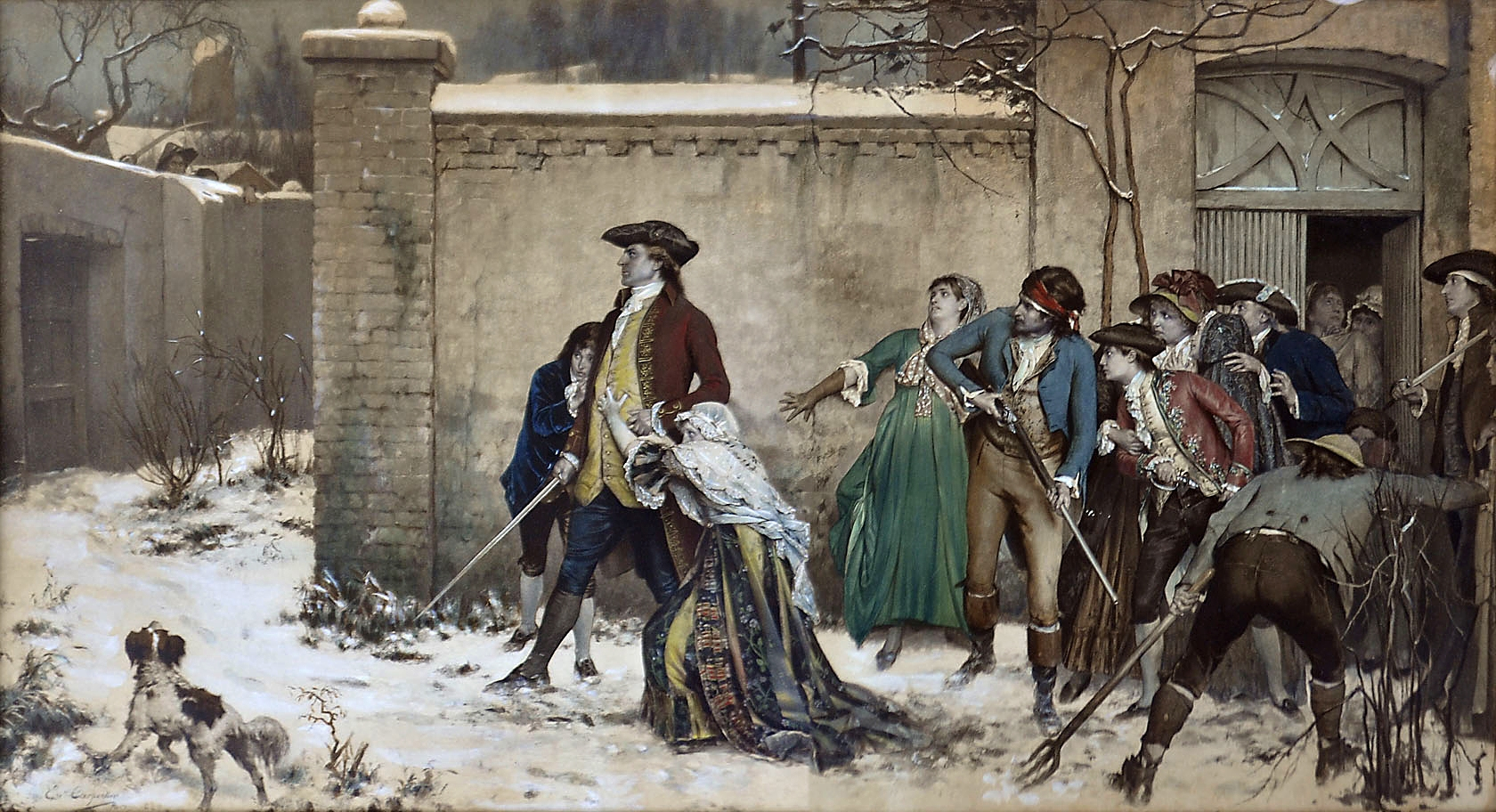
难民，埃瓦里斯特·卡尔庞蒂埃画作，1881年

最后，从1794年1月开始，第三波难民潮混合了蓝党和白党，他们主要是为了逃避地狱纵队。他们数量众多，而且有意识地逃离到距离家乡非常远的地方。超过三分之一的法国省份都接收难民。
难民主要是妇女（约三分之二）和儿童（近一半）：代表性不足的男子可能也在里面。他们一半以上来自城镇和小村庄。除了牧师和贵族之外，旺代社群的代表性相当好。虽然收容地的居民有时不信任他们，当局有时以生存困难为由尽可能少地收容他们，但他们通常在流亡期间找到住所，甚至找到工作（当局通常提供工作和住所）。
早在1794年10月政府就允许公民身份证书持有人返回旺代，那么实际上只发生在战事平静的地区，人数仍然很少。共和党难民害怕白党的报复，以及1793年7月24日的旺代高级委员会公布的法令要求宣誓效忠路易十七，否则强令居民离开并禁止返回。1795年春天，为了缓解公共财政，授权期被延长，尽管黑帮团伙使农村不太安全，但真正的回归开始了。大规模的回归发生在奥什主政的和平时期。
盖伊·玛丽·莱讷保守估计难民总数约为40000至60000人，让·克莱蒙·马丁估计为20000至40000人。他们中很少有人定居在他们原来所在的省，直到1795年开始胆怯地返回，到1796年大规模返回。

## 人文总结
对旺代战争受害者的准确评估，更不用说与这场战争直接或间接相关的死亡之间的区别，永远无法确定，只有粗略的估计，因此数字有所不同。因此，无法确定“旺代军事区”四个省的战斗人员和外国平民（其中一些来自殖民地）的伤亡人数，这些省在叛军中总体人数较少，但在共和国军队中占最大比例。

### 同时期评估
1794年12月1日，代表叛乱三个省的九名国民公会成员向救国委员会提交了第一份旺代战争的人员伤亡报告，确信有40万人口被消灭。这一评估可能来自传统的勒基尼奥几周前写的论文。
在1796年2月1日写给内政部长的一封信中，奥什将军写道，“60万法国人死于旺代”。1796年底，达尼康将军支持奥什的记录，并补充说，共和国在旺代损失了20万人。巴拉斯在回忆录中提到了奥什的工作，他还将战争记录增加到“两党共60多万人”。在复辟期间被作家夏多布里昂继承，这60万人的死亡人数将传给后代。
1797年，路易-玛丽·普吕多姆在其《法国大革命期间犯下错误的一般和公正历史》中，将旺代的死亡人数增加到90万或100多万，包括白党和蓝党。

### 科学来源
1801年至1804年期间，应法国内政部的要求，四个相关的省长和秘书长通过从1790年或1791年统计的人口中减去1800年统计人口，进行了第一次人口统计。根据他们的结果，曼恩-卢瓦尔省有50000人死亡，大西洋卢瓦尔省有49677人死亡，旺代省有50000人死亡，德塞夫勒省有15000至33363人死亡。1818年，帝国时期的旺代省长让-亚历山大·卡沃洛接管了这项工作，他重新计算了旺代省有44735人死亡或失踪的人数，然后估计旺代军事区四个省的死亡或失踪人数为159412人。根据雅克·于塞内（Jacques Hussenet）的说法，这是第一次对旺代战争中的人员伤亡进行认真和理性的研究。
20世纪80年代，雷纳尔·塞谢尔（Reynald Secher）在旺代战争的四个省（旺代省、大西洋卢瓦尔省南部、曼恩-卢瓦尔省西部、德塞夫勒省北部）的700个公社进行了教区和公民身份登记。从1780年至1789年和1802年至1811年的出生率开始，他得出了平均出生率，在这两种情况下（1780-89年和1802-11年），他应用了一个共同的乘数（27），用来估算战争前后的人口。将19世纪的人口减去18世纪80年代的人口，可以在815029人（占人口的14.38%）中获得117257人的“缺失”。然而，对这项工作提出了批评：
- “恢复”的人口是1784年和1807年的人口，超过了冲突时间（1792年和1802年）的实际限制；
- 这项工作基于18世纪末至19世纪初法国人口统计没有变化的假设，没有考虑到战争期间的出生赤字；
- 它不包括在战争中被杀害的旺代人（其中只有一部分是屠杀或处决的受害者）和战争间接造成的死亡；
- 它没有考虑到在边境地区永久定居的难民或向城市的迁移；
- 它没有根据死者的政治观点来区分死者（共和党人、保皇党人或犹豫不决的旺代人，他们的中立性因冲突的暴力而受到质疑）；
- 最后，它没有考虑到重要的非旺代人死亡。

1987年，让·克莱蒙·马丁提出了人类平衡问题。他试图根据对1790年和1801年人口普查的分析，对该地区的人口赤字进行评估，并根据对现代来源的研究，从18世纪的人口统计数据（估计每年自然增长1%）中纠正了不准确之处。他发现，到1801年，如果出生和死亡的平衡没有被战争破坏，自然增长本应允许实现的人口将增加20万至25万。这一实际的人口下降主要归因于战斗中的杀戮，影响到共和党和保皇党，并归因于双方。此外，他指出，这些数字不应忘记，准确评估共和党的损失几乎是不可能的，因为战斗人员来自整个法国，“甚至来自加勒比殖民地”。此外，居伊·玛丽·莱讷在2003年分析的人口流离失所问题也不容忽视。
同样，路易-玛丽·科雷奈认为，旺代战争导致20万旺代人死亡（其中4万人死于蒂罗的地狱纵队）。
1992年，雅克·迪帕基尔估计共和党损失为30000人死亡。2014年，让·克莱蒙·马丁也认同了这一数字。
2007年，在雅克·于塞内的领导下，考虑到之前的工作，特别是1990年以来的工作，一项新的评估得出结论，1793年至1796年间，旺代军事区的居民约有17万人死亡，约占冲突前叛乱领土上75.5万居民的22%至23%。受害者中约有20%至25%是共和党人。更具体地说，关于共和军的损失，让-菲利普·库隆和热罗姆·拉伯里约在他们的贡献中估计，死亡人数在26000至37000人之间。雅克·于塞内还估计，考虑到参与的士兵总数（13万至15万），军事伤亡人数不会超过5万人死亡或失踪。
2014年，让·克莱蒙·马丁认为雅克·于塞内给出的估计“似乎合理且有根据”。阿兰·热拉尔也赞扬了这项研究，据他说，这项研究“结束了近两个世纪的疯狂数字”。

## 种族灭绝争议

### 关于“旺代种族灭绝”的辩论
20世纪80年代，学术界出现了关于“旺代种族灭绝”理论的辩论，特别是皮埃尔·绍努和雷纳尔·塞谢尔的工作。任何人都不质疑镇压旺代叛乱的血腥和大规模性质，尽管数字仍然不准确和有争议（参见上文关于旺代战争受害者人数的各种假设），历史研究质疑了对大屠杀的传统描述，如布洛涅河畔莱吕克大屠杀。
无论如何，从法律上讲，受害者人数不会改变犯罪的性质，只有行为的性质、意图和手段才重要。共和国当局蓄意灭绝旺代人口的意图，以及执行其命令的特工所犯下的屠杀的种族灭绝性质，都是重大争议的主题。除了战争部档案中的指示和命令外，“旺代种族灭绝”思想的支持者使用的一个来源是格拉古·巴贝夫的一本书。
1794年，根据热月公会的描述，巴贝夫出版了一本书《人口减少系统或卡里耶的生活和罪行》，其中他谴责了让·巴蒂斯特·卡里耶在南特执行任务期间犯下的暴行，他在第四段中说，这些暴行指的是他称之为“Populicide”（意为“人民灭绝”）的人口减少系统，这是一个新词，旨在唤起一个新的想法。“Populicide”在革命期间以名词和形容词的形式使用（在法语中，这是唯一一个在革命时期幸存下来的形式），用来指导致大规模人民死亡或毁灭的原因。这个词由拉丁词根populus（人民）和后缀cide组成。与莱姆金在1944年创造的“genocide”一词一样，它被用来指一种前所未有的犯罪形式。
在其文本中，“人口减少系统”涉及整个法国，而不仅仅是旺代人口。在他的书中，巴贝夫再次批评了捍卫立即适用共和元年宪法的忿激派，谴责了恐怖，他认为恐怖应对1793-1794年的大屠杀负责，并攻击了山岳派和雅各宾派（以及温和派、麝香派和新埃贝尔派）。这项指控的依据是在热月政变之后揭露了内战和恐怖的处决、屠杀和破坏。与其他小册子作者一起，巴贝夫重复了《南特日报》（La Feuille Nantaise）的指控，该报在共和三年第五期《雾月》中指责廉洁者想要“不道德”国家。根据他的说法，罗伯斯庇尔周围的公共安全委员会成员计划杀害大量法国人，旨在在法国建立尽可能大的平等（他还表示声援该项目）。在他看来，他们的分析是基于18世纪政治哲学家（如让-雅克·卢梭）的思想，他们认为，与当时的法国相比，建立平等需要更少的人口（事实上，对于这些哲学家来说，建立在某种财富平等基础上的民主政府，如古代城邦、日内瓦或威尼斯，不仅需要更少的公民，而且需要有限的领土）。根据这一理论，西部内战（白党和蓝党之战中死亡）以及对联邦主义者和保皇党的镇压将是法国人口减少计划的工具，而身处南特的卡里耶只是当地代理人。共和国军队在保皇党叛乱分子面前的失败将由公共安全委员会接管，目的是将数千名共和国士兵送去死亡，然后他将制定一项彻底消灭旺代人的计划，巴贝夫将其与镇压里昂起义平行，这场起义仅归因于科洛·德尔博瓦。

### 历史学家观点
“旺代种族灭绝”一词出现在1969年由医生阿德里安·卡雷（Adrien Carré）撰写的《旺代纪念品》上的一篇文章中，该文章假设与二战中的纳粹罪行相似。它首次在旺代史学中引入了“战争罪”、“危害人类罪”和“种族灭绝”等术语。
1983年到1984年，历史学家皮埃尔·绍努（Pierre Chaunu）将“旺代种族灭绝”的描述形式从保密中删除，并引发了历史学家之间的第一次辩论。
1986年，雷纳尔·塞谢尔出版了《法国-法国种族灭绝 旺代的复仇》（Le Génocide franco-français），这是他1985年9月21日在巴黎第四索邦大学发表的博士论文的一部分，由让·迈耶、皮埃尔·绍努、安德烈·科尔维西耶、路易·贝尔纳·梅尔、伊夫·迪朗、让·蒂拉尔和让·皮埃尔·巴尔代等执笔。“旺代种族灭绝”的论断随后在法国大革命二百周年的筹备过程中被广泛宣传。这场争论在1986年至1989年期间达到顶峰，当时“种族灭绝”理论的支持者和反对者在媒体上论战，并邀请记者、议员、将军、政治学家、法学家或小说家支持他们的事业。
塞谢尔的论文得到了一些回应。他在贝纳尔·皮沃（Bernard Pivot）的节目《撇号》和《费加罗杂志》上接受了采访，而《鸭链》（Le Canard enchaîné）也发表了他的分析。让·克莱蒙·马丁认为，塞谢尔和绍努的作品结束了将革命罪行与纳粹政权罪行进行比较的过程。因此，从第二次世界大战和极权主义历史的角度解读旺代战争并不新鲜。因此，它在法国准备庆祝二百周年时引起了一定的反响，弗朗索瓦·费雷（François Furet）的作品已经将恐怖政策分析为极权主义进程。
其他历史学家使用“种族灭绝”一词来描述内战期间在共和党阵营犯下的大屠杀。诸如让·蒂拉尔和埃马纽埃尔·勒鲁瓦·拉迪里。CNRS的研究主任、共产主义史专家斯特凡·库尔图瓦解释说：列宁将“哥萨克人与法国大革命期间的旺代进行了比较，并愉快地将他们提交给了一个计划，现代共产主义的“发明家”格拉古·巴贝夫在1795年称之为“公民灭绝”。

### 其他学科的分析
雷纳尔·塞谢尔的工作也在学术界之外引起了一些反响，并在一些媒体上得到了报道。2000年1月28日，在斯德哥尔摩纳粹屠杀国际论坛结束时，1998年至2000年德国联邦政府文化和媒体代表、《时代周报》前主编米哈埃尔·瑙曼（Michael Naumann）表示：“在‘种族灭绝’一词被创造之前，有时使用法语术语‘公民灭绝’。它由格拉古·巴贝夫于1795年发明，描述了旺德11.7万农民的灭绝。法国西部的这一肥沃地区在之后的25年间几乎无人居住。”
同样，作家米歇尔·拉贡（Michel Ragon）在1793年的《旺代起义与自由的误解》（1992年）中，试图证明大屠杀计划的真实性和官方灭绝一个民族的意图，其论点在很大程度上重复了塞谢尔提出的要素。在他的书中，他关注了对旺代起义的整个镇压，其中共和党方面的主要参与者是“地狱纵队”的组织者蒂罗将军，一方面是南特的任务特使，另一方面是昂热的昂茨和弗朗卡斯泰尔，这些城市挤满了数千名旺代囚犯。1793年，法国其他地区也出现了反对国民公会的叛乱（保皇党或联邦主义者）。根据具体情况，执行任务的特使采取和解态度（如诺曼底）或进行一次性镇压，其他人则采取更具压制性的态度。有些人沉迷于真正的虐待，如土伦的巴拉斯和弗雷隆、里昂的科洛·德尔博瓦和富歇或波尔多的塔利安。在旺代战争中，米歇尔·拉贡试图证明特使的残虐行为符合救国委员会甚至国民公会的要求。
为了做到这一点，他从当时的文件中提取了几位革命人物留下的演讲、公告、信件或报告中的段落，他将这些段落解释为承认种族灭绝意愿。因此，1793年12月24日，弗朗卡斯泰尔在昂热发布了一份公告，宣布：“旺代人口将会减少，但共和国将得到报复和安宁……我的兄弟们，愿恐怖继续留在议程上，一切都会好起来。问候和兄弟情谊。”
同样，1793年12月12日，卡里耶给阿克索将军的一封信，要求他为旺代共和党提供食物，他强调了似乎证明其论点合理的公式：“令人惊讶的是，旺代在通过最血腥和最残酷的战争撕裂祖国后，之后敢于要求补贴。它进入了我的计划，这是国民公会的命令，在这个被诅咒的国家，一句话，移除所有的食物、食物和饲料，将所有的建筑物交给火焰，消灭所有的居民……全力反对让旺代人夺取或保留一粒粮食……总之，不要给这个被禁止的国家留下任何东西。”
2017年，曾在海牙国际法院工作的外交官和法学家雅克·维勒曼（Jacques Villemain）出版了一本书，他在书中认为，如果旺代战争中的大屠杀发生在“今天”，国际刑法将称之为“种族灭绝”。然而，这本书受到了让·克莱蒙·马丁的批评，他认为维勒曼的方法是基于对缺乏历史方法的来源的偏见解读。例如，关于8月1日的法律，马丁指出，维勒曼从未考虑其颁布的背景。他写道：“仅仅指出8月1日的法律是仓促和强调的，并呼吁巴雷尔多次宣布“摧毁旺代”的必要性，这是不够的，如果分析忽略了这一论述和这一文本在革命派别、山区人民反对无套裤汉的斗争中发挥的作用，但也有当权的山岳派、前吉伦特派和前丹东派，他们居住在议会、部门行政机构的长凳上，部分是高级军事人员。”最重要的是，马丁认为，法学家的观点绝不优于历史学家的观点，维勒曼动员的法律工具，如种族灭绝或危害人类罪的概念，无助于更好地理解在旺代发生的罪行和屠杀。

### 辩论的政治化
2007年2月21日，九名法国右翼议员明确依靠雷纳尔·塞谢尔和米歇尔·拉贡的工作，向国民议会提交了一项法案，旨在“承认旺代种族灭绝”。该法案由莱昂内尔·卢卡（UMP，滨海阿尔卑斯省）、埃尔韦·德·沙雷特（UMP，曼恩-卢瓦尔省）、维罗尼克·贝塞（MPF，旺代省）、路易·盖东（UMP，旺代省）、若埃尔·萨尔洛（UMP，旺代省）、埃莱娜·唐居伊（UMP，菲尼斯泰尔省）、贝尔纳·卡拉永（UMP，塔恩省）、雅克·勒米莱（UMP，伊泽尔省）和热罗姆·里维埃尔（UMP，滨海阿尔卑斯省）签署。1987年，让-马里·勒庞（Jean-Marie Le Pen）提出了一项修正案，承认旺代大屠杀中存在危害人类罪。
2012年3月6日，九名右翼议员再次提出了一项类似的法案（“旨在正式承认1793-1794年的“旺代种族灭绝”）；莱昂内尔·卢卡（UMP，滨海阿尔卑斯省）、多米尼克·苏谢（MPF，旺代省）、维罗尼克·贝塞（MPF，旺代省）、贝尔纳·卡拉永（UMP，塔恩省）、埃尔韦·德·沙雷特（UMP，曼恩-卢瓦尔省）、尼古拉斯·迪伊克（UMP，奥布省）、马克·勒富尔（UMP，阿摩尔滨海省）、雅克·勒米莱（UMP，伊泽尔省）和让·于贝尔施拉格（UMP，上莱茵省）。
此外，2012年2月23日，52名右翼和中间派参议员提出了一项“废除1793年8月1日和10月1日法令”的法案。2013年1月16日，莱昂内尔·卢卡提交了一份由维罗尼克·贝塞（MPF，旺代省）、多米尼克·蒂安（UMP，罗讷河口省）、阿兰·勒伯夫（UMP，旺代省）、阿兰·马尔莱（UMP，康塔尔省）、扬尼克·莫罗（UMP，旺代省）、菲利普·维特尔（UMP，瓦尔省）和马里昂·马雷夏尔·勒庞（FN，沃克吕兹省）共同签署的文本。它由一篇文章组成：“法兰西共和国承认1793-1794年的‘旺代种族灭绝’。”这是UMP和FN代表在第十四届议会中首次共同签署法律草案。
这项提案明显引起了左翼的反应，如左翼党国家秘书亚历克西·科尔比埃尔的反应，他认为这项法案是“历史操纵的粗俗行为”。对他来说，“这种不合适的词汇是极右翼诽谤法国大革命和轻视20世纪非常真实的种族灭绝的古老意识形态伎俩。”
2018年2月，极右翼议员埃曼纽尔·梅纳尔和玛丽·弗朗斯·洛罗提出了一项法案，正式承认1793年至1794年间在旺代犯下的暴行为“战争罪、危害人类罪和种族灭绝罪”。

### 学术界辩论
相比之下，“旺代种族灭绝”的理论被大多数学术界人士拒绝，他们认为这是当下议程影响历史叙事的一种表现。
1985年，弗朗索瓦·勒布兰（François Lebrun）驳斥了皮埃尔·绍努（Pierre Chaunu）提出的“旺代种族灭绝”理论。
随后，雷纳尔·塞谢尔的论文受到了澳大利亚墨尔本大学教授、当代法国史专家彼得·麦克菲（Peter McPhee）的批评，他回顾了绍努在确认法国大革命与共产主义极权主义之间的联系方面的影响，指出了塞谢尔对受害者人数或革命者对旺代起义分析的弱点，质疑塞谢尔对革命前旺代地区的“经济、宗教和社会结构的描述”和叛乱原因，注意到他在书中对起事地区屠杀共和党人的重视程度较低；此外，他认为，雷纳尔·塞谢尔在随后的著作中没有考虑后来出现的学术著作，这些著作大多否定或反驳了他的分析。他在关于《复仇旺代——法国对法国人的种族灭绝》译著的结尾指出：
|  | 叛乱仍然是法国西部人口身份认同的核心因素，但塞谢尔粗俗的方法论和令人信服的反调是否为其或历史职业提供了良好的服务，这是值得怀疑的。 |

同样，拒绝接受种族灭绝理论的人包括威尔士人朱利安·杰克逊（Julian Jackson），伦敦大学现代史教授；美国人蒂莫西·塔克特（Timothy Tackett），加州大学教授；爱尔兰人休·高夫（Hugh Gough），都柏林大学教授；法国人弗朗索瓦·勒布兰（François Lebrun），上布列塔尼-雷恩第二大学现代史名誉教授；克劳德·朗格卢瓦（Claude Langlois），高等研究应用学院主任、欧洲宗教科学研究所所长、法国大革命历史研究所成员；保罗·塔隆诺、克劳德·佩蒂弗雷尔，图尔大学现代史荣誉退休教授以及让·克莱蒙·马丁，巴黎第一先贤祠-索邦大学教授。
在其他论点中，让·克莱蒙·马丁指出，雷纳尔·塞谢尔在他的书中实践了“权威写作谴责无关绝对真理的历史”，没有评论或讨论“种族灭绝”一词。然而，对他来说，问题是“革命者实施的镇压的性质是什么”。正如弗兰克·查尔克和M·普林斯所解释的那样，“如果没有适用于一个明确界定的群体的意识形态意图，种族灭绝的概念就没有意义，也不可能找到战争之前存在的‘旺代’身份，也不可能断言革命是针对特定实体（宗教、社会……种族）的。”
他提出了1793年8月1日法令的问题，该法令规定“摧毁旺代”，巴雷尔的报告指出：“摧毁旺代，瓦朗谢讷将不再由奥地利人统治。摧毁旺代，莱茵河将从普鲁士人手中解放出来（…）。旺代，还是旺代，这是吞噬共和国心脏的溃疡。这就是你必须打击的地方。”他回顾说，这两种情况都排除了妇女、儿童和老年人（1793年10月1日的法令增加了手无寸铁的男子），他们必须受到保护。同样，他指出，“革命者并没有试图识别一个民族来摧毁它”，只是将旺代视为“所有反革命者的象征”，并得出结论，“革命军队在旺代犯下的暴行属于今天所谓的战争罪。”
让·克莱蒙·马丁指出，没有通过任何法律来消灭被指定为“旺代”的人口。他回顾说，法令中使用的旺代“强盗（brigands）”一词已经源于君主制，并指出“旺代（不精确的省或地区）的人口不打算根据《公约》进行破坏”。
帕特里斯·盖尼菲在伽利玛出版社于2000年出版的《恐怖政治：1789-1794年革命暴力》一书中将对旺代人的虐待定性为危害人类罪：“战斗结束后，旺代人民遭受的痛苦与军事需要无关，构成了法国大革命史上前所未有的罪行，今天可以称之为犯罪。这是一种危害人类罪，共和国的传统不愿意宣称这一不光彩的时刻，长期以来一直被掩盖或否认。”
对马丁来说，巴雷尔的演讲和法令“是使反革命成为一个单一集团的愿景的一部分，一头威胁性的九头蛇，使‘正义暴力’的思想合法化，并在特别荒谬的条件下发动旺代战争。地方行政人员不断抱怨缺乏对旺代地区的划界，以及“强盗”一词在指定注定要毁灭的人时的模糊性（因为妇女、儿童、老人和“手无寸铁的男子”被排除在外）。在曼恩-卢瓦尔省，亨利·梅尼奥（Henri Menuau）无法具体说明在“旺代”中必须摧毁什么。反对征兵的起义并非旺代独有。1793年，克莱蒙费朗、波尔多、格勒诺布尔、图尔奈、昂古莱姆和敦刻尔克也发生了起义。国民公会确信，旺代的叛乱是一场阴谋，特别是来自英国反对共和国。事实上，在沙罗桥战役失败后，指挥共和国军队的路易·亨利·弗朗索瓦·德·马尔塞将军被判处死刑，因为他被认为是祖国的叛徒。公会不仅不支持反对其法令的士兵和代表的行动，而且在该地区，“动员当地革命者成功地阻止了昂热或南旺代的无理暴力。在军队中，军官拒绝遵循同事的破坏政策，有时成功地将其中一些人绳之以法并执行死刑。”根据他的分析，在旺代战争期间犯下的暴行可以解释为共和党方面对士兵的管理不善，他们“被自己的恐惧所束缚”。另一方面，“叛乱分子恢复了农村起义的旧习惯，驱逐和杀害国家代表，抢劫村庄，然后他们的领导人设法暂时将他们从这些具有复仇和救世主层面的做法中转移出去。”
在他看来，不是一个强大国家的暴力袭击其人民；直到1794年春天，是因为国家太弱而无法控制和防止叛乱分子和爱国者之间不断升级的暴力。
帕特里斯·盖尼菲在上述著作《恐怖政治》中指出：“但国民公会不应被赦免：救国委员会似乎在10月对8月1日的法令进行了更大的延长，并在1794年初批准了灭绝。”
让-马克·夏帕（Jean-Marc Schiappa）在其《格拉古·巴贝夫与平等》一书中还批评了雷纳尔·塞谢尔在巴贝夫的《人口减少系统或卡里耶的生活与犯罪》一书再版时提出的种族灭绝理论：“这本小册子最近再版，标题为《旺代战争和人口减少系统》，巴黎，1987年；如果巴贝夫的文本被正确复制和解析，人们只能对R·塞谢尔和J·J·布雷雄的介绍和注释感到愤怒；更不用说关于旺代“种族灭绝”的政治假设了，我们对这些页面上的错误、不真实、几乎无数的误解感到震惊。”
巴黎先贤祠-索邦大学名誉教授、法国大革命历史研究所前所长米歇尔·沃韦勒也反对种族灭绝理论。在1987年出版的《二百周年前夕的法国大革命史学》中，他写道：
|  | 弗朗索瓦·傅勒不承认自己，正如他在最近的觉醒中所说的那样，这部分是由二百周年纪念日的临近引起的，这是一种公开的反革命史学。她真的消失过吗？自19世纪以来，它一直保持着强大的传统地位，在法兰西学院（继皮埃尔·加克索特之后）或火车站图书馆。这首老歌有点累，最近经历了显著的活力复兴。弗朗索瓦·傅勒反思的小卡通货币，极权主义革命的形象，古拉格的前厅正在蓬勃发展。革命等同于恐怖和流血，成为绝对邪恶。整部作品都以“法国对法国人的种族灭绝”为主题，基于对旺代战争中死亡人数的大胆评估，128000、400000……为什么不是600000？一些历史学家，虽然不是这一问题的专家，但像皮埃尔·绍努（Pierre Chaunu）一样，将他们的道德权威的全部重量（这是巨大的）放在了这一诅咒话语的发展上，取消了任何出于正当理由保留它的尝试。这样一个故事在部分媒体中占据了很大的位置，这取决于它得到的支持。它是否应该向我们隐藏今天正在觉醒的革命研究项目的更真实的方面？ |

2007年，米歇尔·沃韦勒指出：“这并不能证明屠杀是正当的，但它允许将其定性为‘老式’残酷战争的遗产，例如一个世纪前蒂雷纳为太阳王的荣耀而对普法尔茨的破坏，莱茵兰人一直记得他。被烧毁的村庄、谋杀和强奸……因此，让我们拒绝使用“种族灭绝”一词，并让每个时代都为其所遭受的恐怖承担历史责任，而不是最小化这些恐怖。”
1998年，马克斯·加洛（Max Gallo）在文章《是内战，不是种族灭绝》中也反对“旺代种族灭绝”的假设，并发表在《历史》杂志上。
2013年，历史学家阿兰·热拉尔说：“我使用内战、屠杀和灭绝的术语。但我一直拒绝在旺代战争中使用种族灭绝一词。”他还批评向国民议会提交的关于“承认旺代种族灭绝”的各种法律提案。因此，2013年，他将莱昂内尔·卢卡议员提交的文本描述为“可悲的”，并“编织了法律矛盾和历史谎言”。2018年，在议员埃曼纽尔·梅纳尔和玛丽·弗朗斯·洛罗提出一项新法案后，他宣布：“现在是我们的共和国，无论是左翼还是右翼，停止让极端分子公正谴责1794年初在旺代犯下的恐怖行为的时候了。”
2007年，雅克·于塞内指出，“关于大屠杀和种族灭绝的公开辩论没有以任何方式结束”。考虑到“种族灭绝的概念引起了广泛的解释”，其定义来自法学家，而不是历史学家，并在国家间谈判后正式确定，他认为“对知识的诚实目前禁止宣称确定性，只允许表达信念或意见”。然而，他指出，他的立场如下：“大屠杀”和“战争罪”的概念适用于描述1793年12月至1794年7月在旺代军事区发生的事件。没有必要通过要求“种族灭绝”标签来屈服于过度的受害。我认为将美洲印第安人和亚美尼亚人的灭绝归类为种族灭绝是合理的，但我永远不会将冷血组织的犹太人灭绝与地狱纵队的血腥袭击相提并论。假设种族灭绝的概念最终变得司空见惯，包括历史上太多的大屠杀，那幺旺代战争最终将只是众多种族灭绝之一。对其推动者的道德和历史利益是什么？没有或几乎没有。”

### 后续分析
激进主义历史学家塞缪尔·托梅分析了最近对“共和国记忆的神秘化”的攻击，其名称是“对被遗忘的殖民共和国压迫的人民的记忆义务”和“对被雅各宾共和国束缚的人民”。在澄清第二点时，他指出：
|  | 在外部扩张之后，我们将内部殖民主义定为犯罪。第二个很好地说明了记忆义务的使用的例子是，特别是自庆祝法国大革命二百周年以来，以纪念受压迫地区少数民族的名义谴责某种共和党雅各宾主义的倾向；一些历史学家甚至谈到了共和国对旺代人的“种族灭绝”，比如皮埃尔·绍努（Pierre Chaunu），他无疑有点挑衅性：“我们从来没有希特勒关于犹太人种族灭绝的书面命令，我们拥有巴雷尔和卡诺关于旺代的命令。改革时期的伟大历史学家以自己的方式纪念旺代的受害者：“此外，每次我经过卡诺中学，我都会吐口水。” |

同样，雷恩第二大学教授塞尔什·比安什（Serge Bianchi）在为埃里克·昂索（Eric Anceau）的《法国大革命手册》撰写的报告中指出，“愤怒的呈现、罗伯斯庇尔的复杂个性以及旺代战争没有被漫画化。这不是一个滑倒、暴君或“种族灭绝”的问题，也不是特派代表的“总督”……关注2005-2006年CAPES竞赛和历史聚合计划中提出的问题，正如帕特里斯·盖尼菲编辑的手册中在文章“关于十八世纪末的叛乱和革命”中所述。鲁昂大学教授居伊·勒马尔尚区分了分析法国大革命的不同历史流派，解释道：
|  | 现在出现了一种极少数的合法主义、极端保守主义、曾经是保皇党染料的潮流，它在20世纪80年代定居在其最喜欢的领域：旺德的‘种族灭绝’。我们在A·热拉尔（第2号推送）撰写的章节中找到了一些元素。根据拉罗什雅克兰侯爵夫人的回忆录，作者显然不再认同该省领主制度的田园诗般的愿景，他还指出，该省的农民最初支持革命。然而，据他说，在没有提供任何证据的情况下，旺代不仅仅是一场大规模的叛乱，而且是1793年6月2日之前山岳派与吉伦特派斗争的工具。他们不会推动国民公会下令迅速镇压，以损害当时占主导地位的吉伦特派，这助长了起义的扩大。然后，政府的主人们，他们会屈服于他们特有的净化愤怒。第二个最初的想法是，旺代人并没有落入模仿对手的野蛮之中：当蓝军射杀他们时，他们释放了囚犯。至于指挥“地狱纵队”蹂躏和南特溺水事件的将军和政治领导人，A·热拉尔解除了蒂罗的部分职责，以便负责公共安全和救国委员会，这是雅各宾派的产物，将是“职业革命者的原型”。因此，他毫无批判地重复了热月党人的演讲，寻找替罪羊，以便在罗伯斯庇尔倒台之前忘记自己的方向，并摆脱一些变得愚钝的山岳派。 |

居伊·玛丽·莱讷开辟了一个新的研究领域，这一领域至今尚未完全探索，即旺代难民。他们的人数（至少数万人）、他们的政治取向（共和党、中立甚至可能是保皇党）并没有阻止共和国（无论是市、区、省还是国民公会）帮助他们，欢迎他们，抚育他们，有时为他们提供工作。据他说，这种态度与种族灭绝的假设完全矛盾：一个人不可能想屠杀一个民族，同时又组织撤离和援助同一民族的一部分。
更有趣但更具启发性的是，我们可以注意到，即使在和平正义的层面上，我们也致力于保护弱者：例如，毛日的卡特利诺·迪潘家族的未成年子女，他们为旺代军提供了一名将军（雅克·卡特利诺），其他三个兄弟在天主教保皇军中牺牲，但他们受到了一名治安法官的保护，该法官任命了一个家庭委员会来管理他们的财产，而他们将是迫害的首选目标。同样，支持保皇党的和平法官（Justice de paix）也被保留。
对当时历史研究小组（GRHI）成员迪迪埃·居伊瓦克来说，让·克莱蒙·马丁出售的“记忆之地”研究“突出了记忆的政治及其利害关系”。如果对历史学家来说，早在1793年，是蓝军建立了反革命旺代的象征形象，那么是白军及其继任者在19世纪和20世纪使用并回归了这一形象，以建立地区身份。这种身份既是社会动员的工具，也是当代政治工具。
1977年由菲利普·德·维利尔（Philippe de Villiers）发起的《Le Puy du Fou》节目的成功，源于一个接受150年记忆教学法的环境与一位政治家对塑造自己形象的关注之间的碰撞。20世纪80年代和90年代初的旺代例子说明了记忆历史学家面临的新挑战。面对生动而专横的记忆，他被引导去解构神话或传说，从而质疑过去对现在的剥削。在1789年和1793年二百周年的背景下，“种族灭绝”一词的使用因此成为激烈辩论的中心，因为对于那些希望证明“革命……在所有时代和所有纬度都将吞噬自由”的人来说，这是一个挑战。
同样，2007年，莫娜·奥祖夫（Mona Ozouf）和安德烈·比尔圭尔（André Burguière）唤起了对旺代战争的持久记忆，这场战争以（Puy du Fou）的成功为标志，他们指出：“在左翼和右翼关于革命的辩论中，旺代事件长期以来一直是一个选择，但在二百周年前夕发表的一篇文章重新点燃了历史学家之间的战争，这篇文章除了‘种族灭绝’的指控之外，没有带来任何新的东西；当庆祝活动在节日共识的气氛中进行时，这是一场奇怪的非同步战争。今天，每个人都捍卫人权遗产。没有人会为皇室感到遗憾，但没有人会判处路易十六死刑。正是这个后现代法国尊重所有记忆，热爱所有传统，每年夏天都会在穿着Puy du Fou服装的人群中回到过去。”

## 關連項目
- 保皇派
- 舒昂党人
- 法國大革命戰爭
- 恐怖时期
- 《九三年》